# Straßenschild

Richtzeichen „Zeichen 437: Straßennamensschild“ aus der Bildtafel der Verkehrszeichen in Deutschland

Ein Straßenschild (in Deutschland nach § 45 Abs. 3 Satz 1 StVO: „Straßennamensschild“) zeigt den Straßennamen einer Straße an. Straßenschilder werden an Straßenkreuzungen oder Einmündungen an Hauswänden oder frei stehenden Pfosten angebracht.

## Deutschland

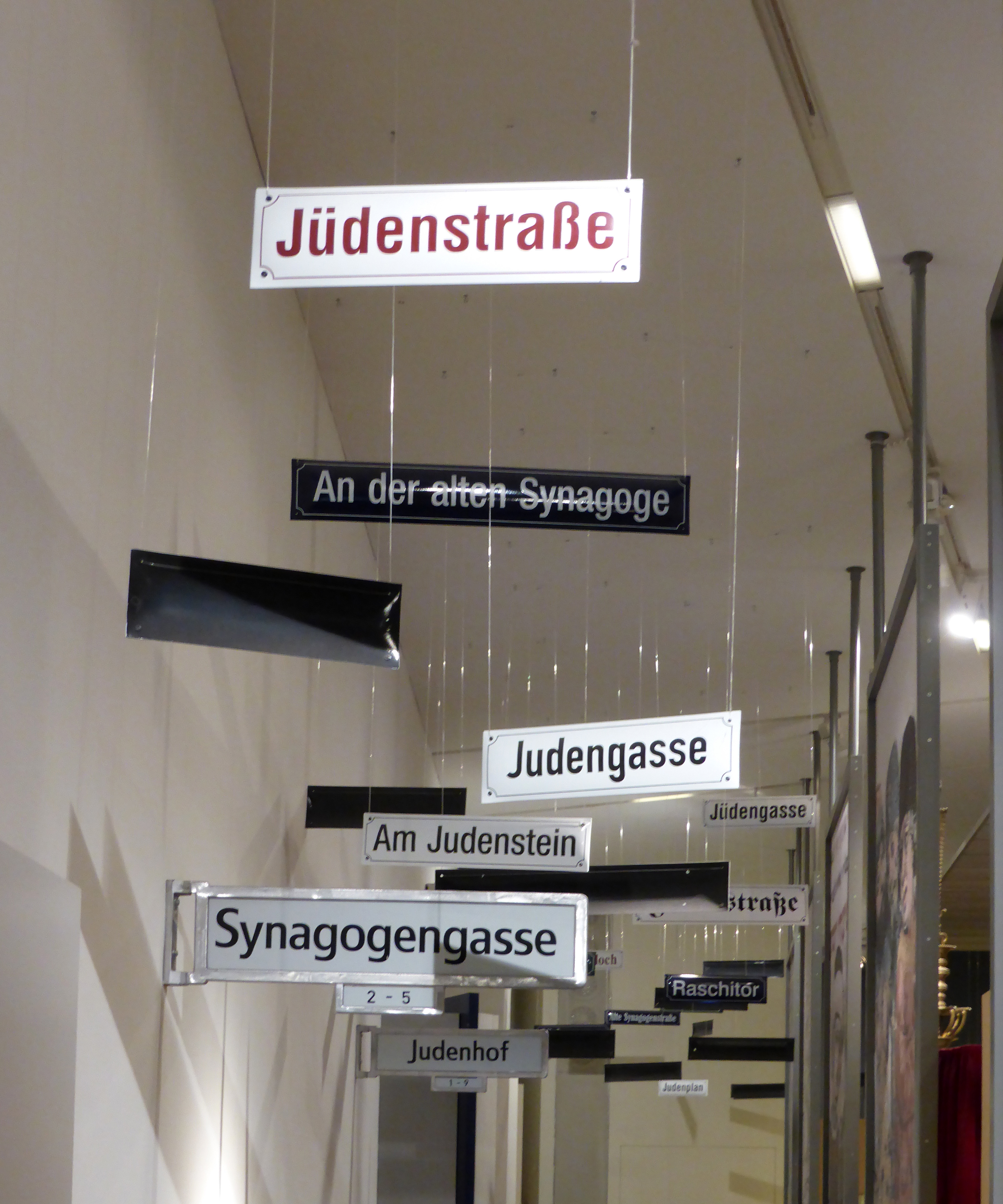
Diverse Straßenschilder in der Ausstellung des Jüdischen Museums Berlin.

Die Straßenschilder sind in Deutschland regional unterschiedlich gestaltet, es gibt unter anderem folgende Typen:
- schwarzes Schild mit weißer Inschrift
- weißes Schild mit schwarzer Inschrift
- blaues Schild mit weißer Inschrift (z. B. in München)
- rote und blaue Schilder mit weißer Inschrift
- orangefarbenes Schild mit weißer Inschrift (Kiel[1])
- grünes Schild mit weißer Inschrift
- rote Schilder mit weißer Inschrift

Die Ausgestaltung wird durch die kommunalen Straßenbaubehörden  normiert.
Straßennamenschilder, als Zeichen 437 bezeichnet, sind grundsätzlich doppelseitig mit retroreflektierender Folie RA1 zu beschriften. Die Standardfarben sind Verkehrsblau (RAL 5017) sowie Verkehrsweiß (RAL 9016). Die Beschriftung ist mit der Schrift DIN 1451 vorzunehmen. Die minimale Schrifthöhe ist 84 mm. Die Schildunterkante ist mindestens 2 Meter hoch, über Radwegen 220 cm. In den „Abmessungen der Verkehrszeichen nach der StVO einschließlich ihrer Varianten“, welche 1972 im Verkehrsblatt veröffentlicht wurden, sind zwei Größen von Straßennamensschilern vorgesehen: 84 mm Schrifthöhe bei einer Gesamthöhe von 150 mm und 105 mm Schrifthöhe bei einer Gesamthöhe von 200 mm. In der gleichnamigen Bekanntmachung aus dem Jahre 1976 ist nur noch die größere Variante aufgeführt.

### Berlin
In Berlin existieren zwei Arten von Straßenschildern: eine West-Berliner und eine Ost-Berliner Variante, was der Deutschen Teilung geschuldet ist. Beide Versionen tragen schwarze Schrift auf weißem Grund, unterscheiden sich jedoch in der Schriftart: Die West-Schilder fallen besonders durch ihre charakteristische ſz-Ligatur (ß) in -straße und der tz-Ligatur in -platz auf. Die Buchstaben der Ost-Schilder sind deutlich schmaler.
Die Straßenbaubehörde hat die West- zur Gesamt-Berliner Variante auserkoren und ersetzt die alten Ost-Schilder nach und nach durch Schilder im West-Stil, wo dies aufgrund von Beschädigungen, Baumaßnahmen oder Umbenennungen erforderlich ist. Die West-Berliner Variante ist ebenfalls in manchen westdeutschen Städten zu finden. Neben diesen Standardtypen werden in bestimmten Vierteln Straßenschilder in historischem Stil verwendet, wie in der Spandauer Altstadt. Andererseits sind teilweise die in Kolonien liegenden Privatstraßen mit andersgestalteten und -farbigen Straßenschildern ausgewiesen, wie in den Gartenkolonien im Bezirk Pankow. Die Schrifttype dieser „Gesamt-Berliner-Variante“ ist die „Thannhaeuser-Fraktur“, geschaffen von Herbert Thannhaeuser (1897 bis 1963). In den ehemaligen französischen Alliiertensiedlungen (wie der Cité Foch) tragen die Straßen französische Namen und sind nach französischem Vorbild mit einem blauen Schild und weißer Schrift ausgeschildert.

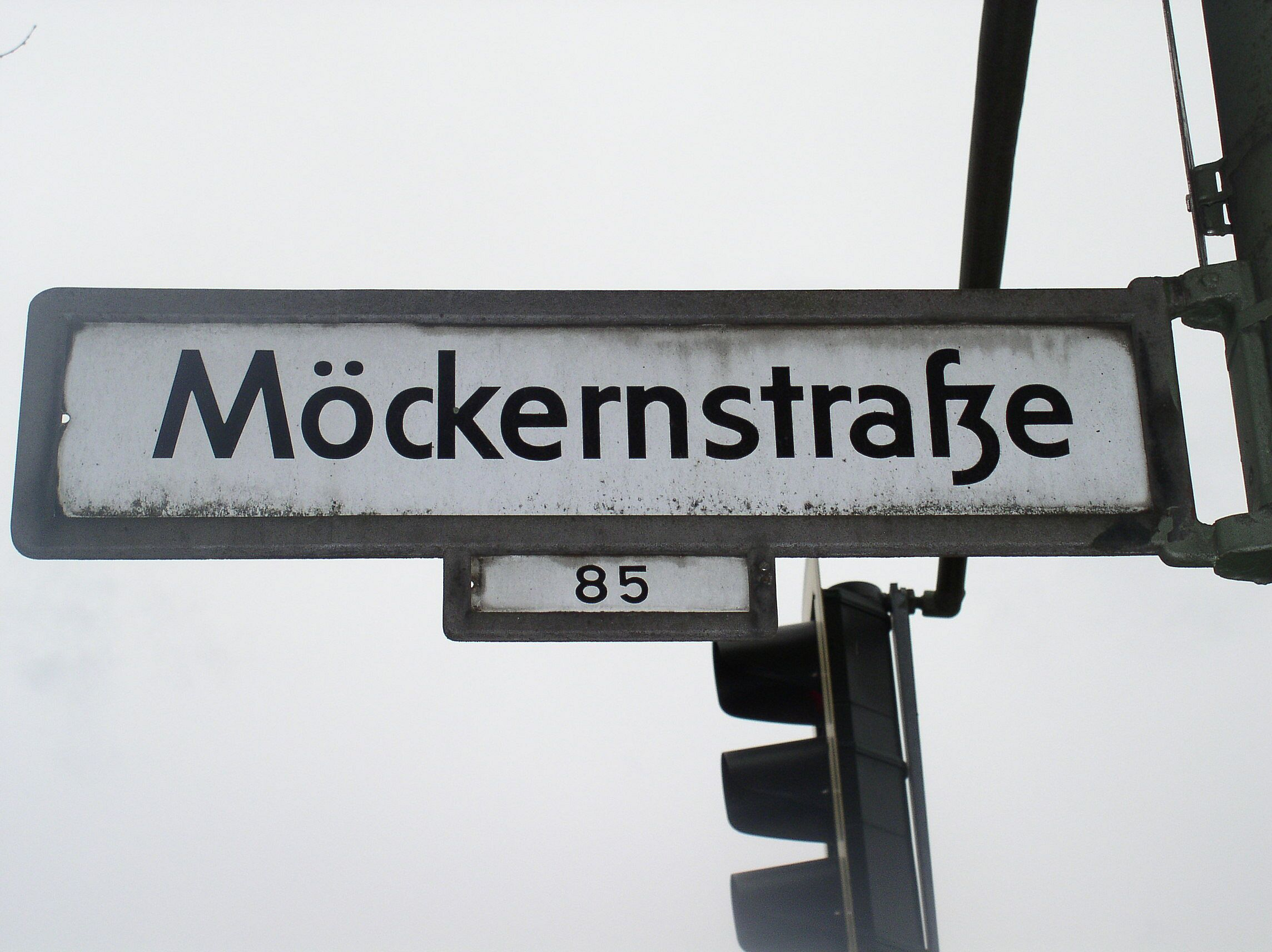
Beispiel eines West-Berliner Straßenschildes mit kantigem ß
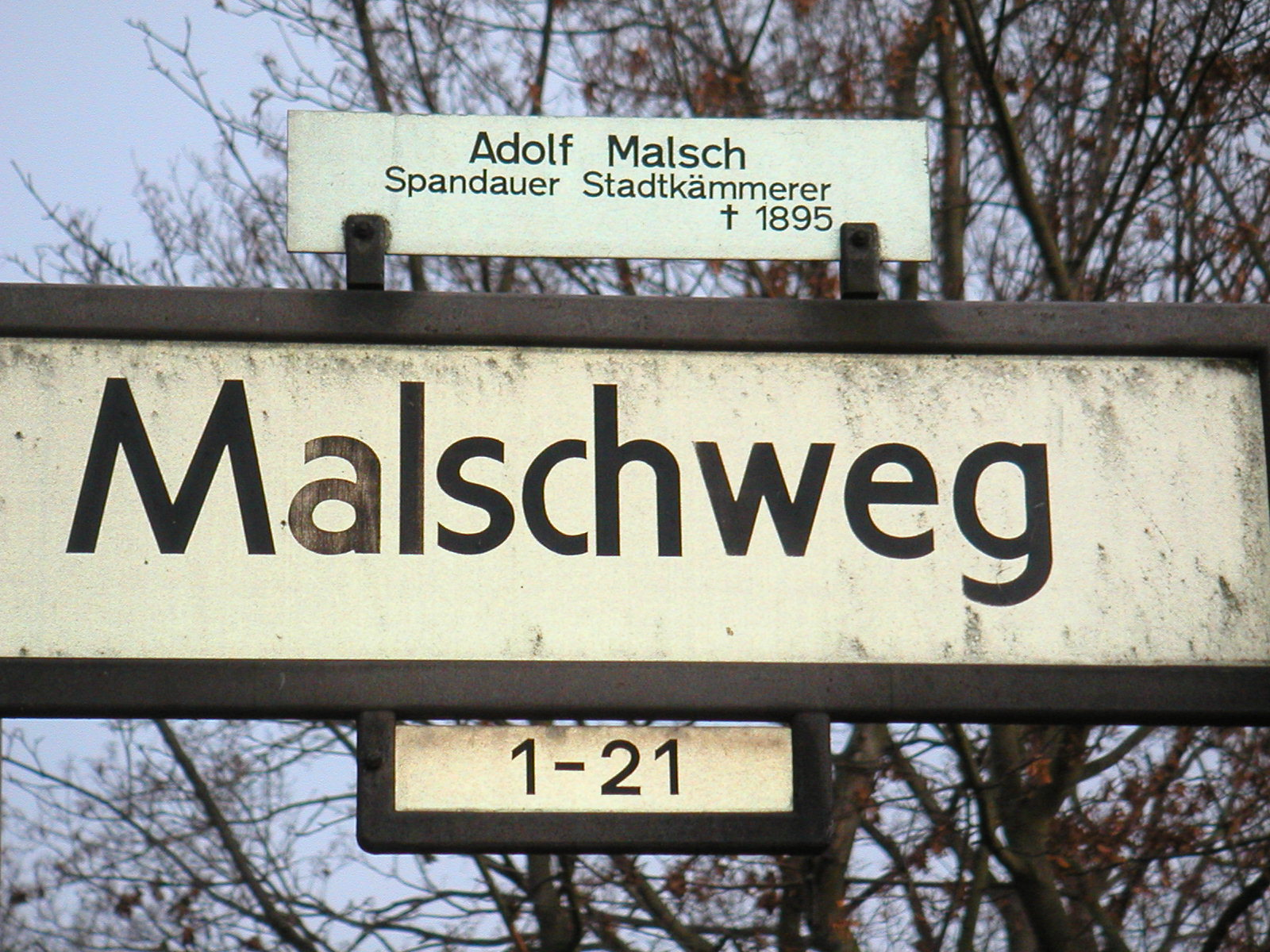
Straßenschild mit Namenserläuterung und Hausnummernhinweis
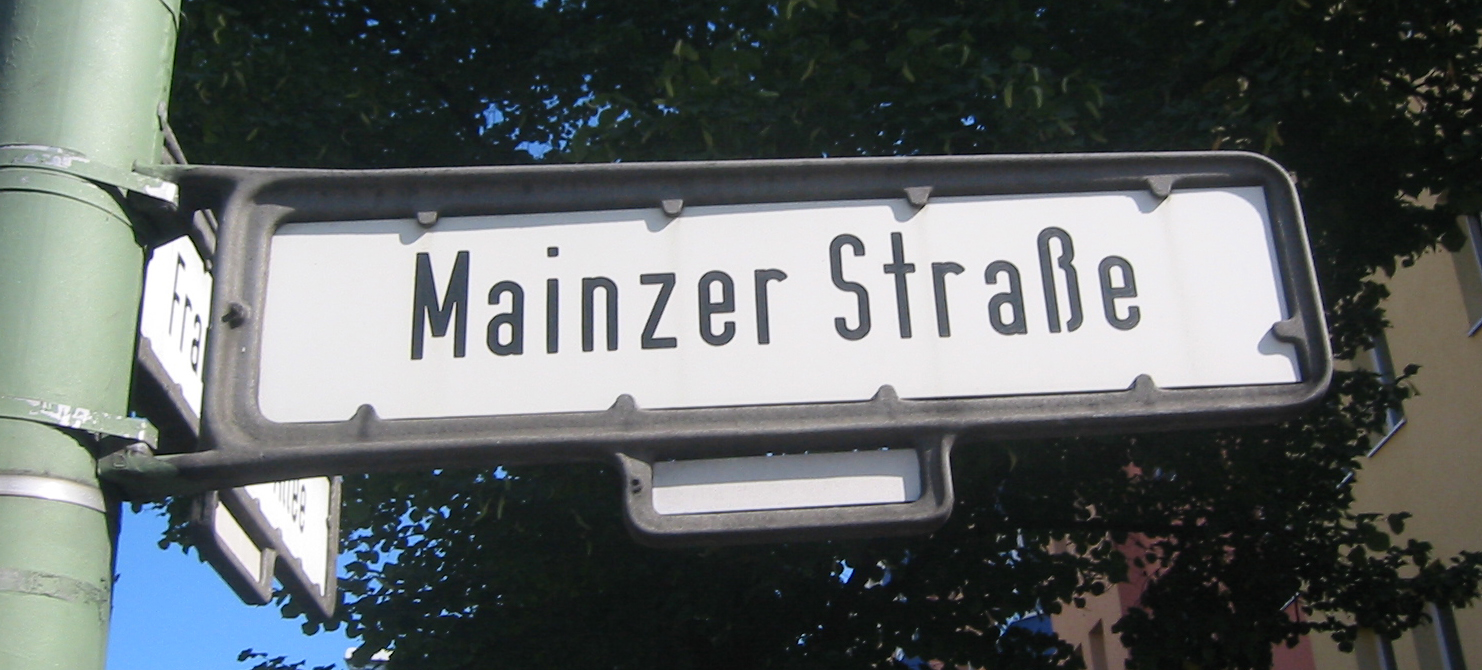
Beispiel eines Ost-Berliner Straßenschildes mit rundem ß
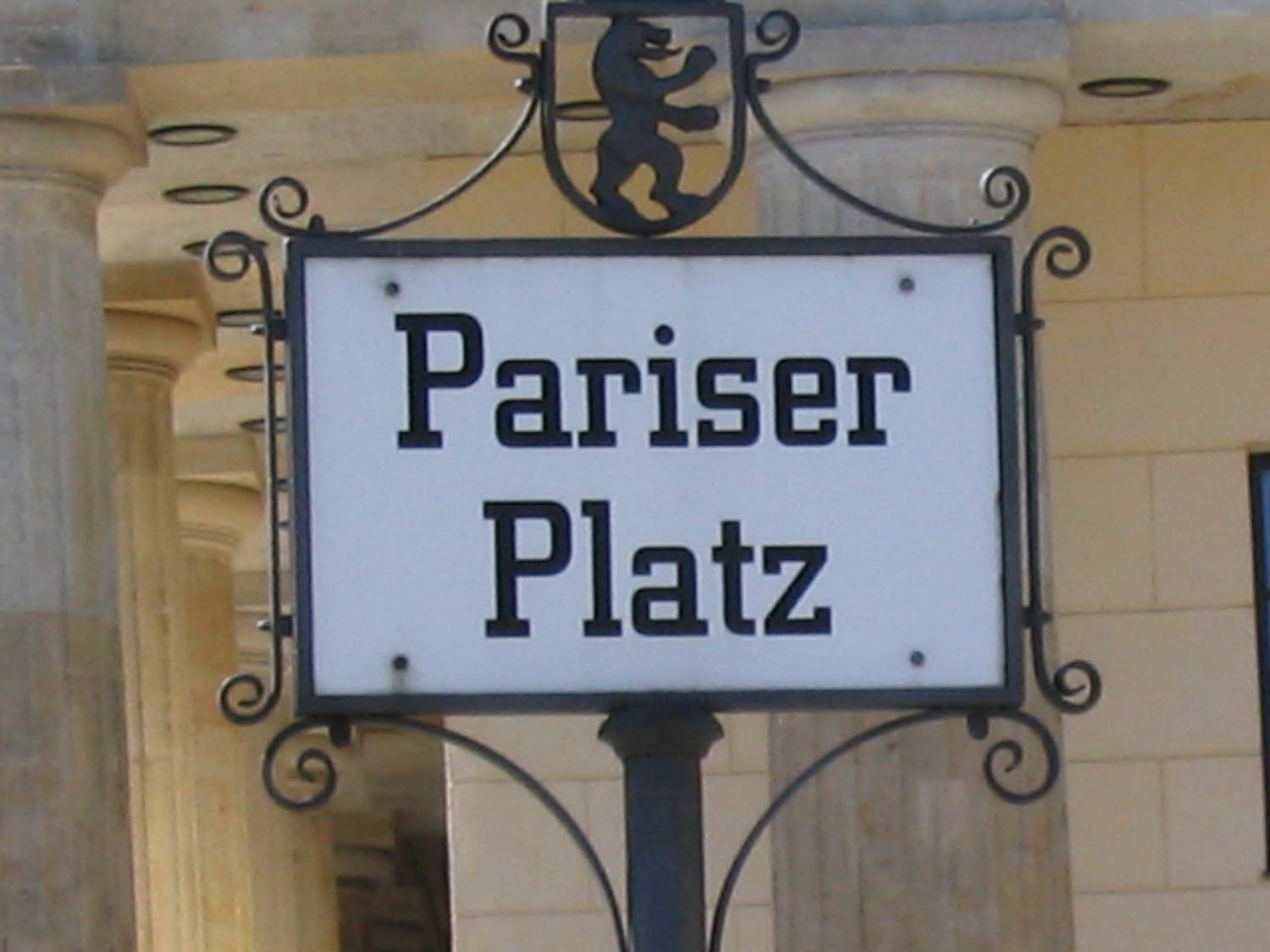
Beispiel eines Alt-Berliner Straßenschildes
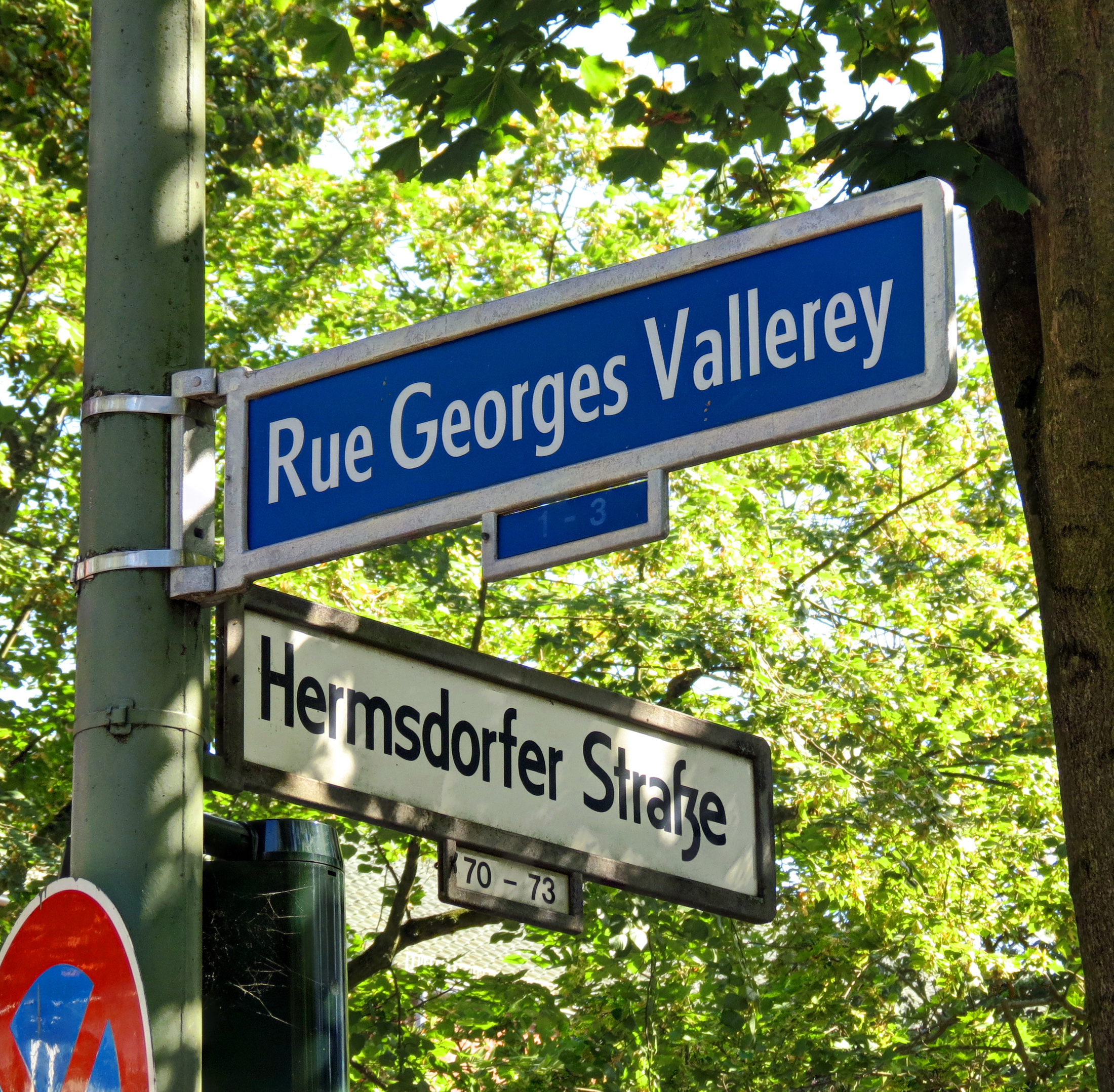
Französisches Straßenschild in der Cité Foch
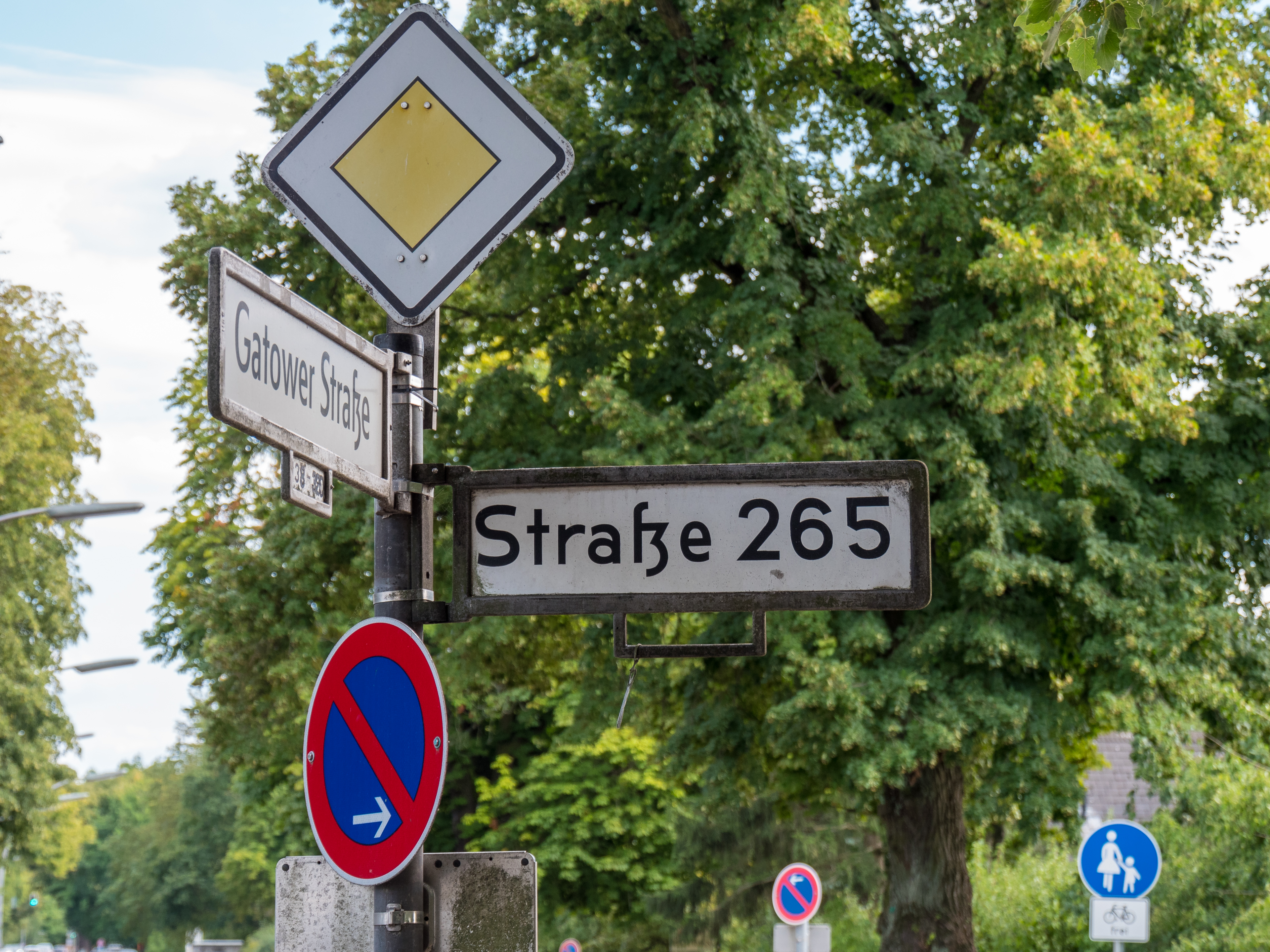
Beispiel für durchnummerierte Straßennamen: „Straße 265“ in Berlin-Gatow
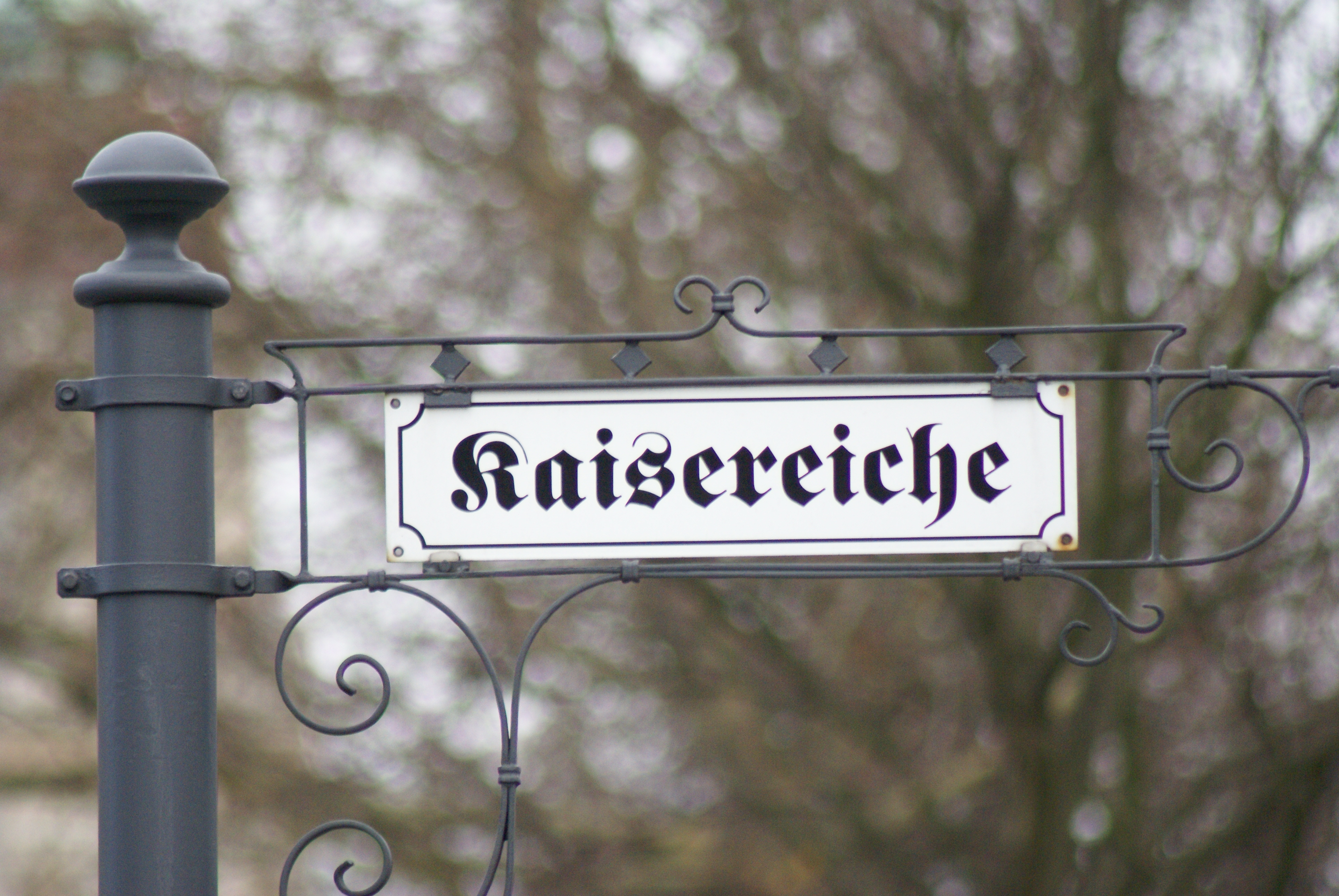
Historisch nachempfundenes Schild an der Berliner Kaisereiche

### Kaiserslautern
In Kaiserslautern wurde bis in die 1970er Jahre eine Untergliederung der Stadt in Fünftel praktiziert, die farblich unterschieden waren. Die an Hauswänden angebrachten Schilder mit blauer, weißer, gelber, roter oder grüner Grundfarbe sind teilweise noch vorhanden und geben einen ungefähren Eindruck, in welcher Gegend der Stadt man sich gerade befindet. Heute werden überall nur noch weiße Schilder mit schwarzer Schrift aufgestellt.

### Mainz
In der Mainzer Innenstadt gibt es seit 1853 Straßenschilder mit weißer Schrift auf blauem oder auf rotem Untergrund. Straßen mit blauen Schildern laufen parallel mit dem Rhein, die mit roten Schildern zum Rhein hin.
Dabei steigen die Hausnummern in den Straßen mit roten Schildern in Richtung Rhein an, in den Straßen mit blauen Schildern mit der Flussrichtung des Rheins, jeweils gerade Zahlen rechts und ungerade links. Mehr oder weniger Ortskundige sind dabei rasch imstande, die ungefähre Lage einer Hausnummer im Straßenzug abzuschätzen. Die Anregung dazu gab bereits 1849 Josef Anschel durch einen Antrag auf Umänderung der Häusernummern.

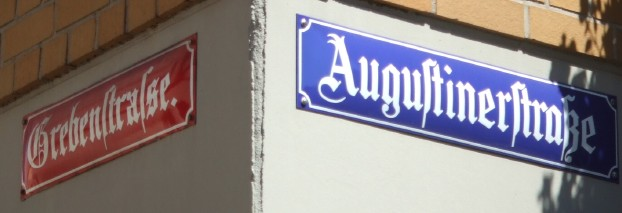
Rote und blaue Straßenschilder in Mainz

### Mannheim
Die hufeisenförmige Innenstadt von Mannheim ist als Planstadt nicht in Straßenzügen, sondern in Häuserblöcken, den Quadraten, angelegt. Wenngleich es sich hierbei nicht um Quadrate im Sinne der Geometrie handelt, sind es Vierecke. Die Adressen werden nicht durch Straßen, sondern durch die Quadratbezeichnungen mit zugehörigen Hausnummern gebildet (beispielsweise D 4, 1). Die Hausnummern laufen um das jeweilige Quadrat, sodass beispielsweise D 4, 6 an der gleichen Straße gegenüber von E 4, 1 liegt. An den Ecken der Quadrate sind für die betreffenden Seiten Straßenschilder angebracht, die das Quadrat bezeichnen und zusätzlich angeben, welche Hausnummern an dieser Seite liegen.

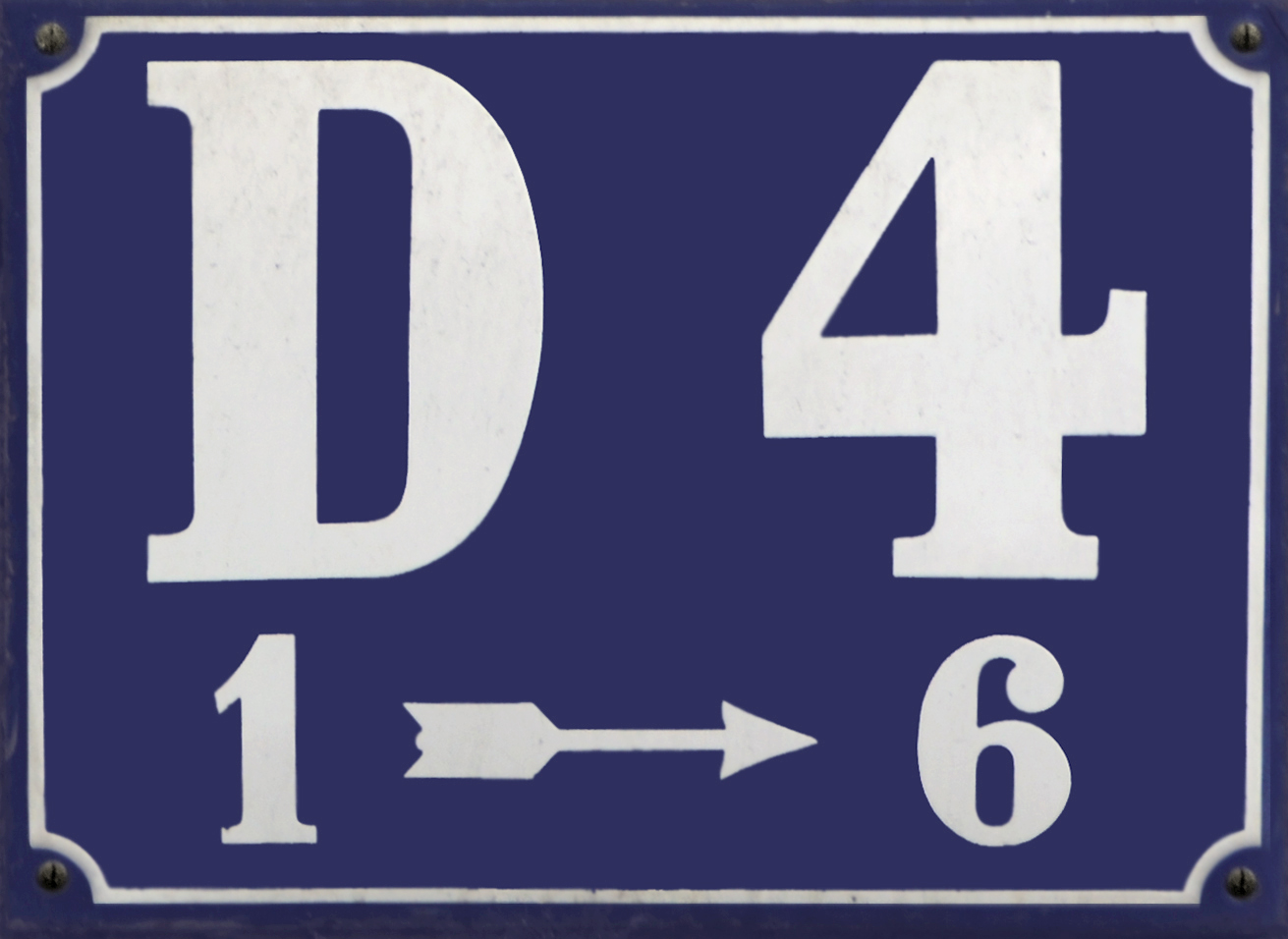
D 4 ist der Straßenname (Quadrat), 1 → 6 sind Hausnummern

### München
Mit München verbindet man neben vielem anderen auch die Emailtafeln mit weißer Schrift auf blauem Grund. In ihrer heutigen Form stammen sie aus den 1980er Jahren und ersetzten Schilder mit Münchener Verkehrsschrift beschriftet, die Otl Aicher entworfen hatte. Blaue Schilder auf weißem Grund (die Bayerischen Farben) gibt es schon seit Anfang des 20. Jahrhunderts.

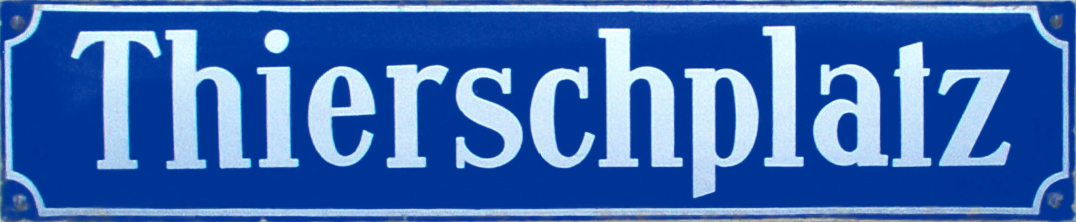
Münchner Straßenschild

### Weitere Formen in Deutschland

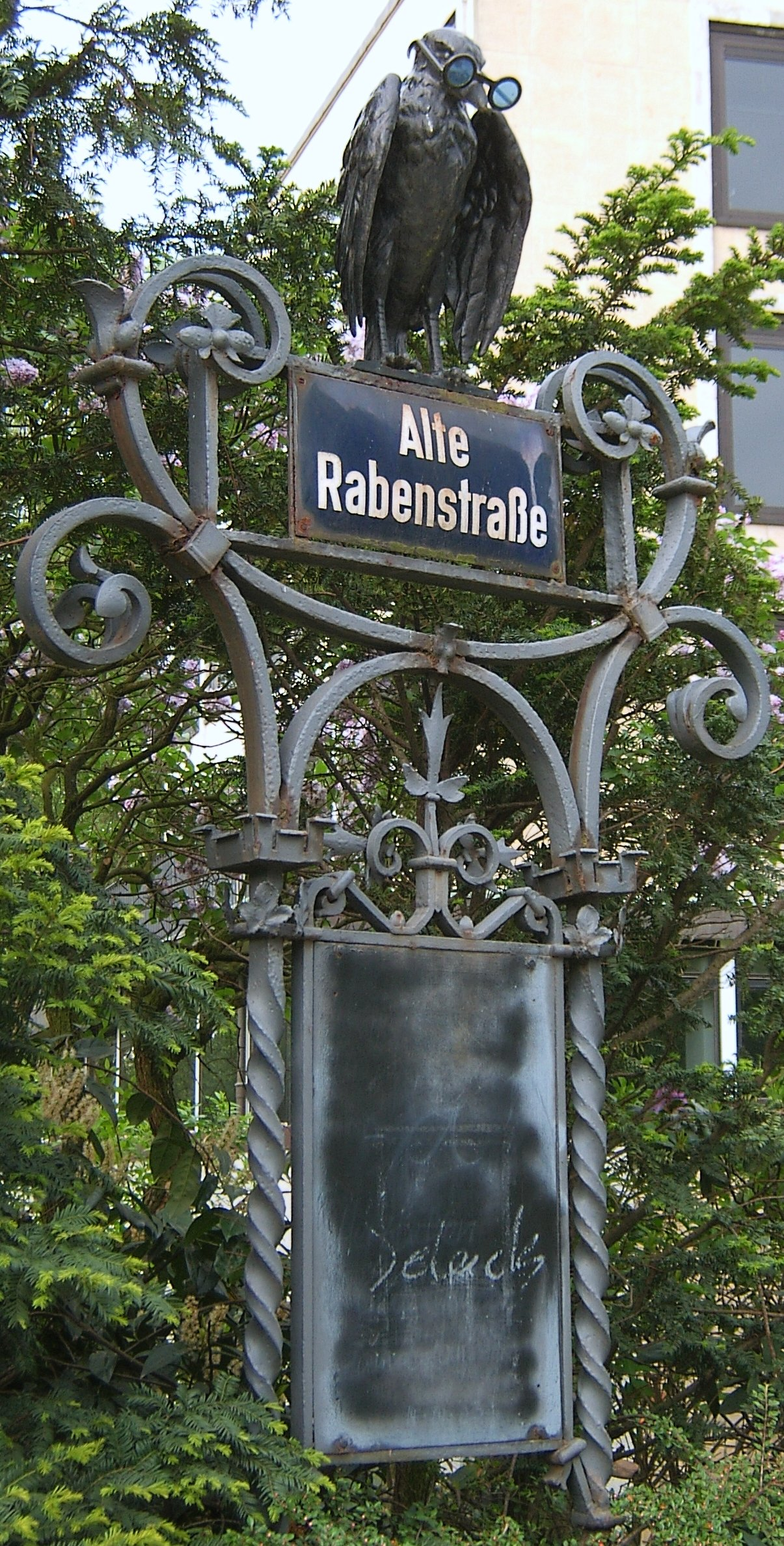
In Hamburg-Rotherbaum
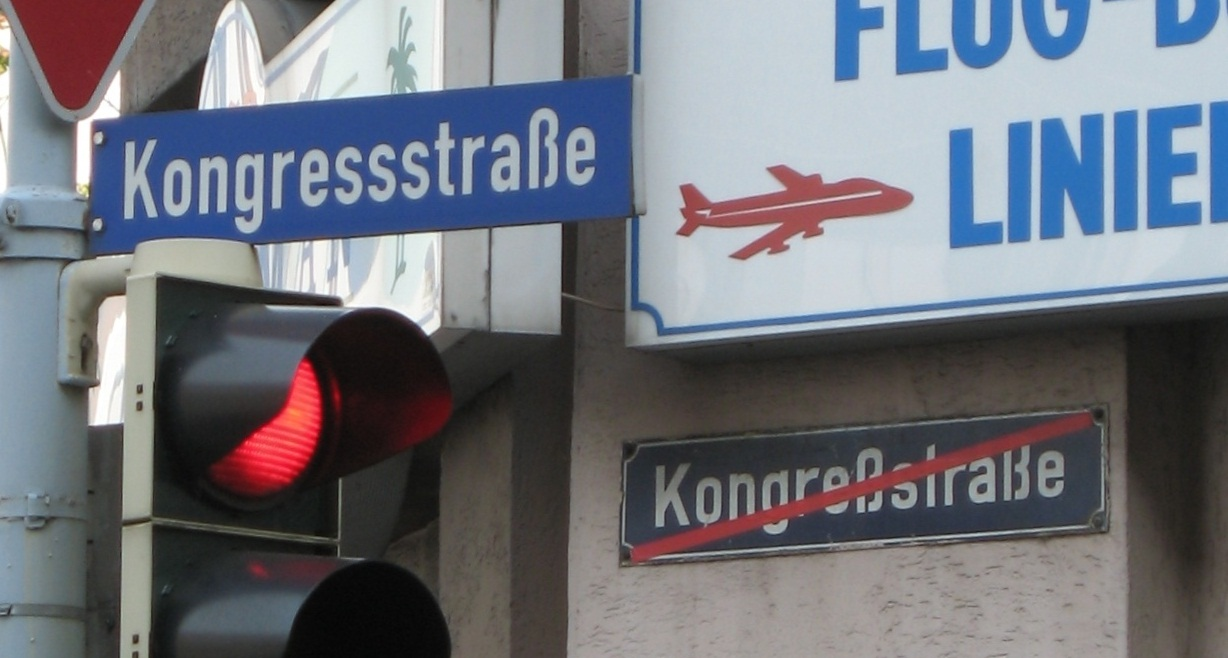
Straßenschild nach der Rechtschreibreform
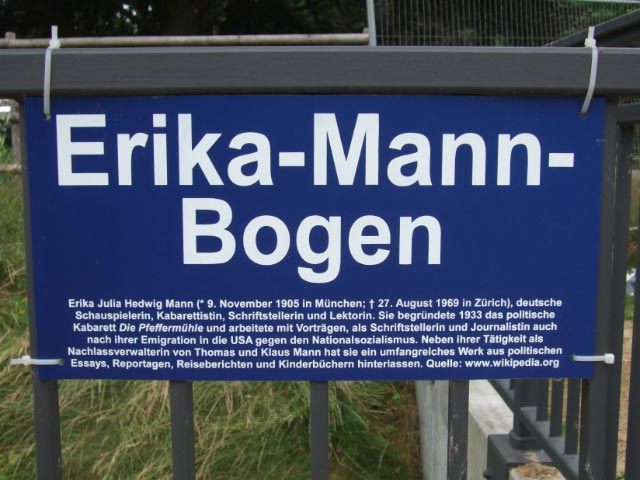
Nicht offizielles Hamburger Straßenschild, das Wikipedia als Quelle nennt
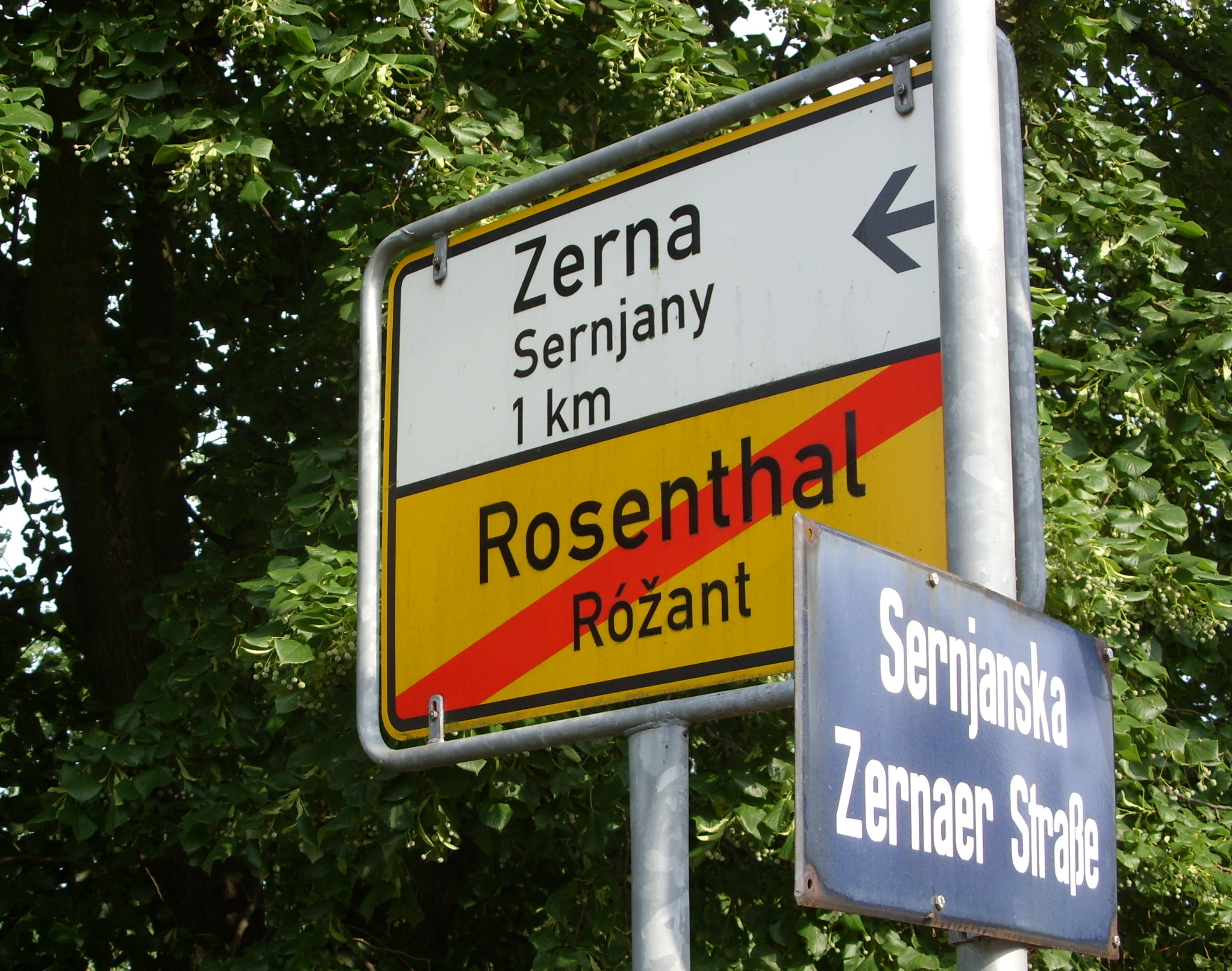
Zweisprachiges Straßenschild in der Lausitz (oben Sorbisch, unten Deutsch)
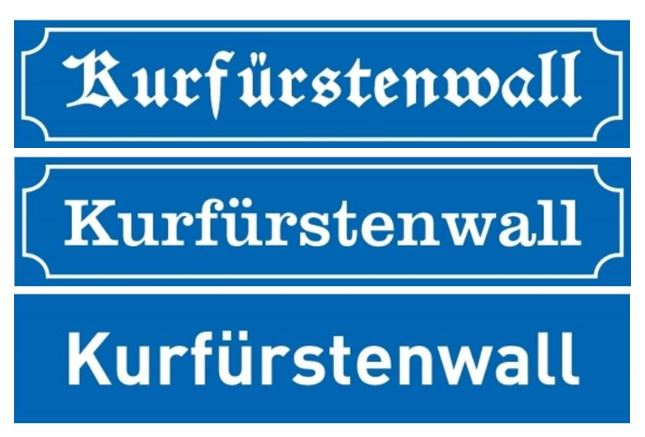
Unterschiedliche Schriftarten (von nostalgisch bis modern)
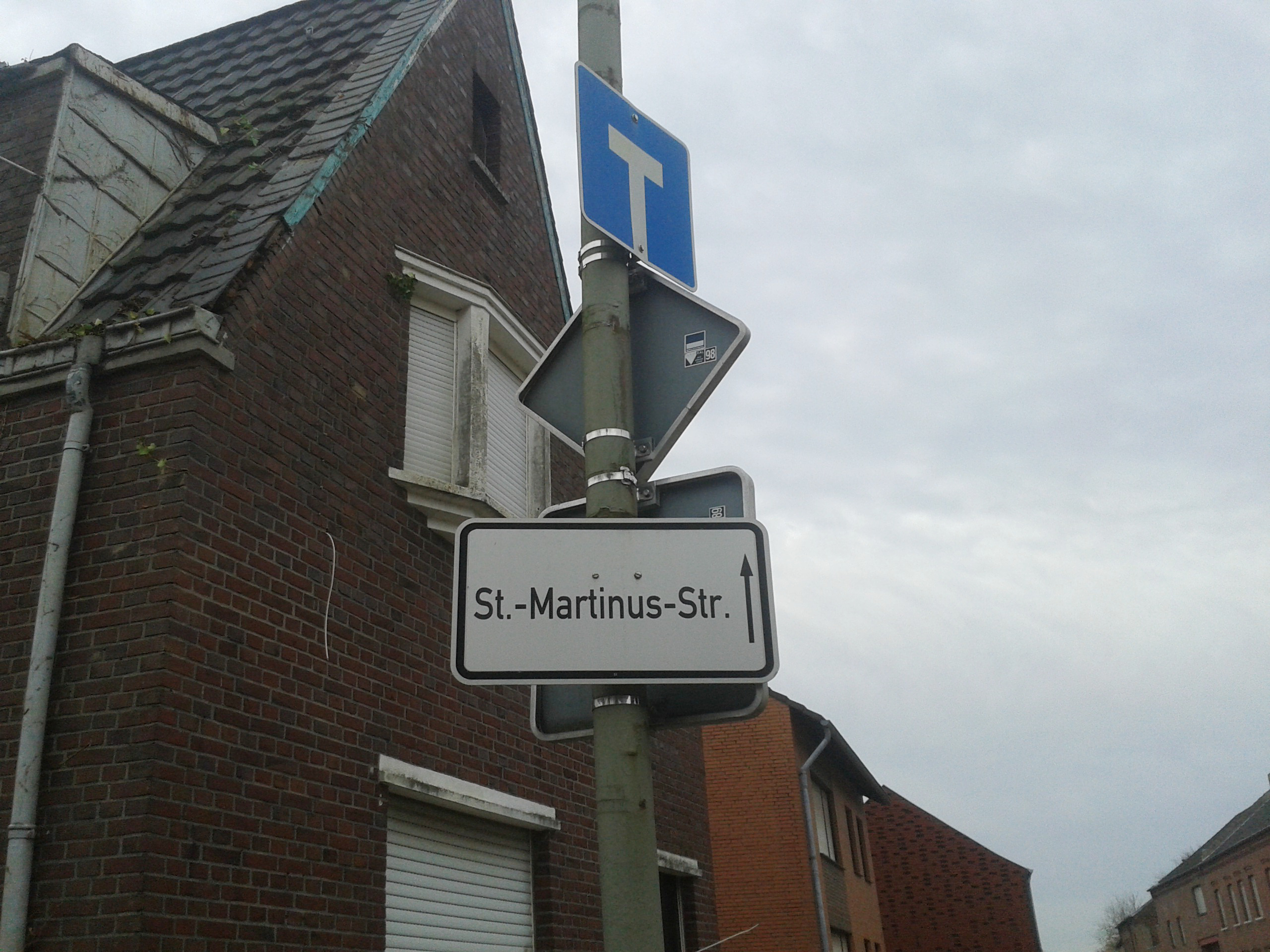
Straßenschild in Borschemich.[Anm. 2]
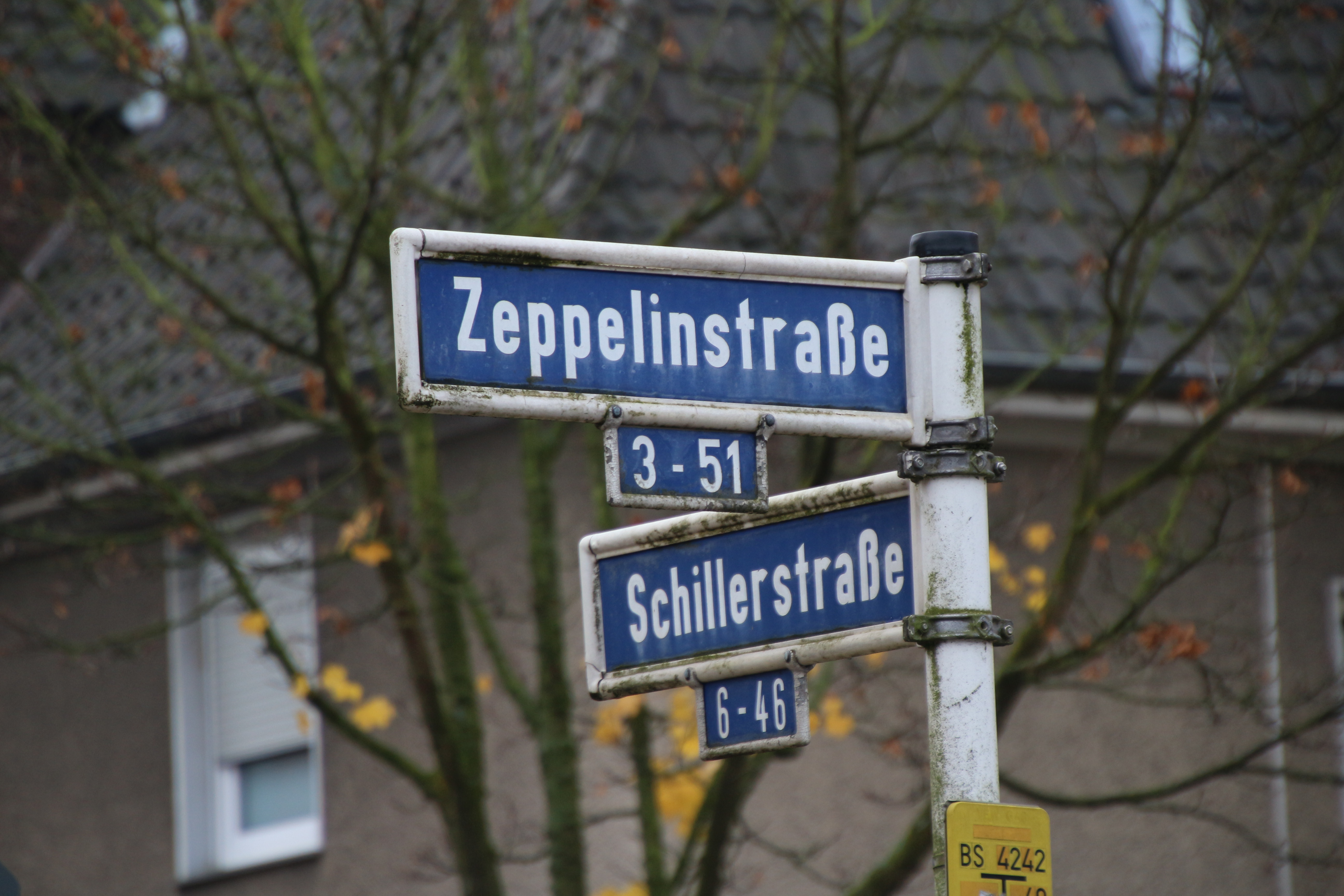
Marler Straßenschilder mit Hausnummerzählung
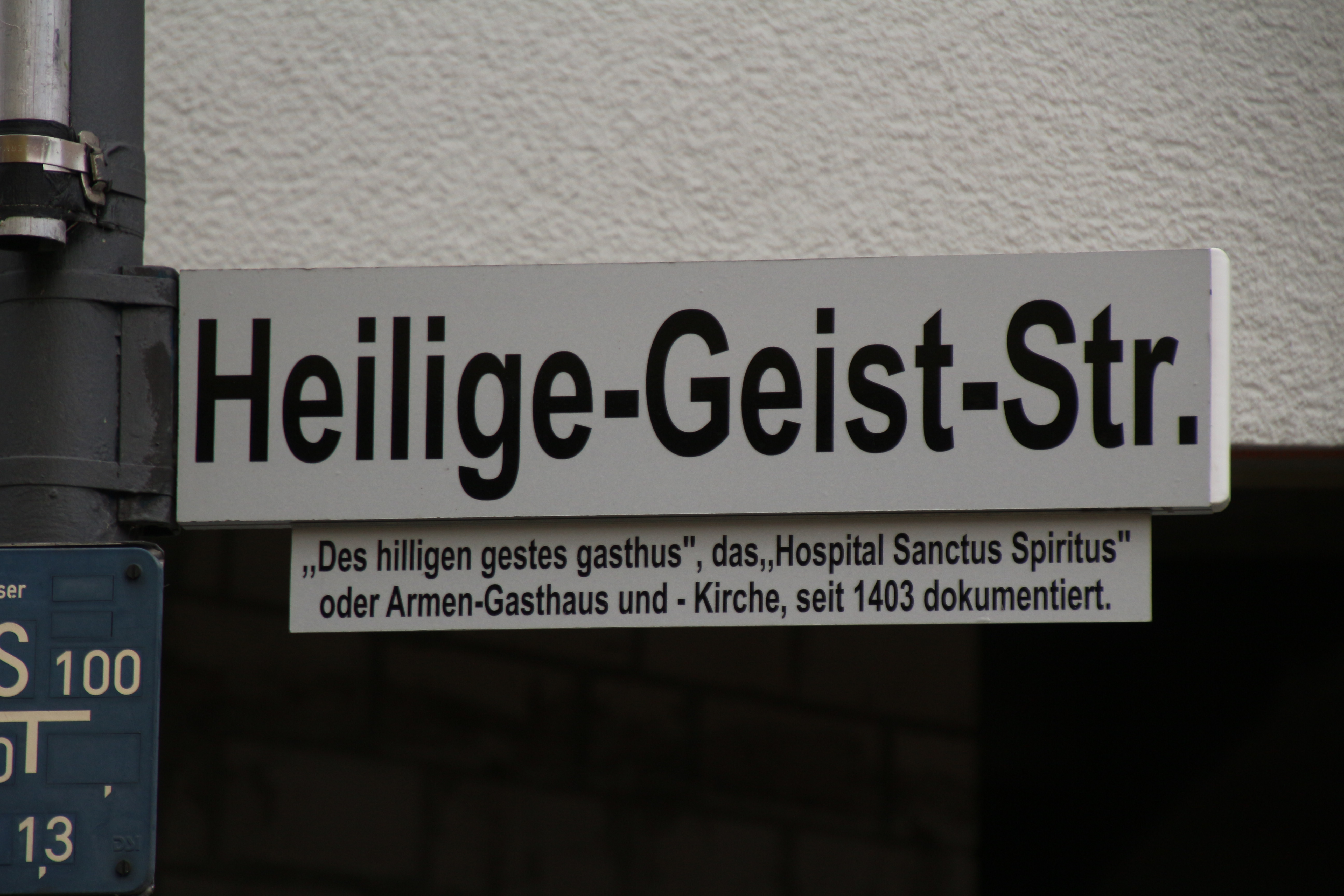
Schild mit Legendentafel, Recklinghausen

## Schweiz
In der Schweiz sind die Straßenschilder (lokal in der Schreibweise Strassenschilder) zumeist in heller Schrift auf (dunkel-)blauem Grund gestaltet. Die Schrift kann durch einen einfachen, rechteckigen oder einen leicht verzierten Rahmen eingefasst sein. Oftmals werden Schilder mit erhabener Schrift verwendet, es sind jedoch auch gedruckte und emaillierte Schilder im Einsatz.

Strassenschilder in der Schweiz
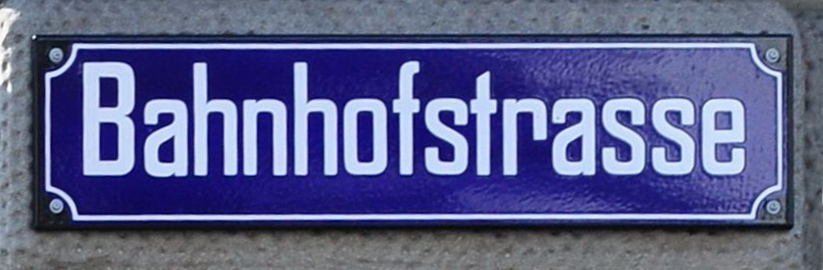
In Zürich
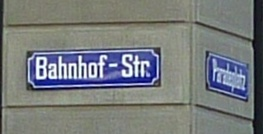
Älteres Format mit Bindestrich und Abkürzung („-Str.“)
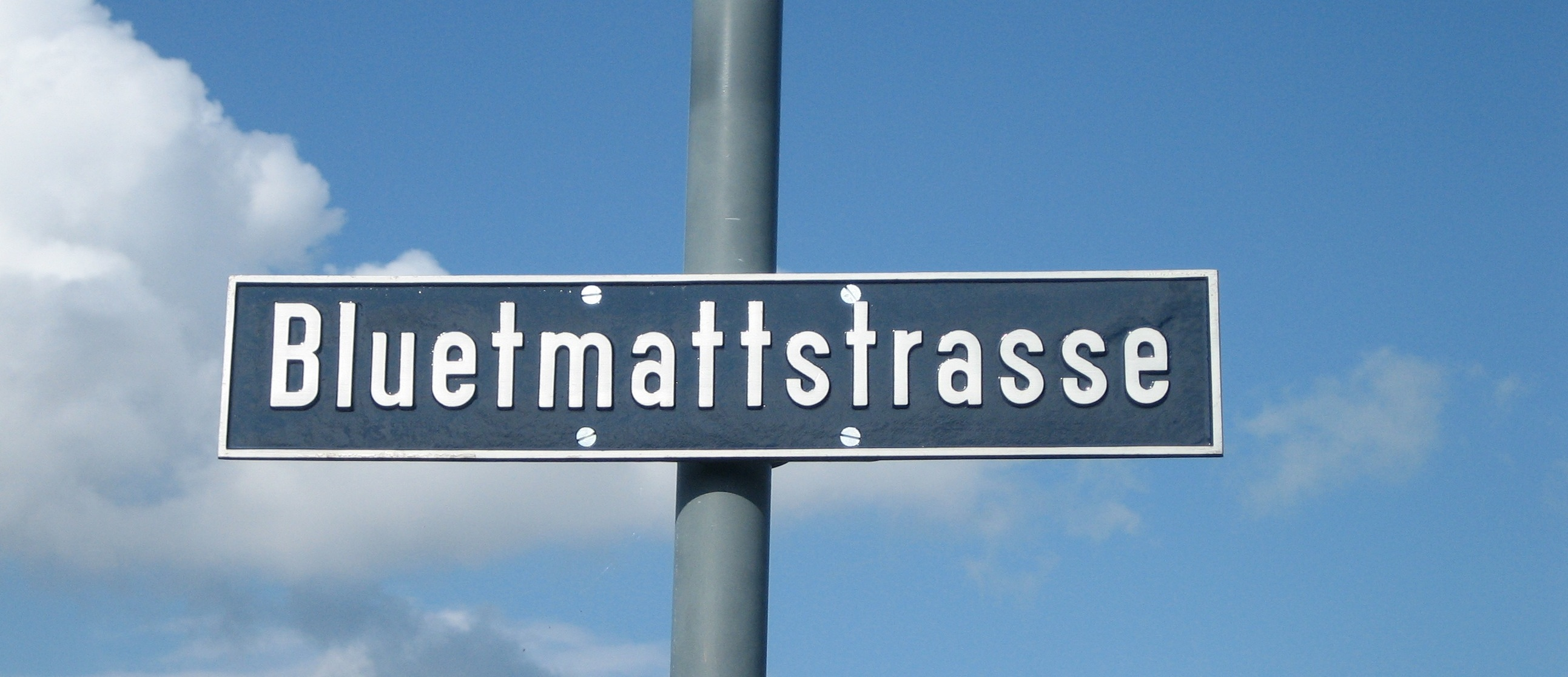
In Nänikon
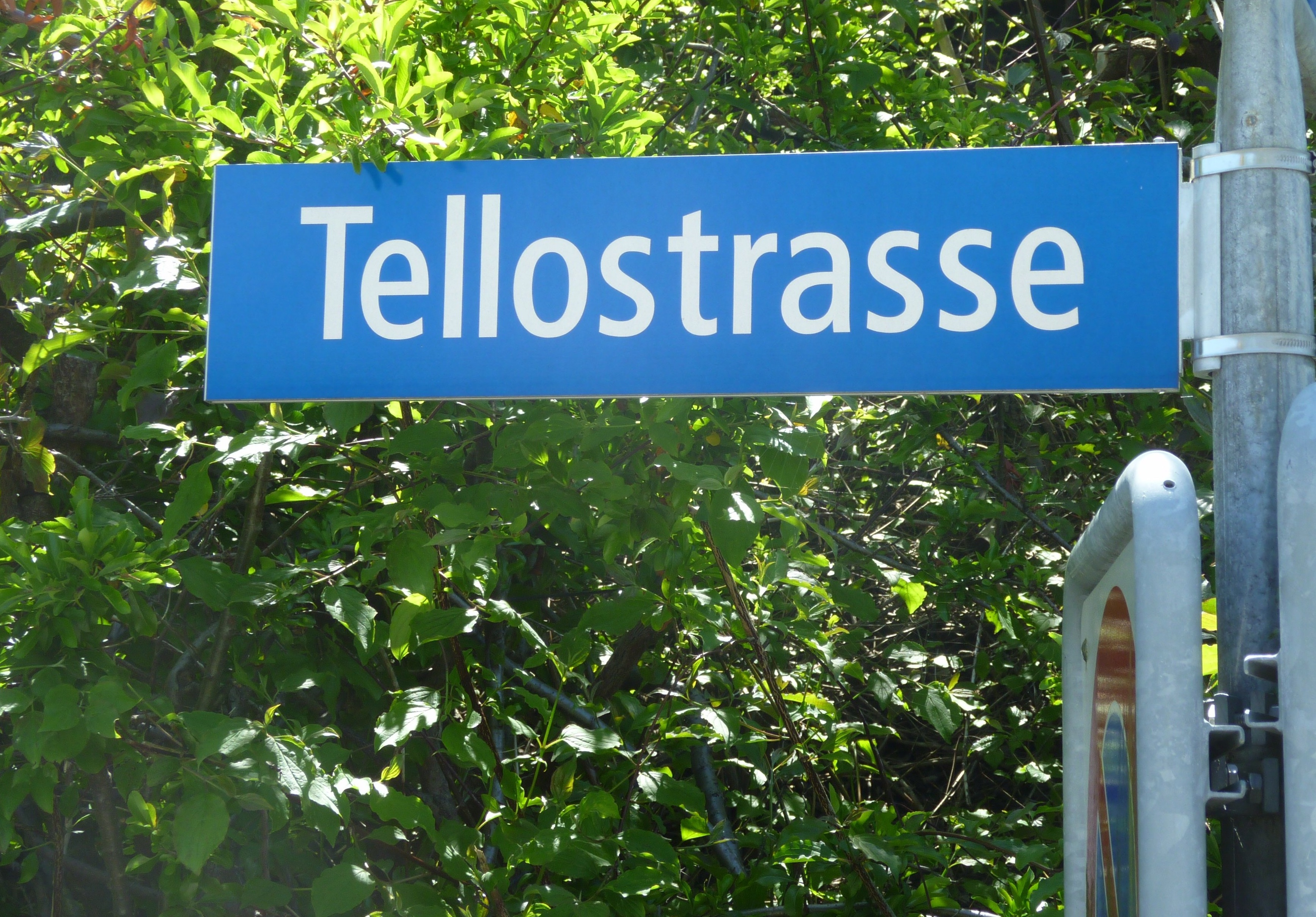
In Chur
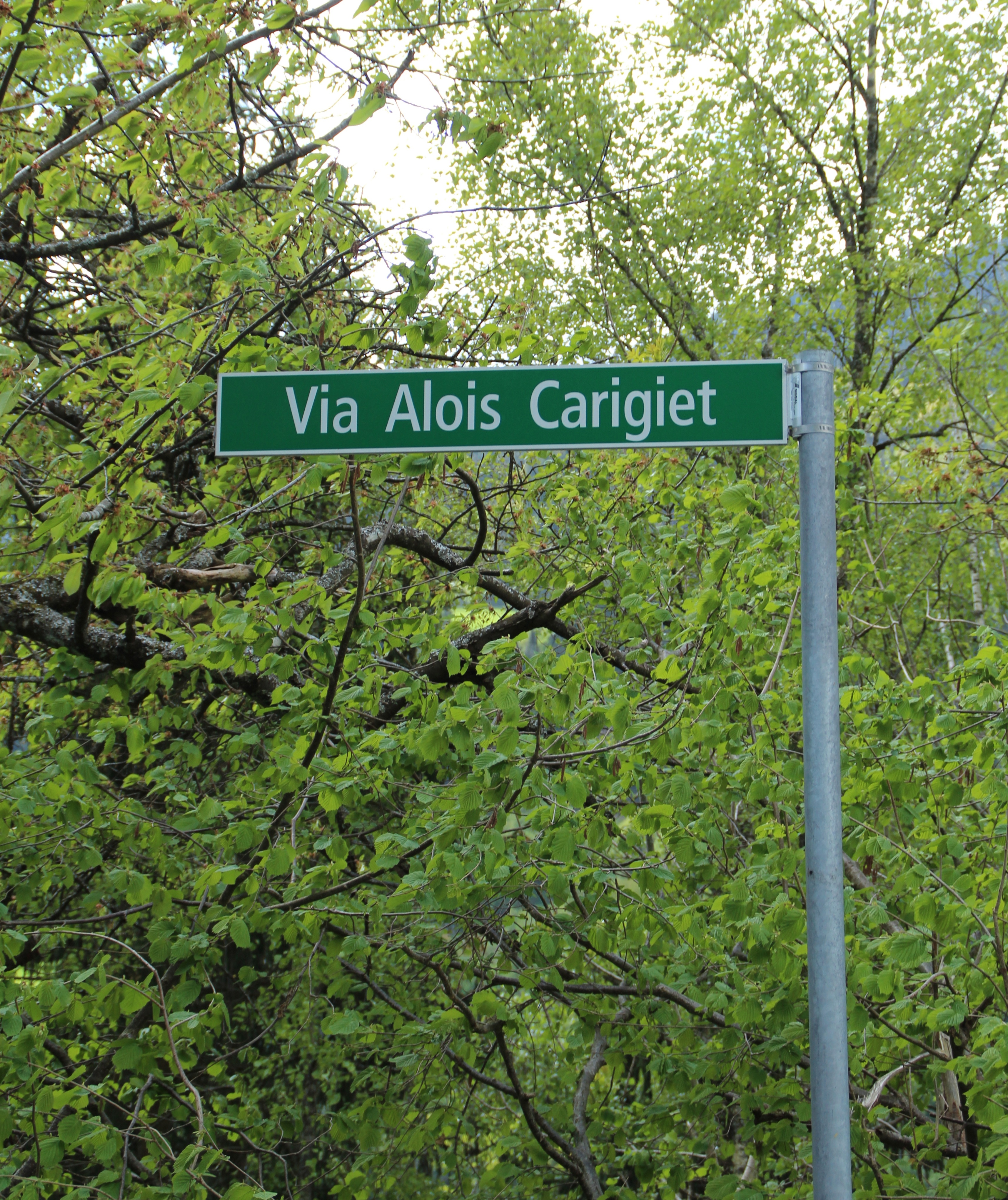
Grünes Schild in Trun GR

### Bern
In der Altstadt von Bern sind die Straßenschilder nicht blau, sondern seit 1798 in den fünf Farben schwarz, weiß, grün, gelb und rot. Nach dem Einmarsch der napoleonischen Truppen 1798 in Bern erteilte der Oberkommandierende der französischen Invasionstruppen, General Schauenburg, den Auftrag, Straßenschilder für die fünf Stadtteile anzufertigen und dies in verschiedene Farben. Es bildete sich jedoch auch die Legende, dass die Schilder verschiedene Farben hätten, damit die französischen Soldaten nach ihren Trinkgelagen den Weg in ihr Nachtquartier leichter finden konnten.

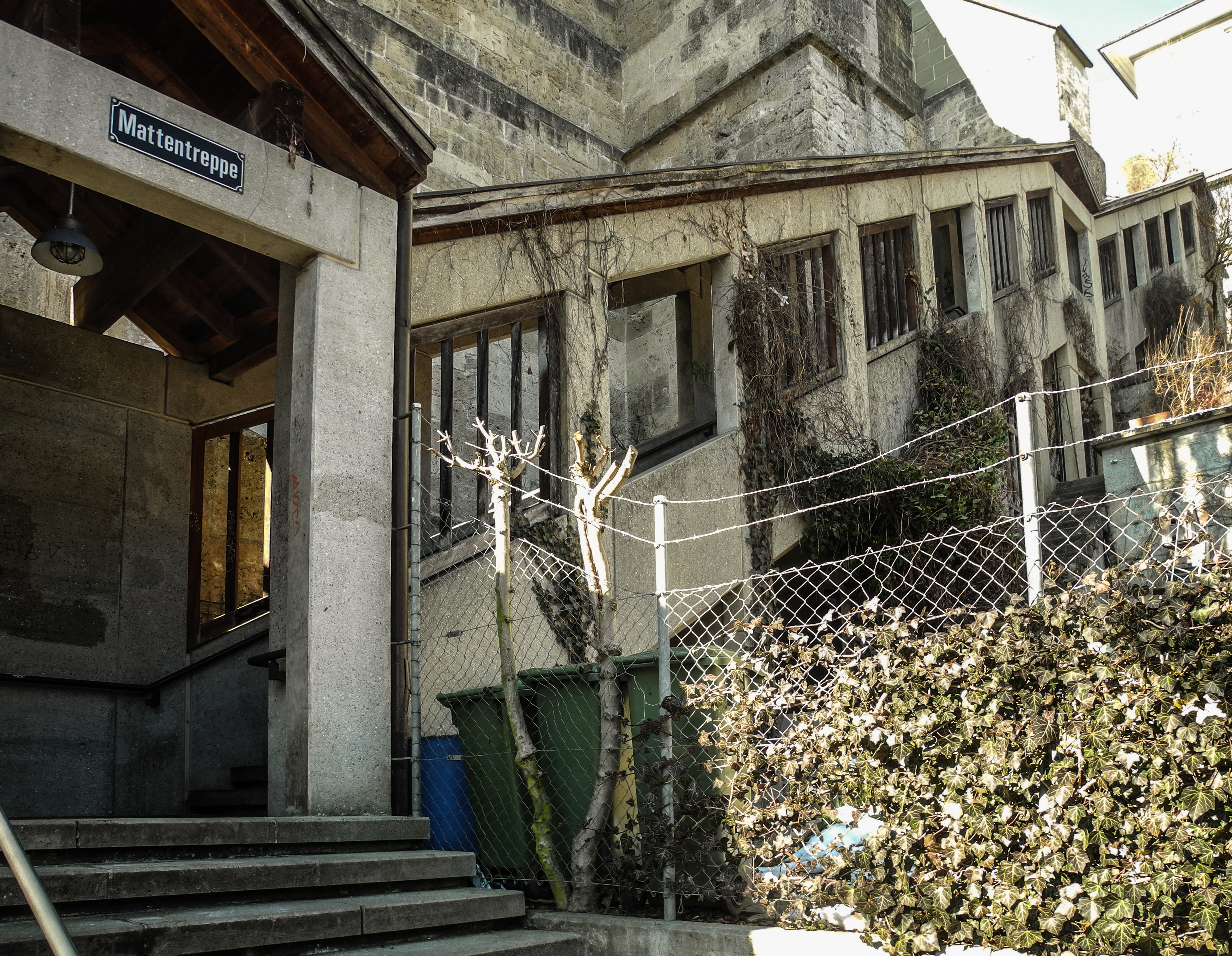
Mattetreppe, schwarzes Schild
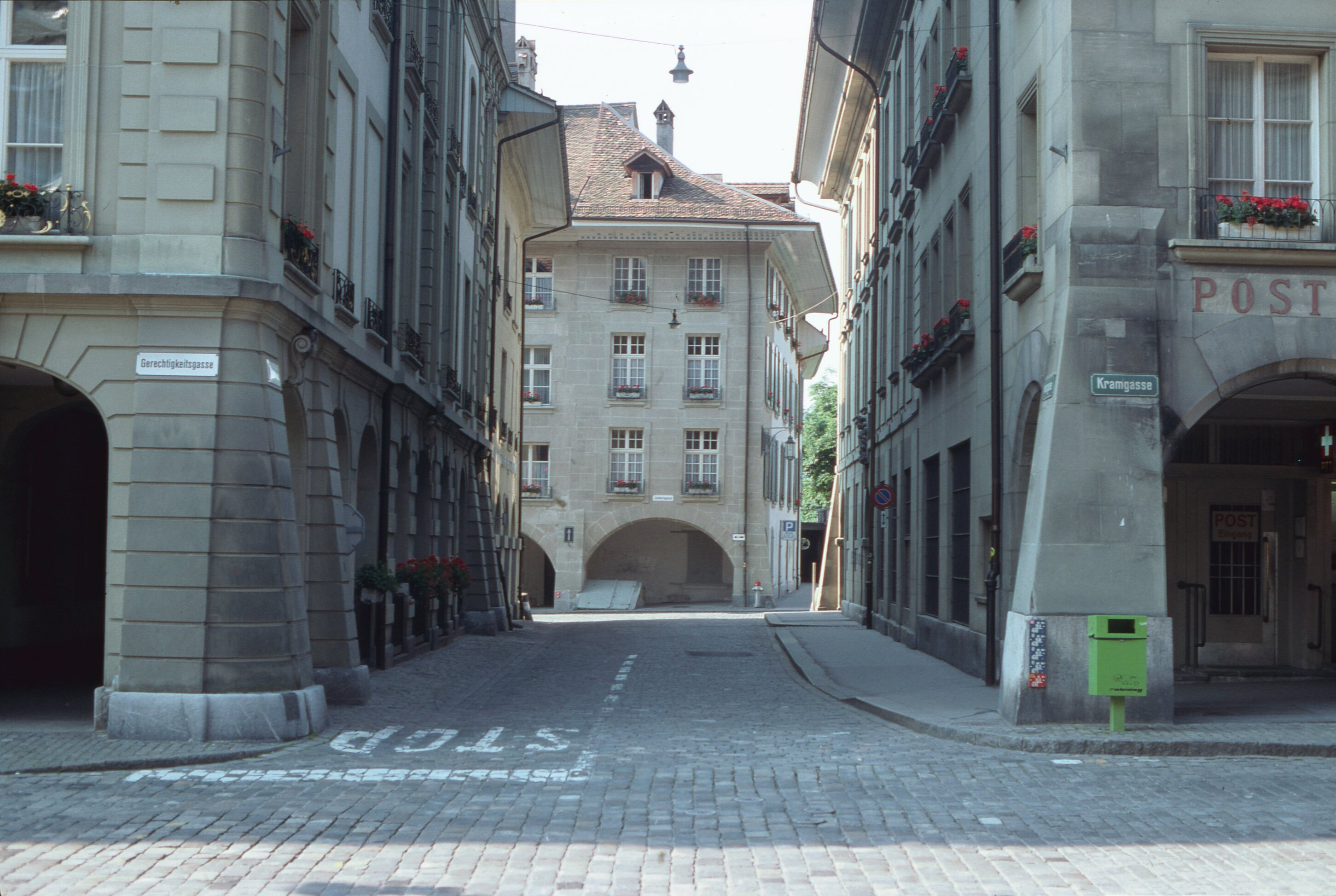
Gerechtigkeitsgasse weiß (links) und Kramgasse grün (rechts)
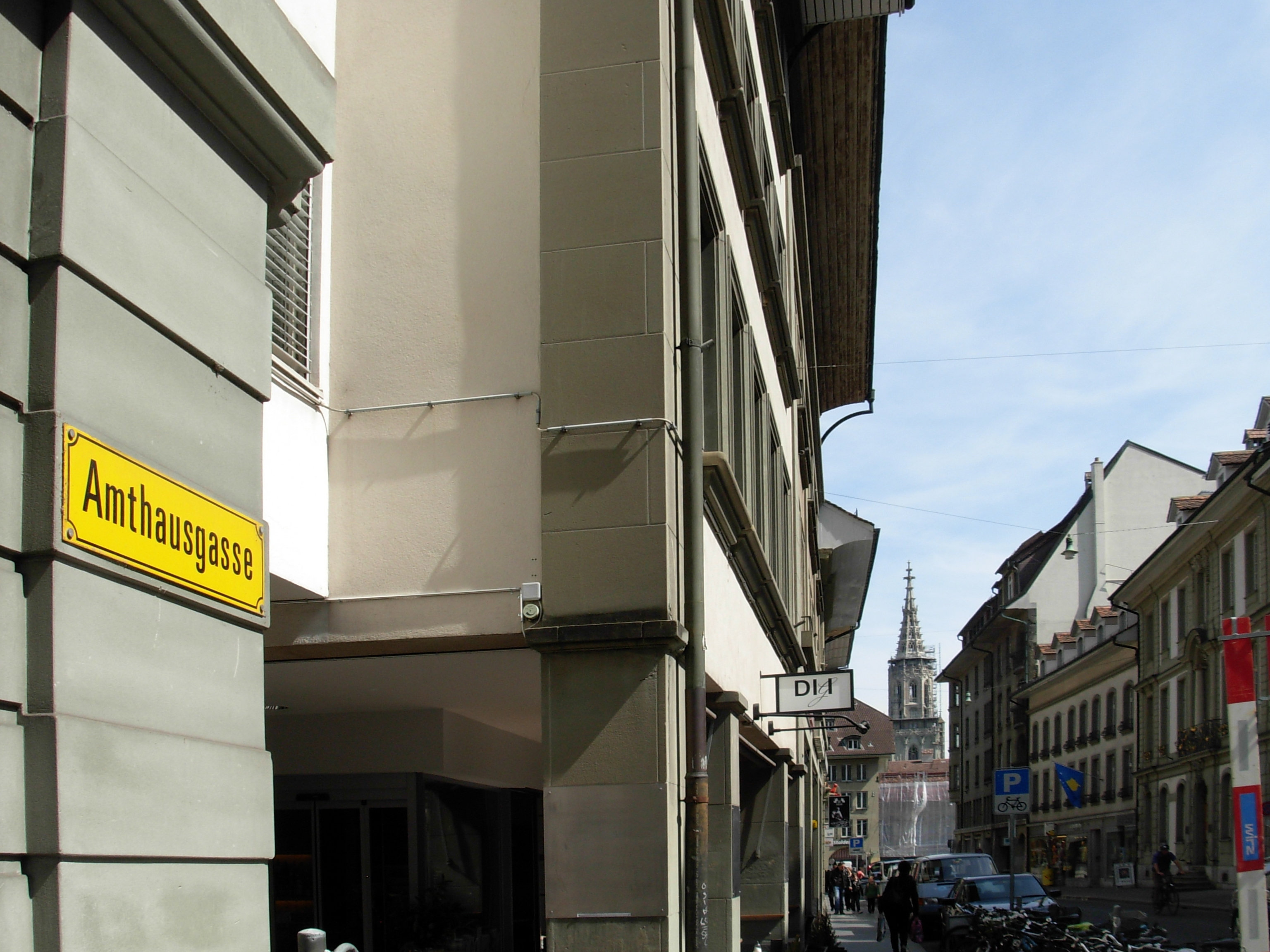
Gelbes Schild der Amthausgasse
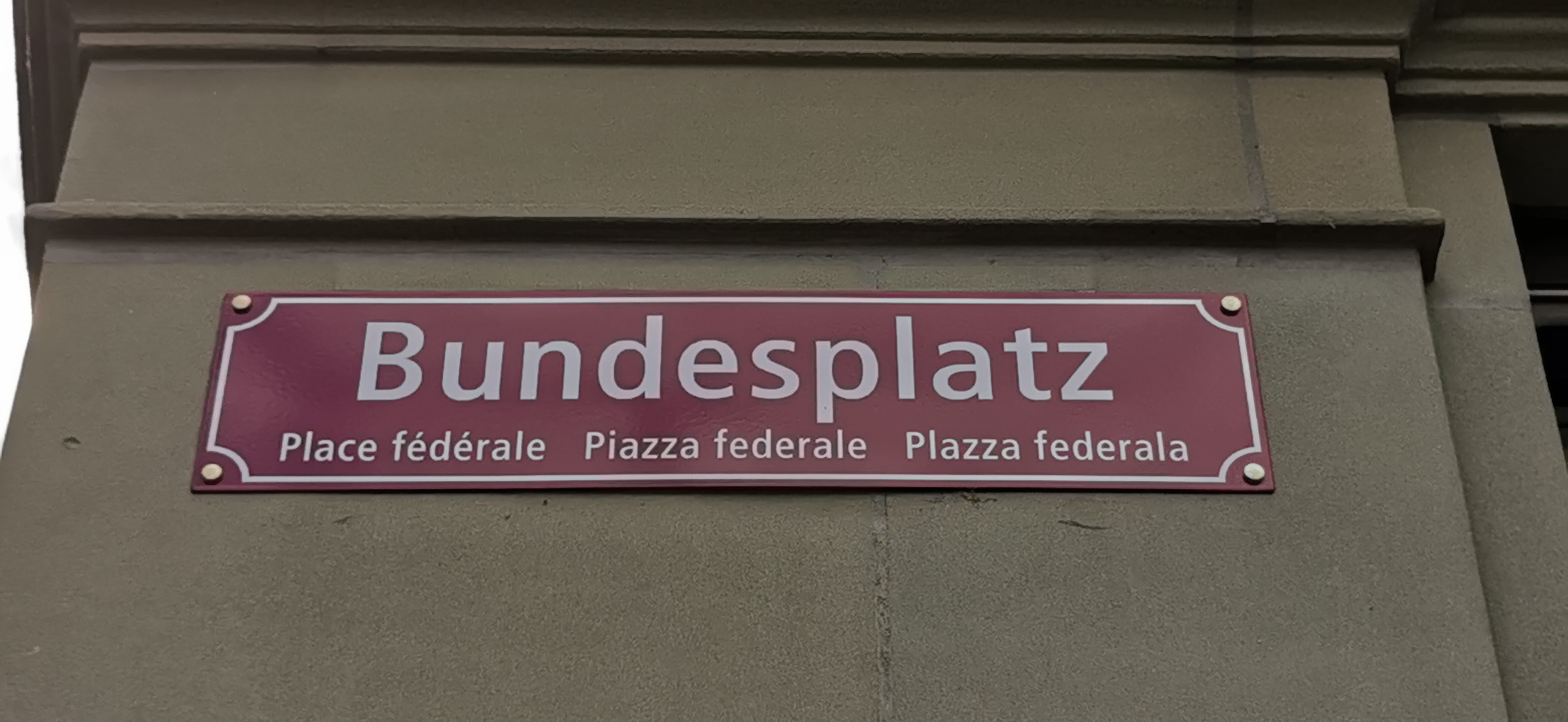
Bundesplatz: rotes Schild, viersprachig seit 2020
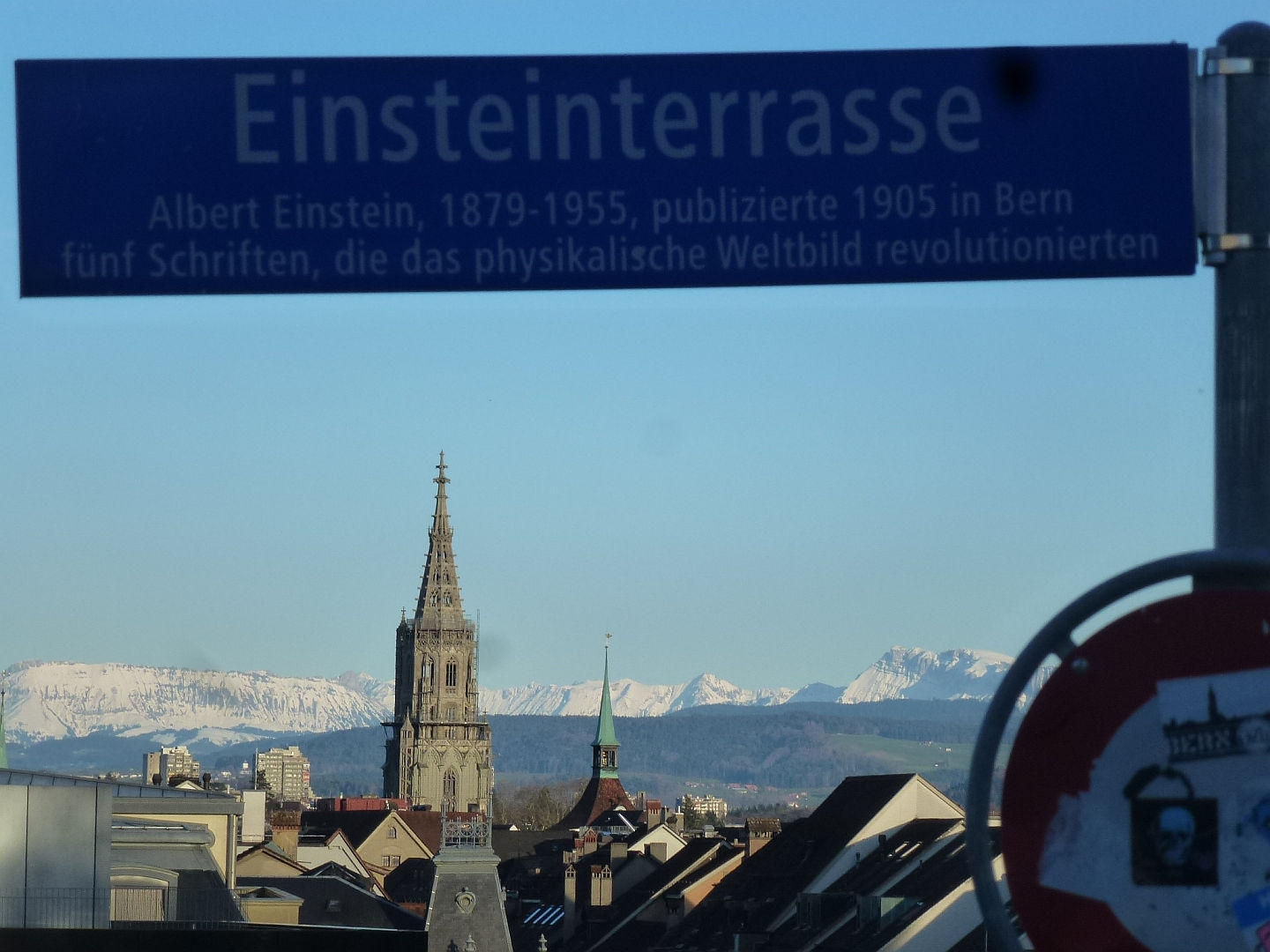
Blaues Schild außerhalb der Altstadt (Einsteinterrasse)

## Frankreich
In Straßburg, der Hauptstadt des Elsass, sind die in weißer Schrift auf blauem Grund gehaltenen Straßenschilder zweisprachig: auf Französisch und der dortigen lokalen, weit verbreiteten Mundart, dem Elsässischen, einem alemannischen Dialekt des Deutschen.

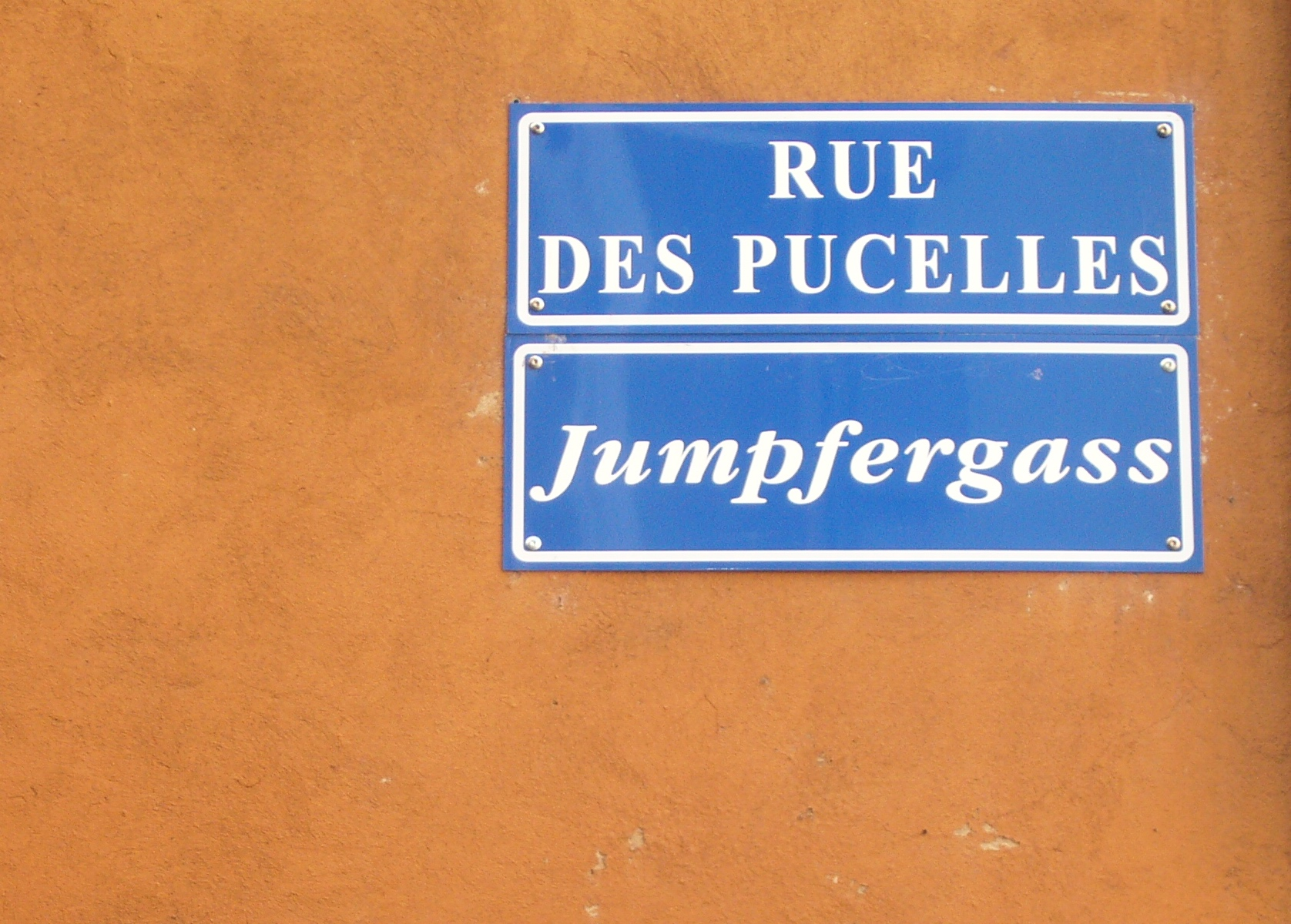
Zweisprachige Straßenschilder in Straßburg; die historische deutsche Bezeichnung lautet Jungferngasse.

## Italien
In Italien sind die Straßenschilder vieler Orte weiß mit schwarzer Inschrift und dünnem blauem Rand, in Südtirol meist noch mit Gemeindewappen sowie zweisprachig. Im Zentrum Roms und in den älteren Stadtvierteln außerhalb davon sind die Straßenschilder jedoch üblicherweise gravierte Marmortafeln und enthalten oft neben dem Straßennamen noch einen Verweis auf das Viertel (Rione) sowie einen Hinweis zum Namensgeber der Straße (z. B. „Astronom“ oder „Schriftsteller“).

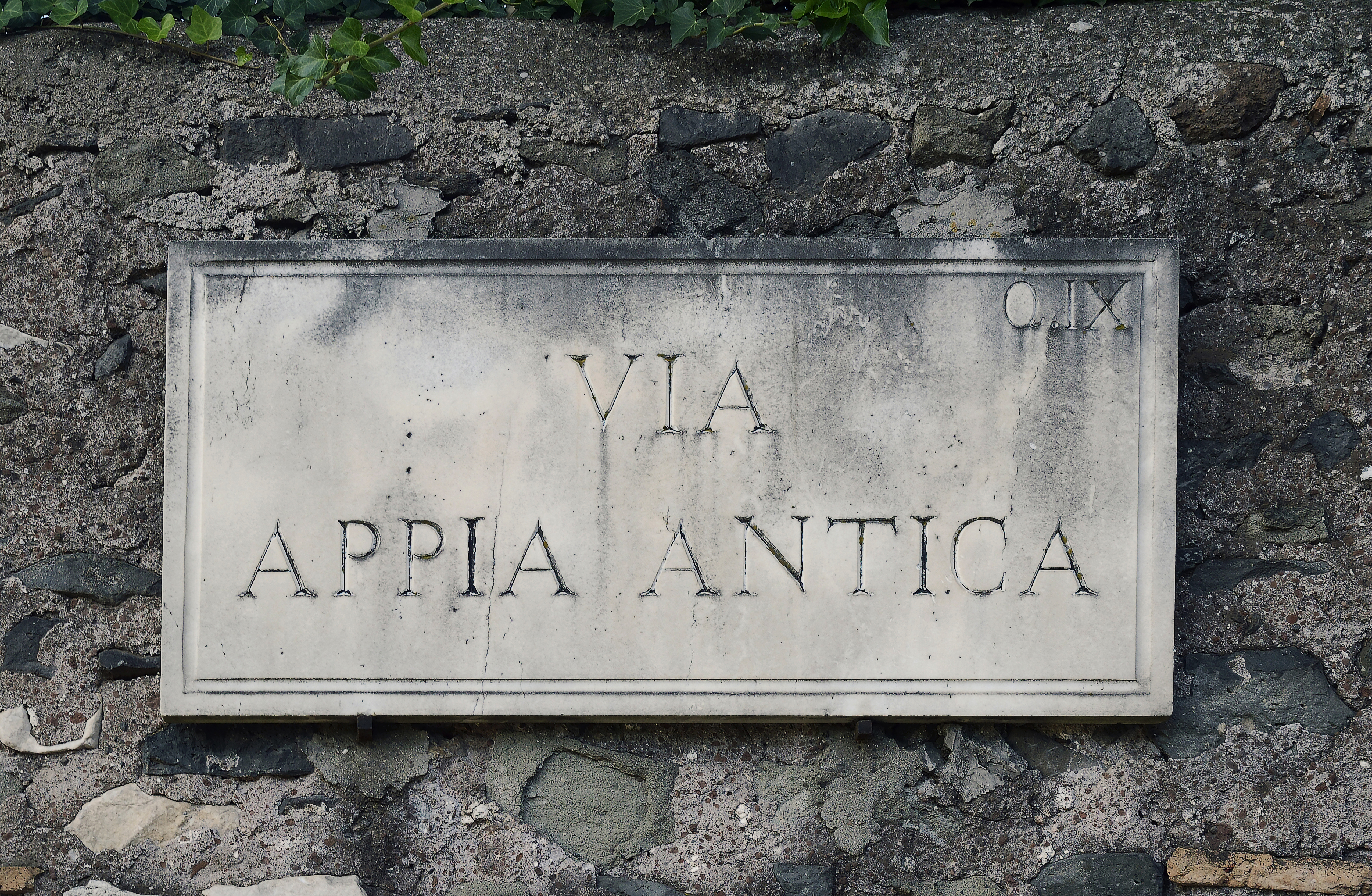
Via Appia Antica in Rom
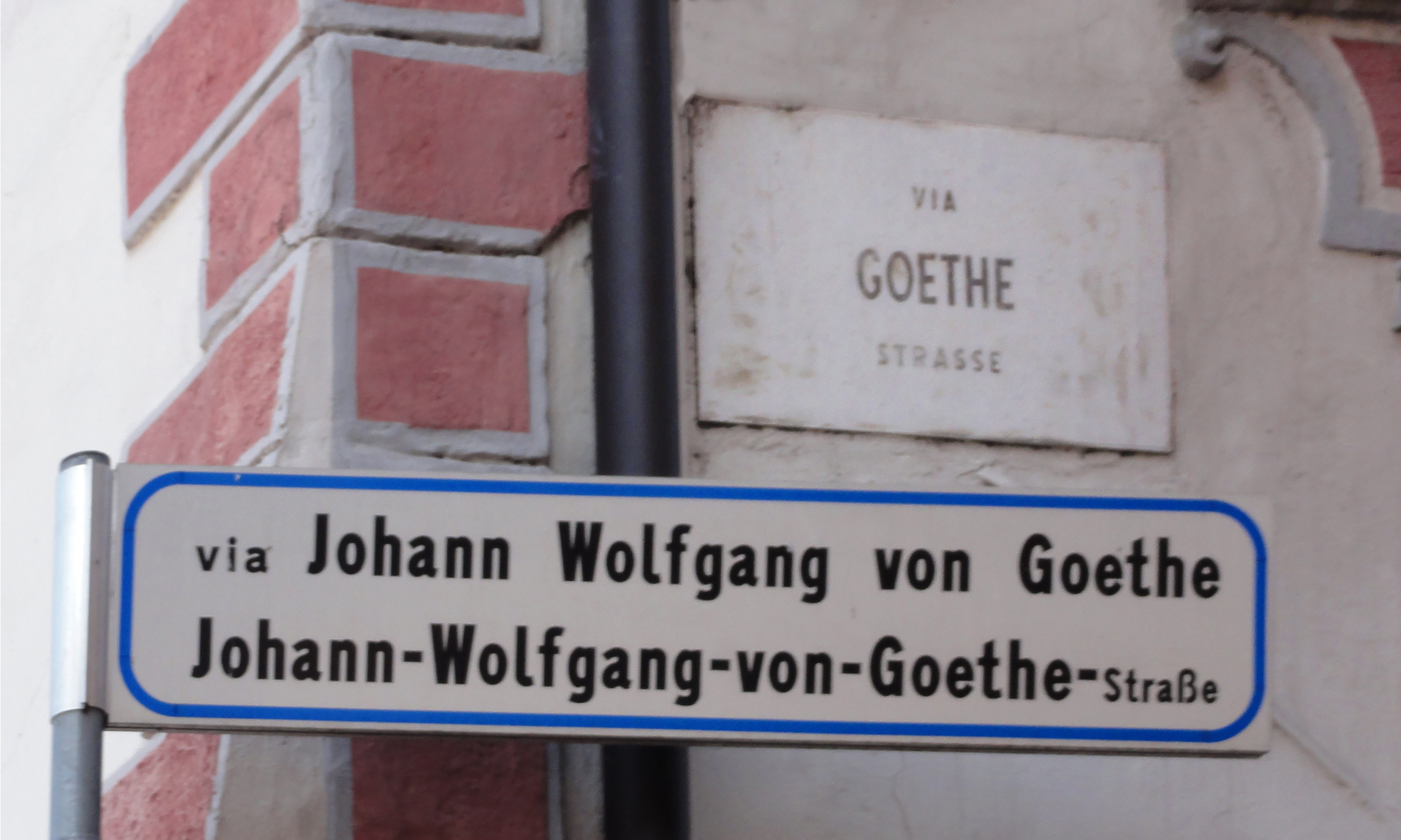
Johann-Wolfgang-von-Goethe-Straße in Bozen (Südtirol)
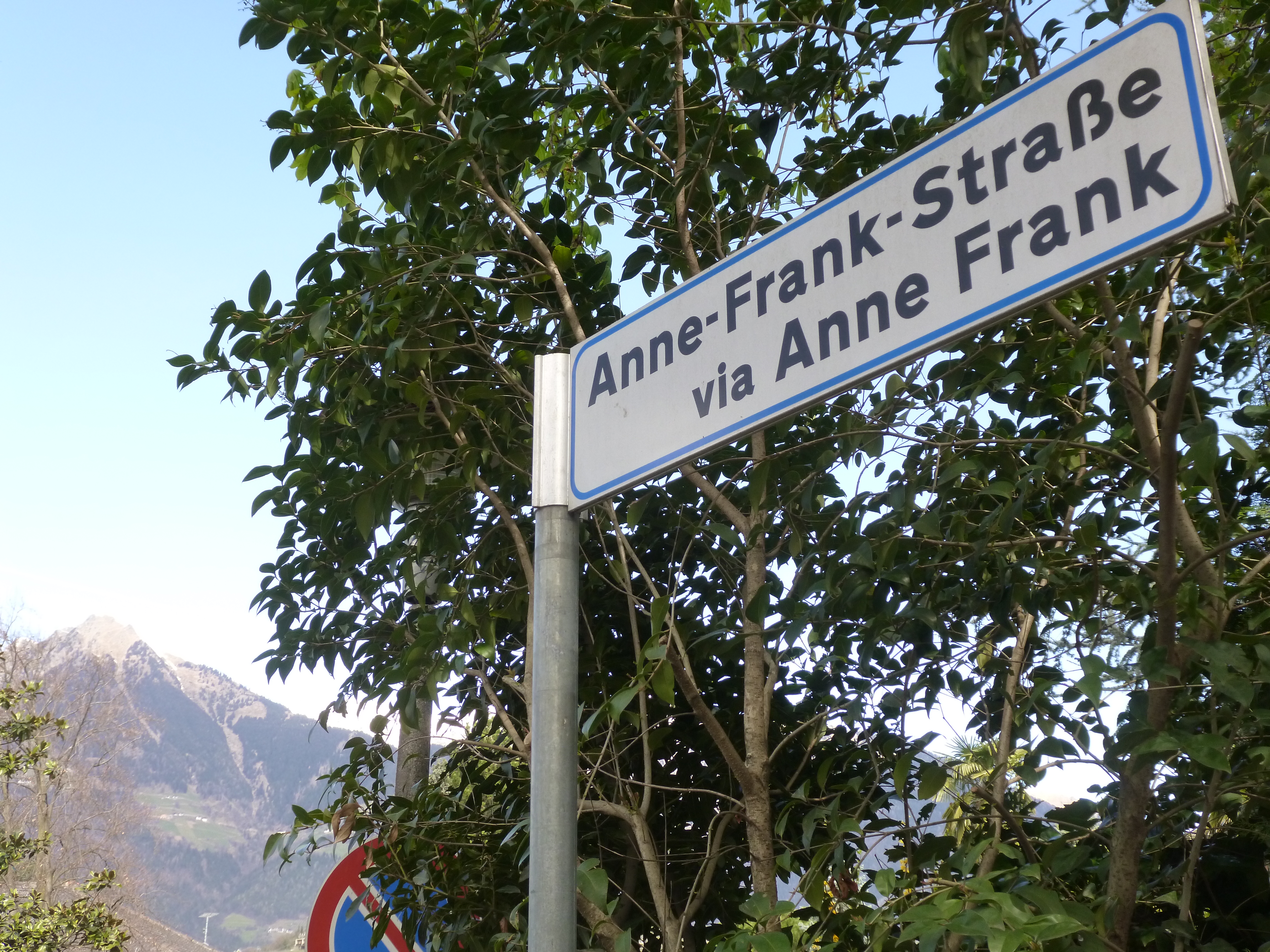
Via Anne Frank in Meran
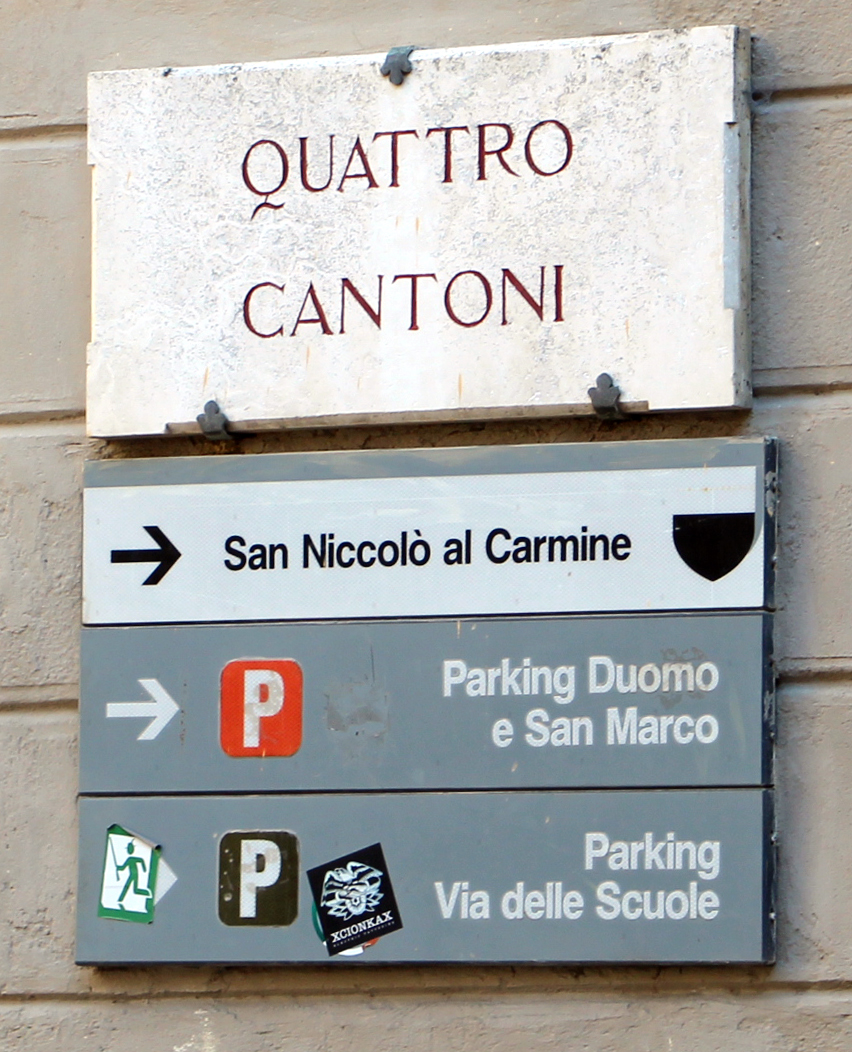
Quattro cantoni in Siena
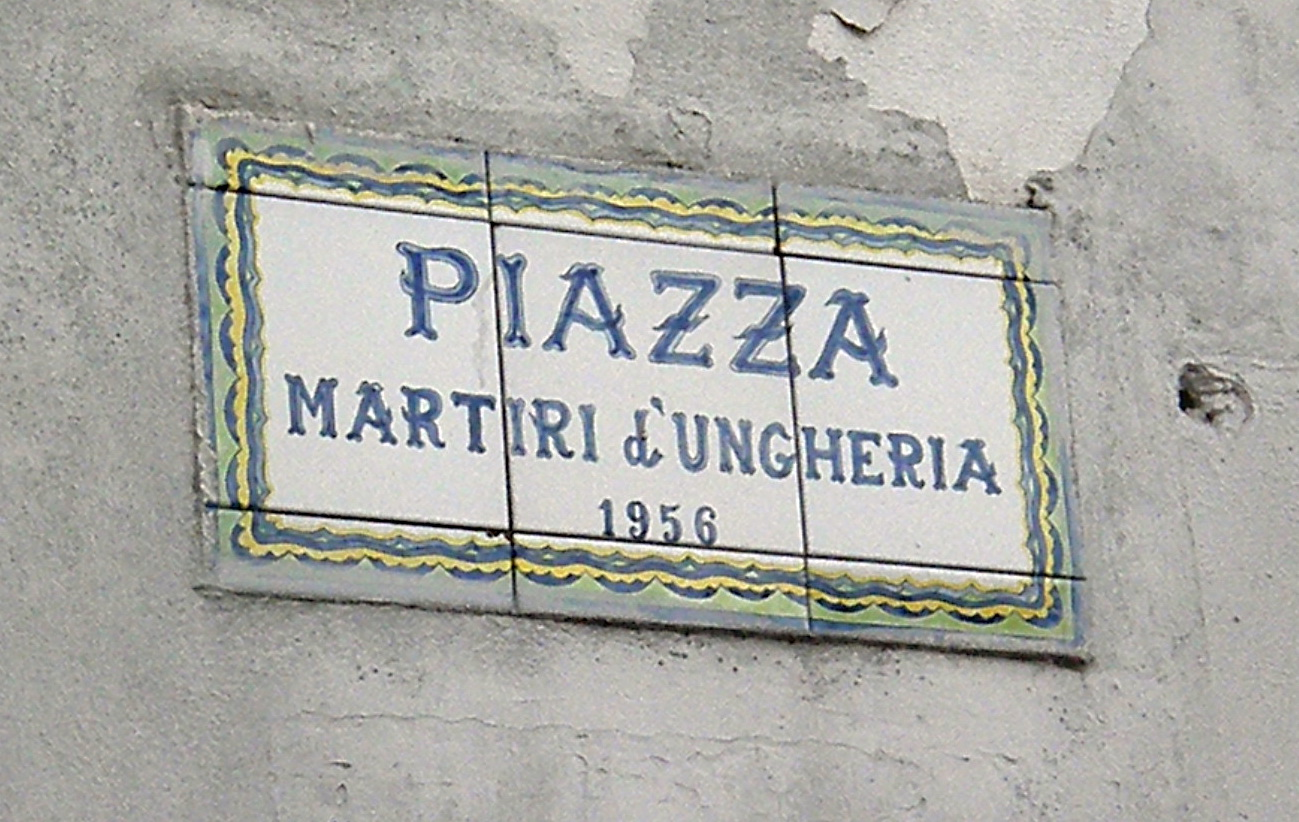
Piazza martiri d'Ungheria 1956 in Capri
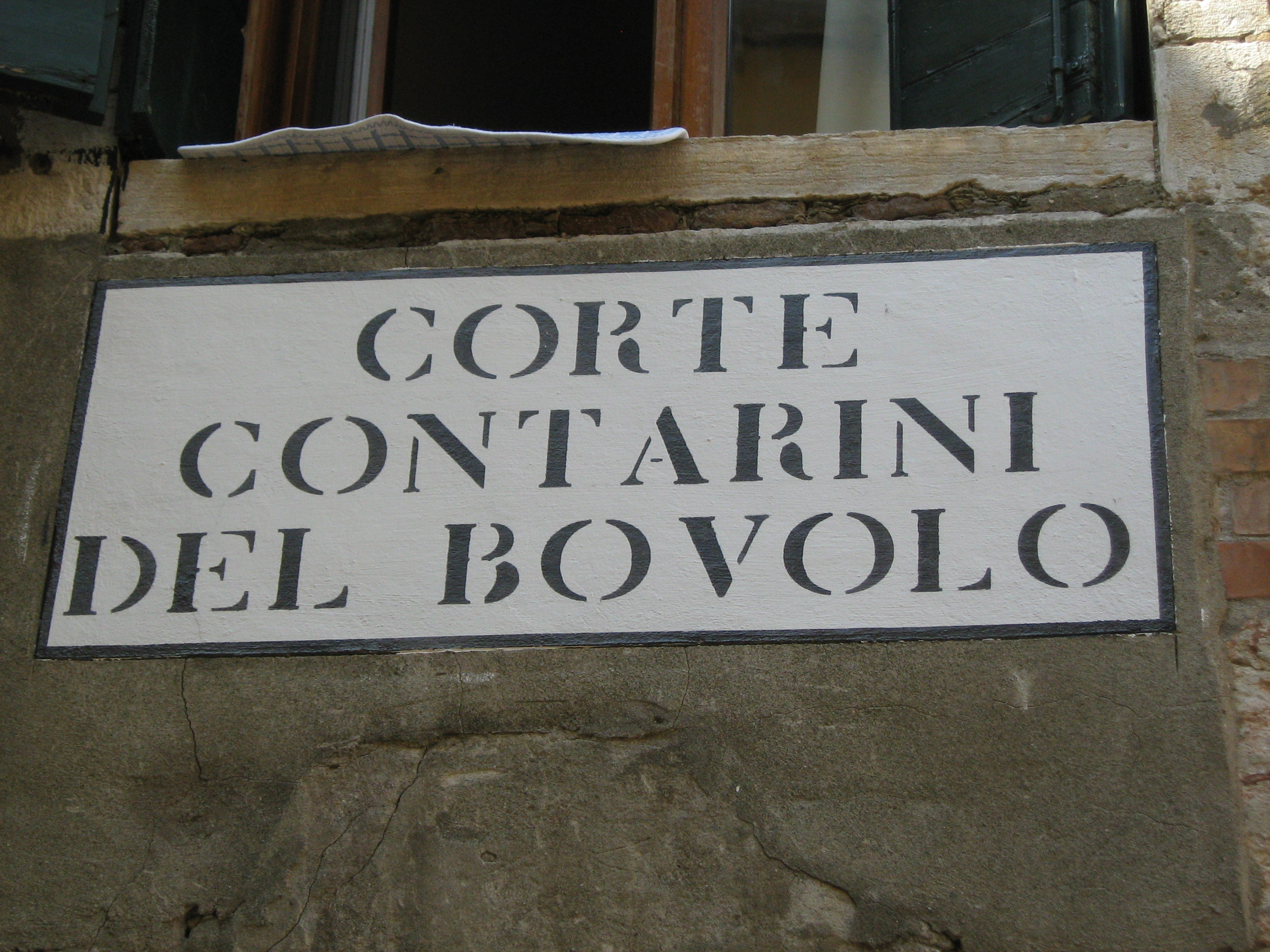
Corte Contarini in Venedig

## Luxemburg
Zweisprachige Straßenschilder sind französisch und luxemburgisch, früher französisch und deutsch.

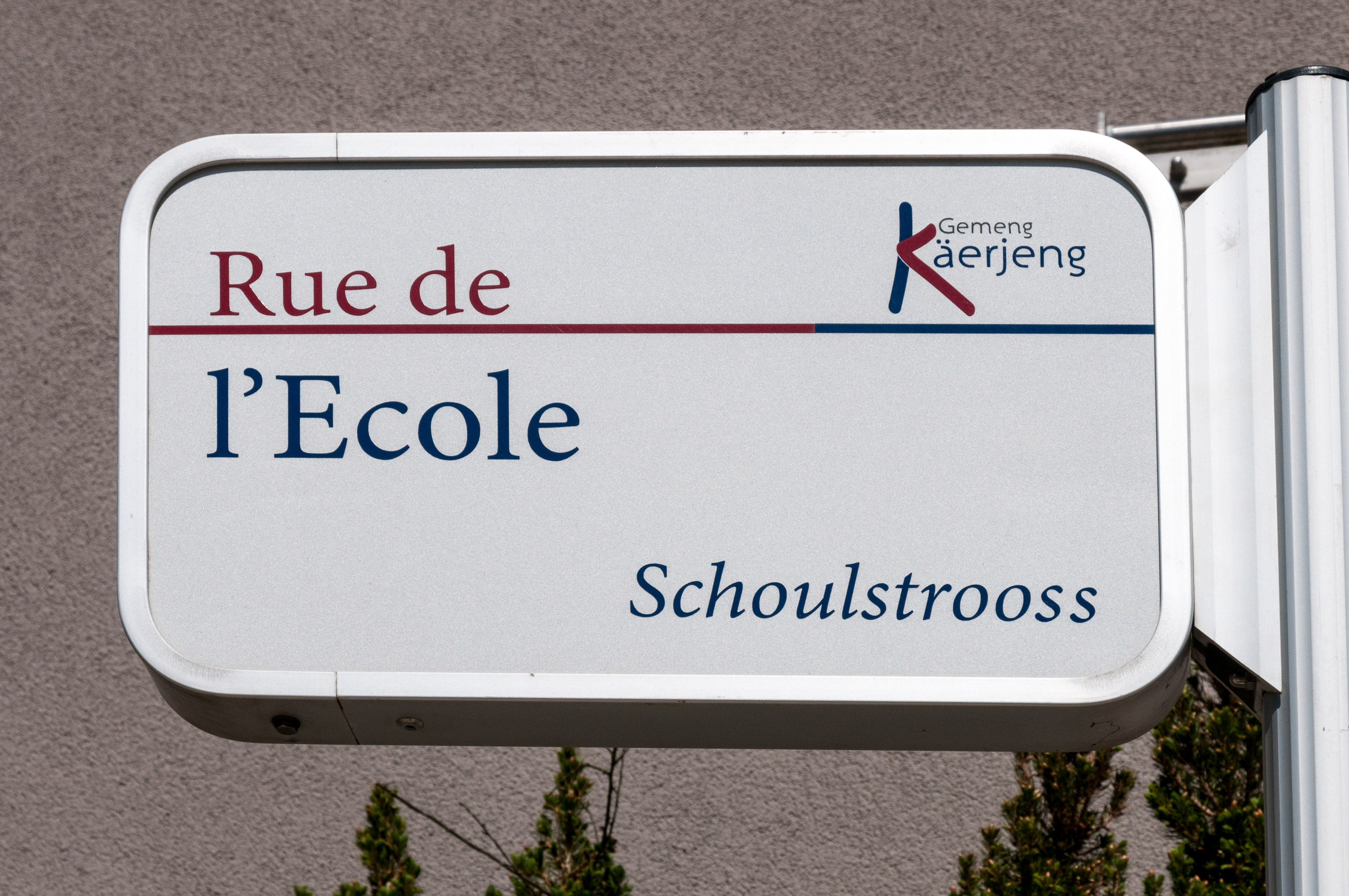
Zweisprachiges Schild in Käerjeng: Schoulstrooss (luxemburgisch) / Rue de l'École (franz. für Schulstraße)
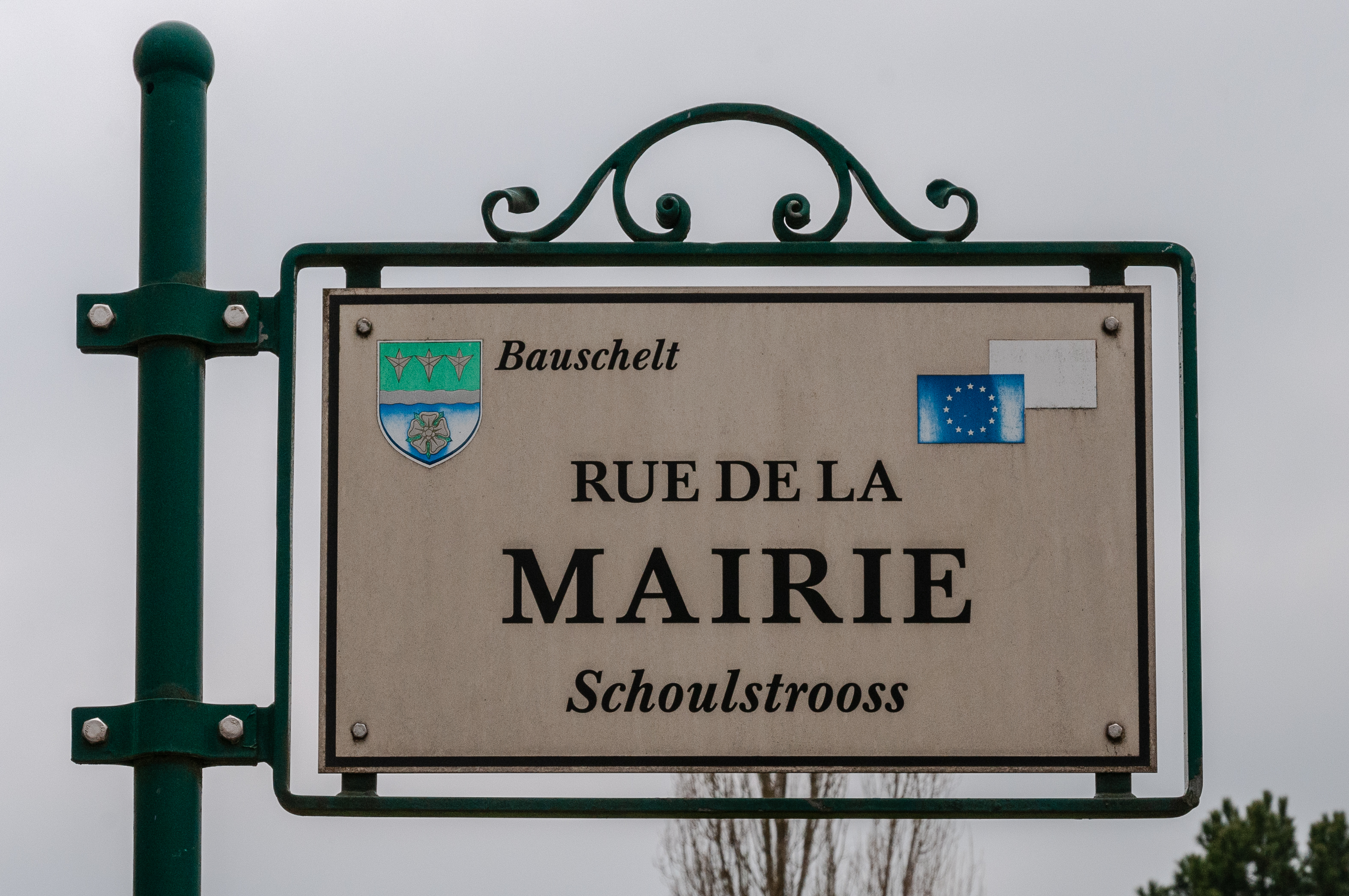
Zweisprachiges Schild in Bauschleiden: Schoulstrooss / Rue de la Mairie (franz. für Rathausstraße)
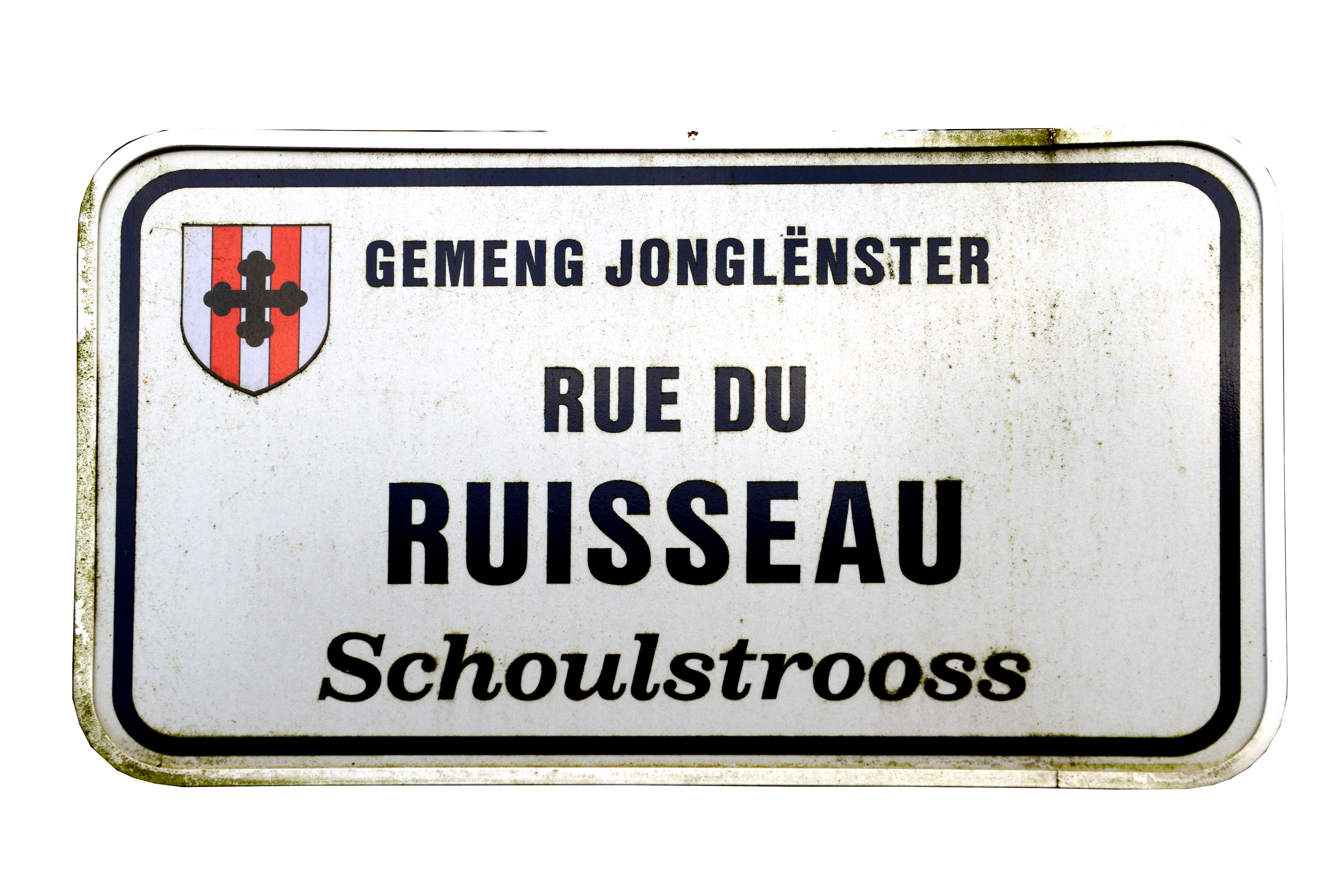
Zweisprachiges Schild in Junglinster: Schoulstrooss / Rue du Ruisseau (franz. für Bachstraße)
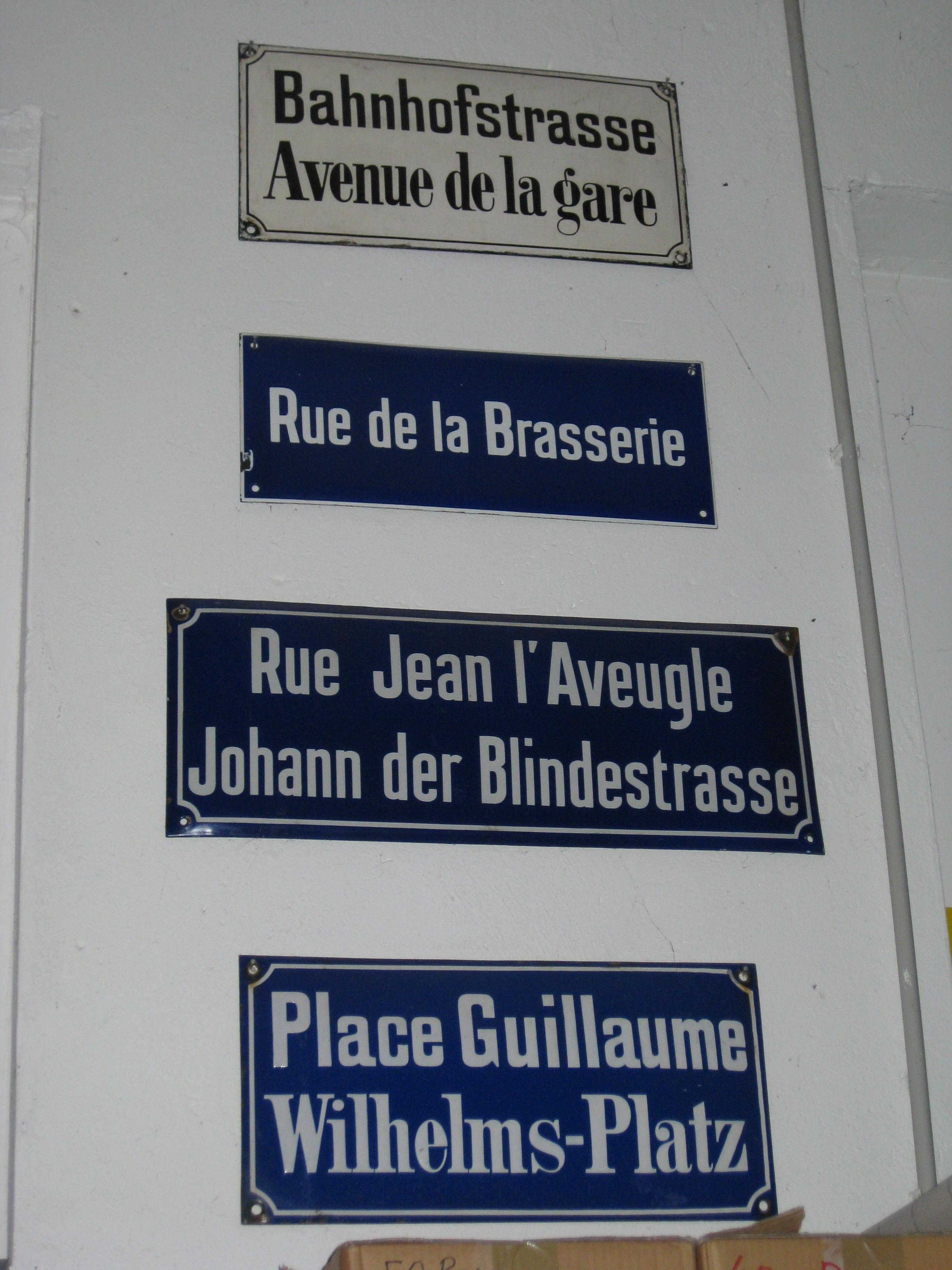
Historische (mittlerweile demontierte) zweisprachige (deutsch/französische) Straßenschilder aus Diekirch im Großherzogtum Luxemburg.

## Österreich
In Österreich gibt es zahlreiche Varianten von Straßenschildern. Die Regelung derselben ist Landessache. So ist dies z. B. für das Bundesland Oberösterreich in § 10 Oö. Straßengesetz 1991 geregelt, wobei hier gemäß Abs. 4 gilt: Die Gemeinde kann durch Verordnung nähere Regelungen über die einheitliche Gestaltung und Ausführung von Straßennamens- und Hausnummerntafeln sowie deren Anbringung festlegen.

### Burgenland

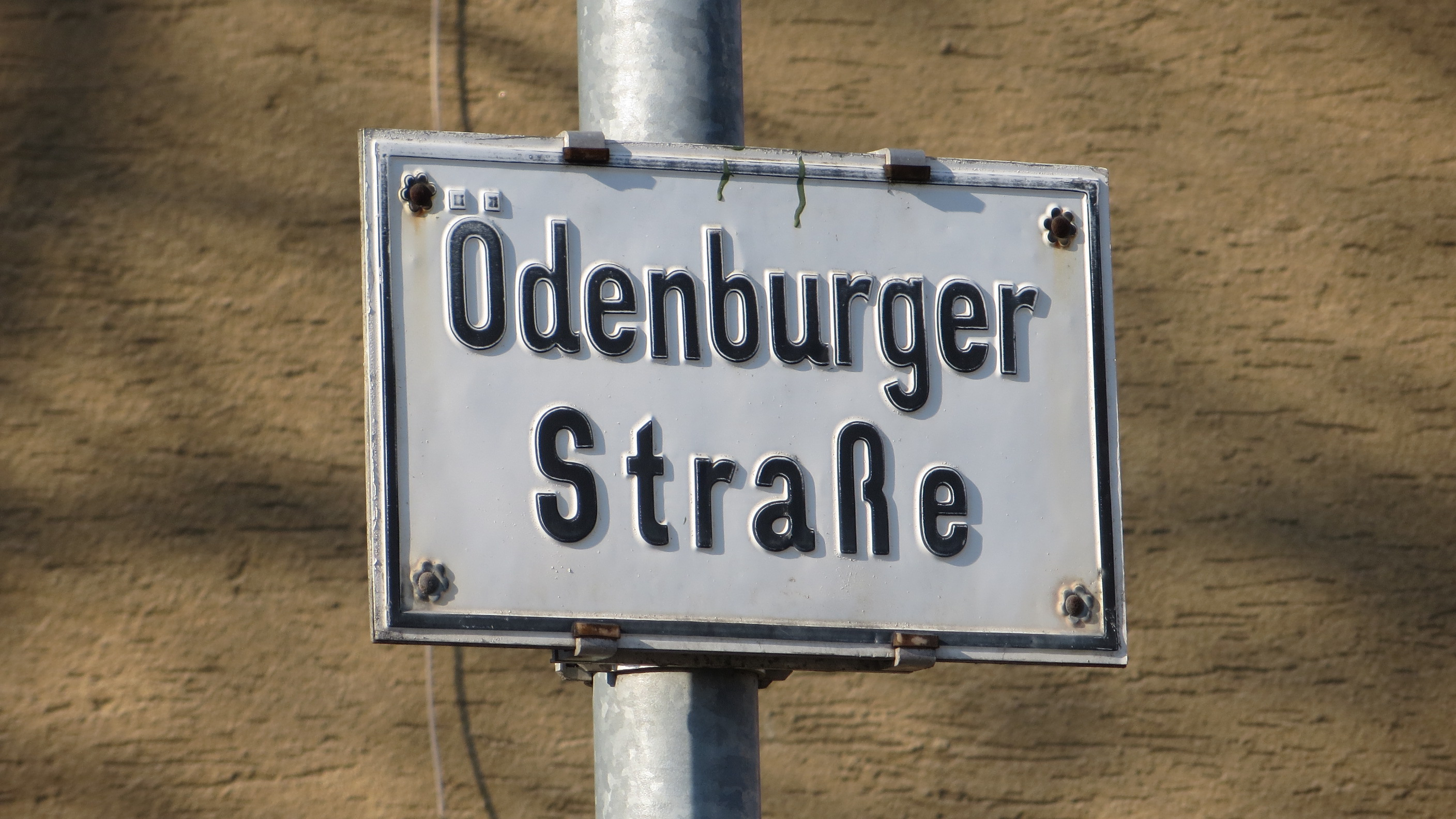
Eisenstadt
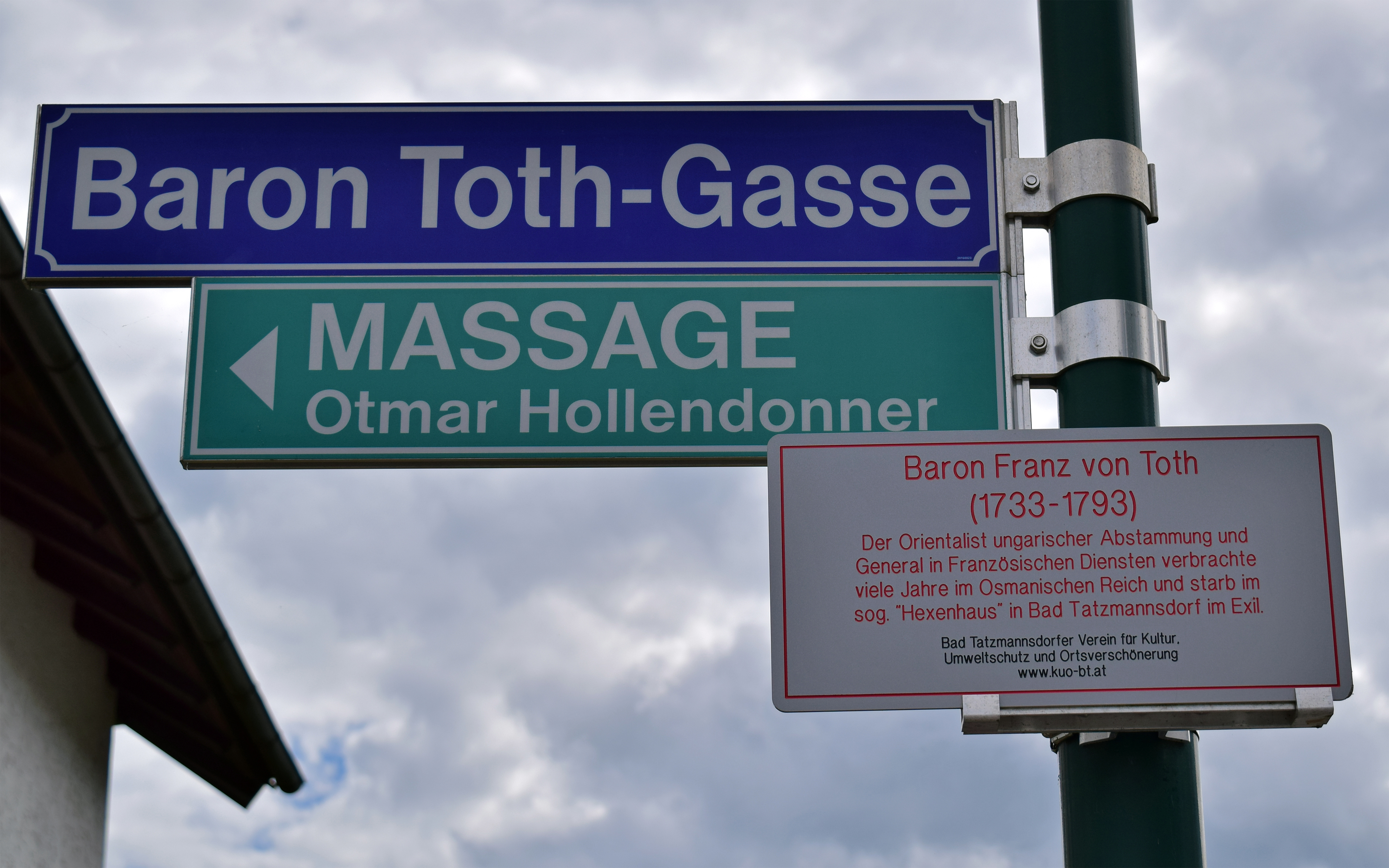
Bad Tatzmannsdorf
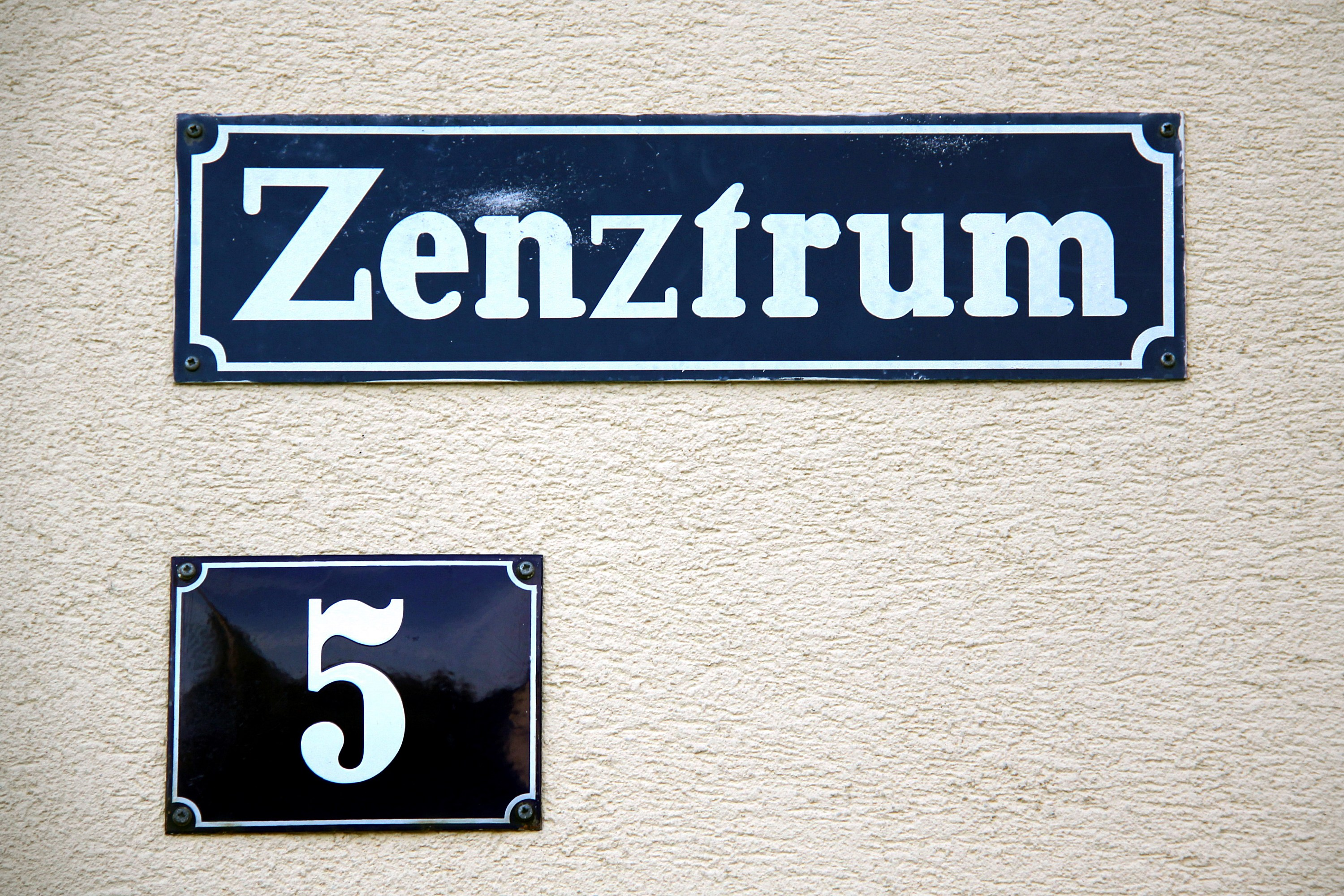
Weiden bei Rechnitz

### Kärnten

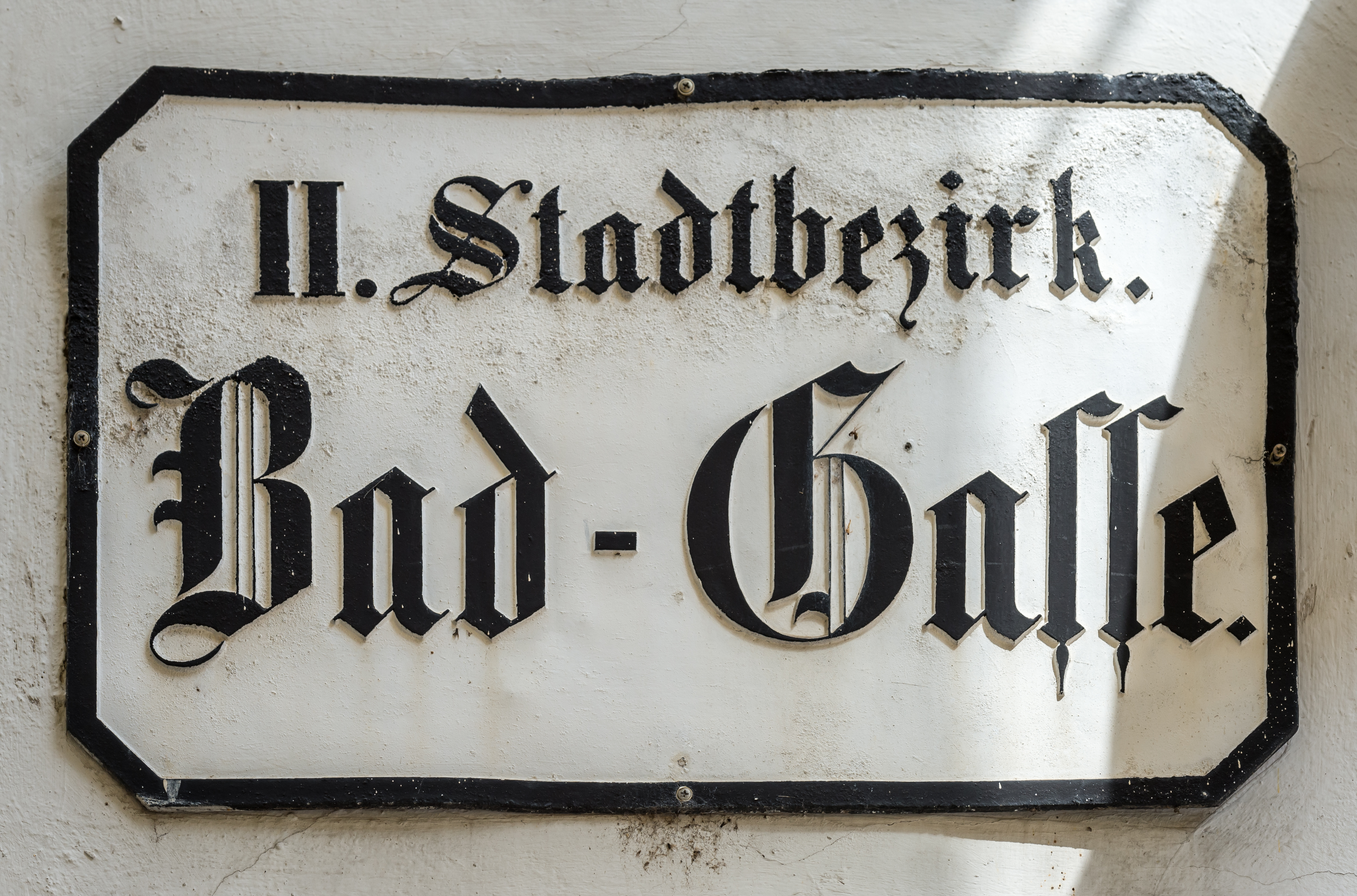
Klagenfurt, historisch
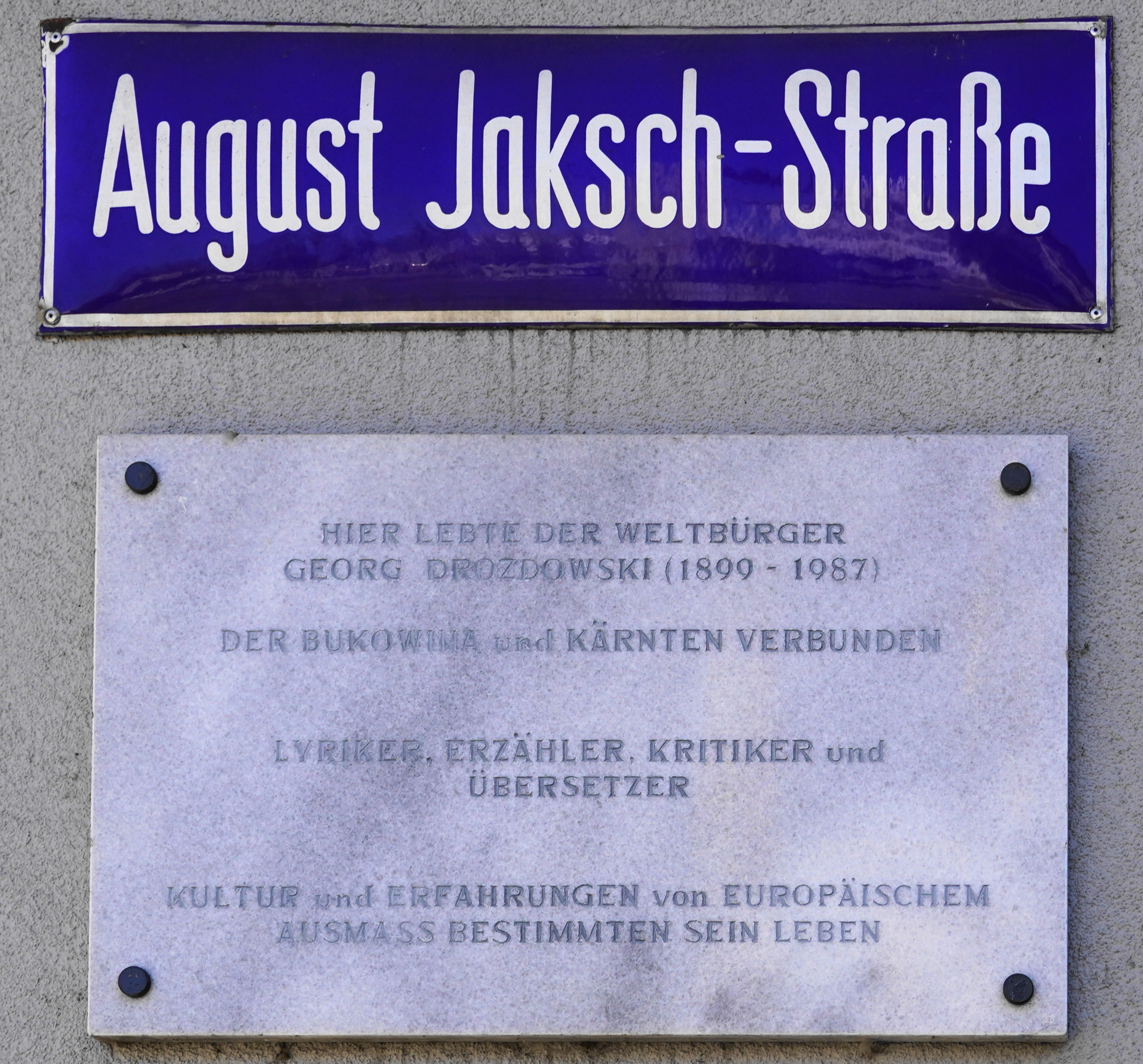
Klagenfurt, mit Beschreibung
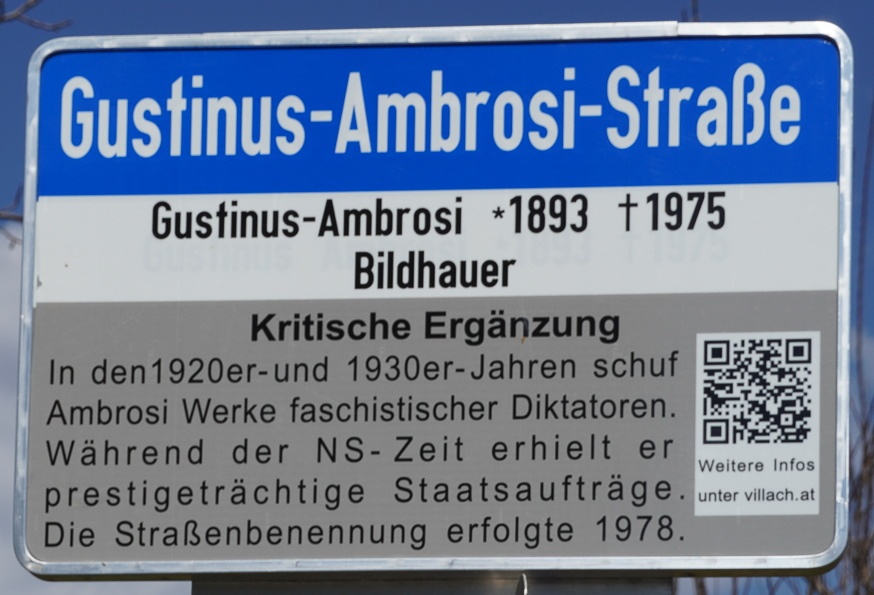
Villach, mit Beschreibung und QR-Code
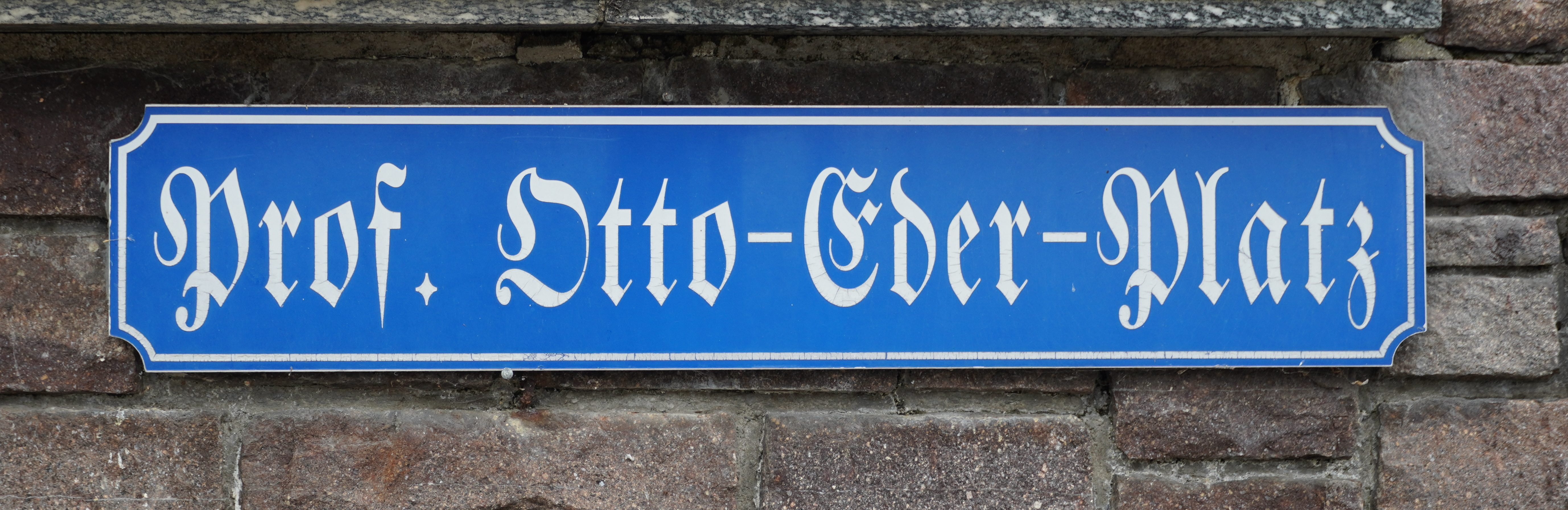
Seeboden

#### St. Pölten

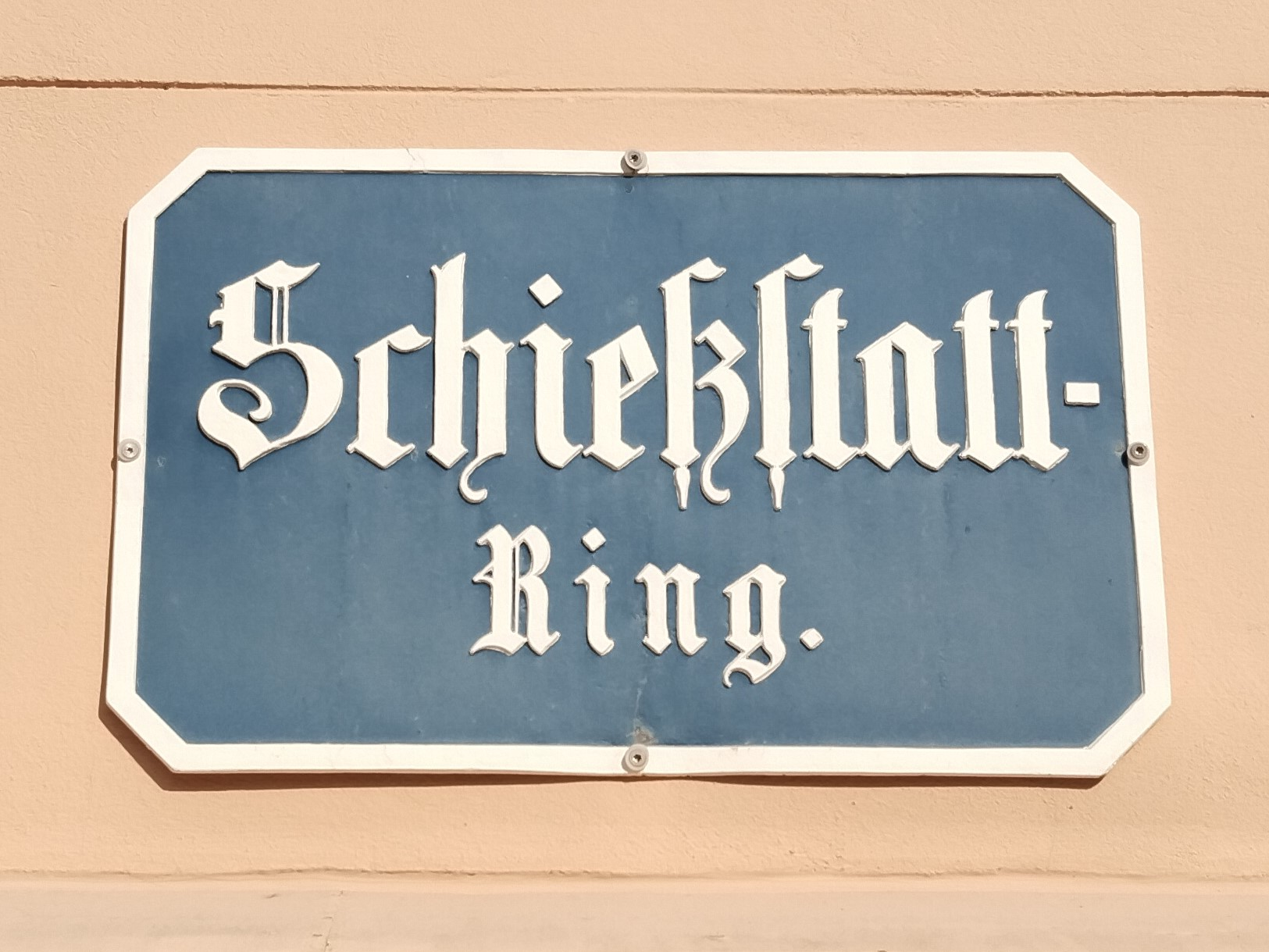
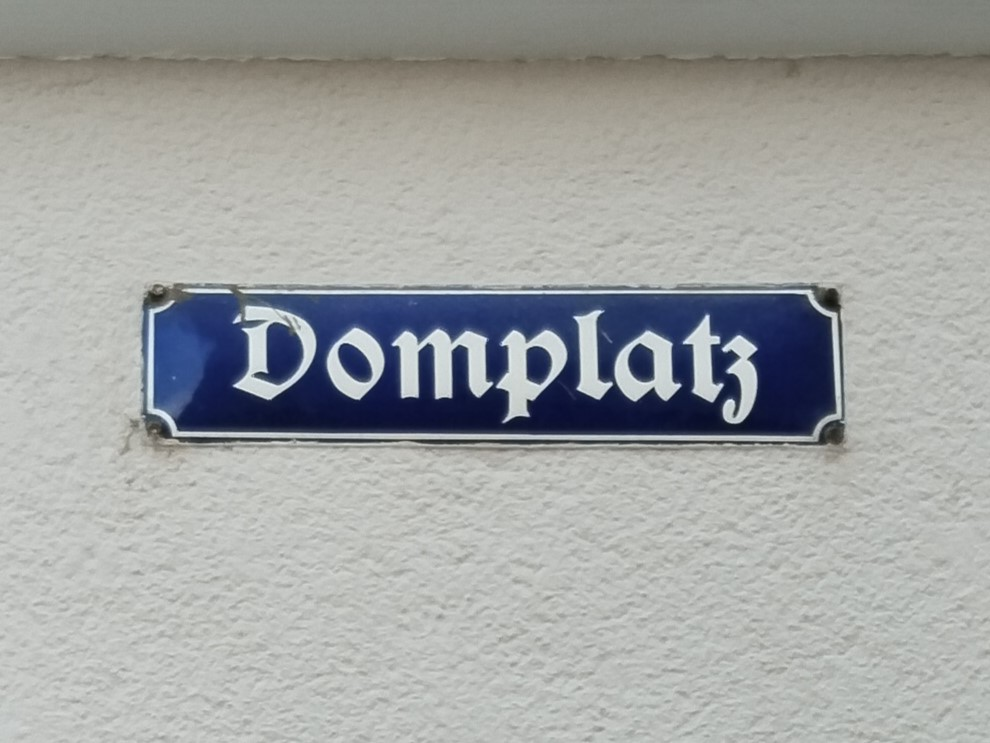
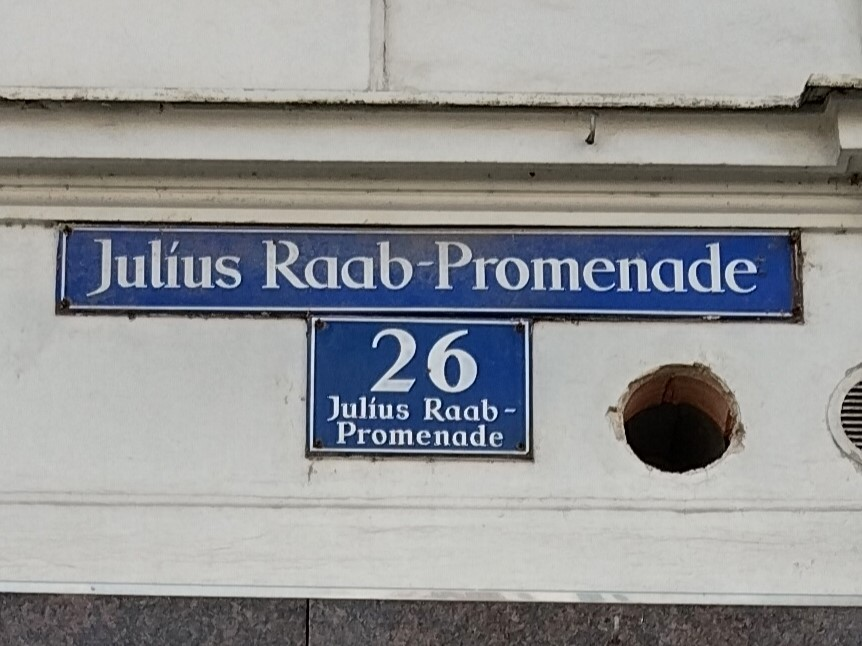
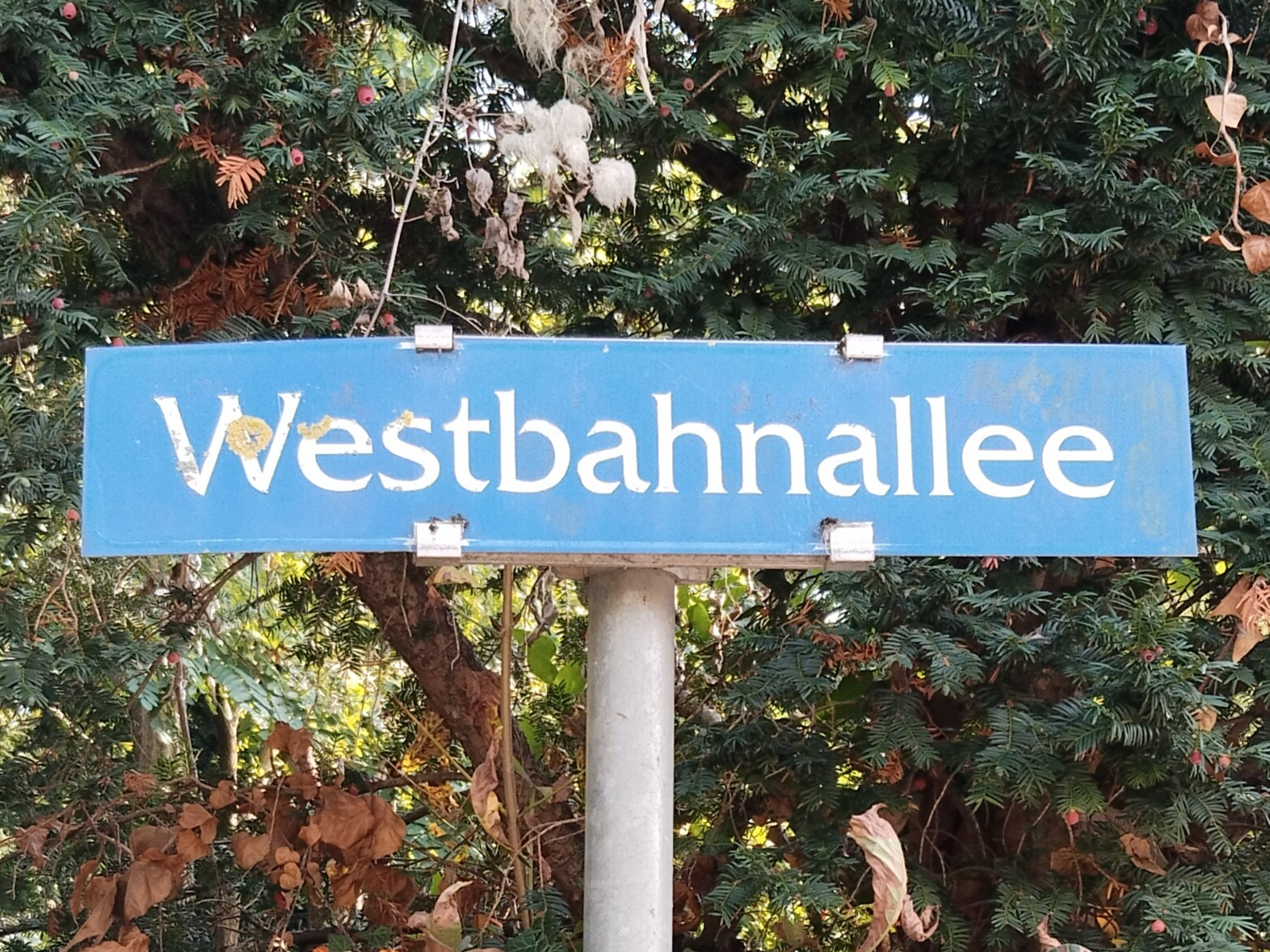

### Niederösterreich

#### Weitere

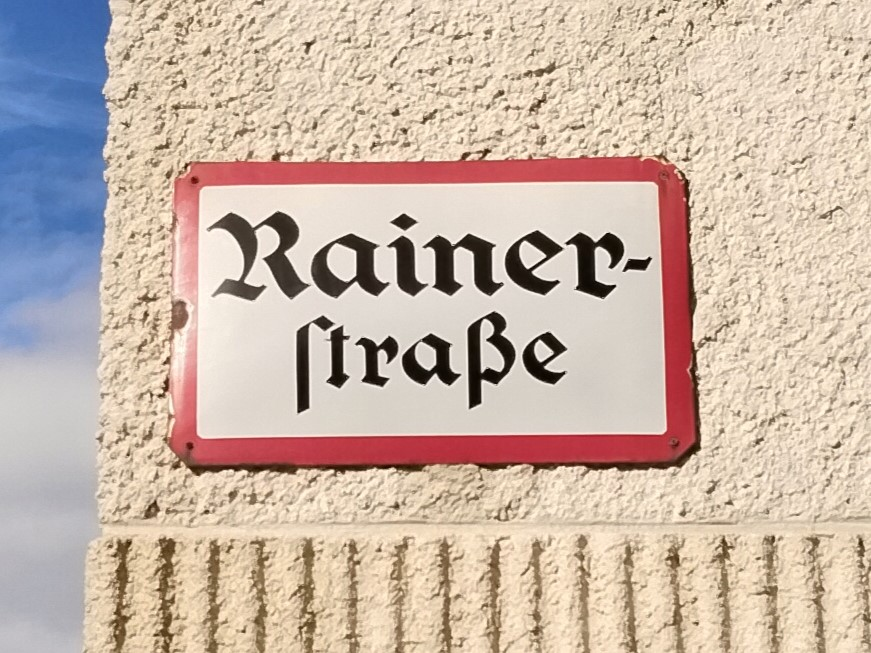
Wels
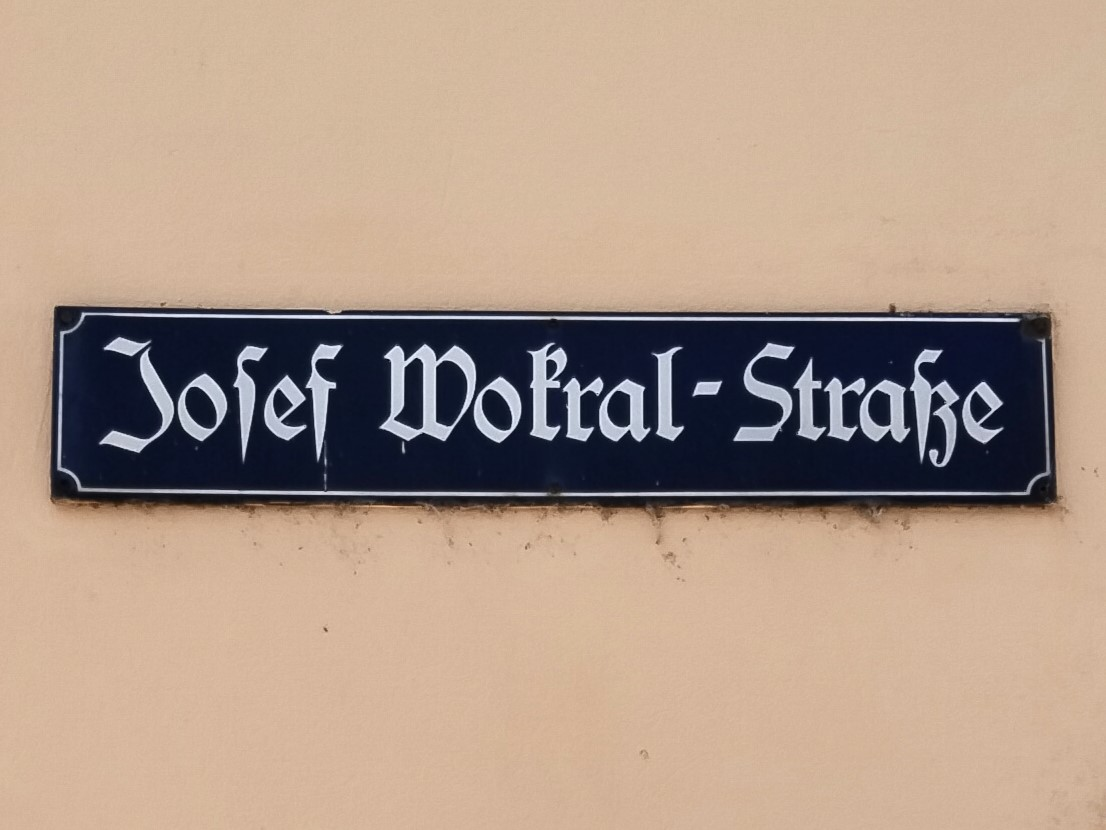
Steyr
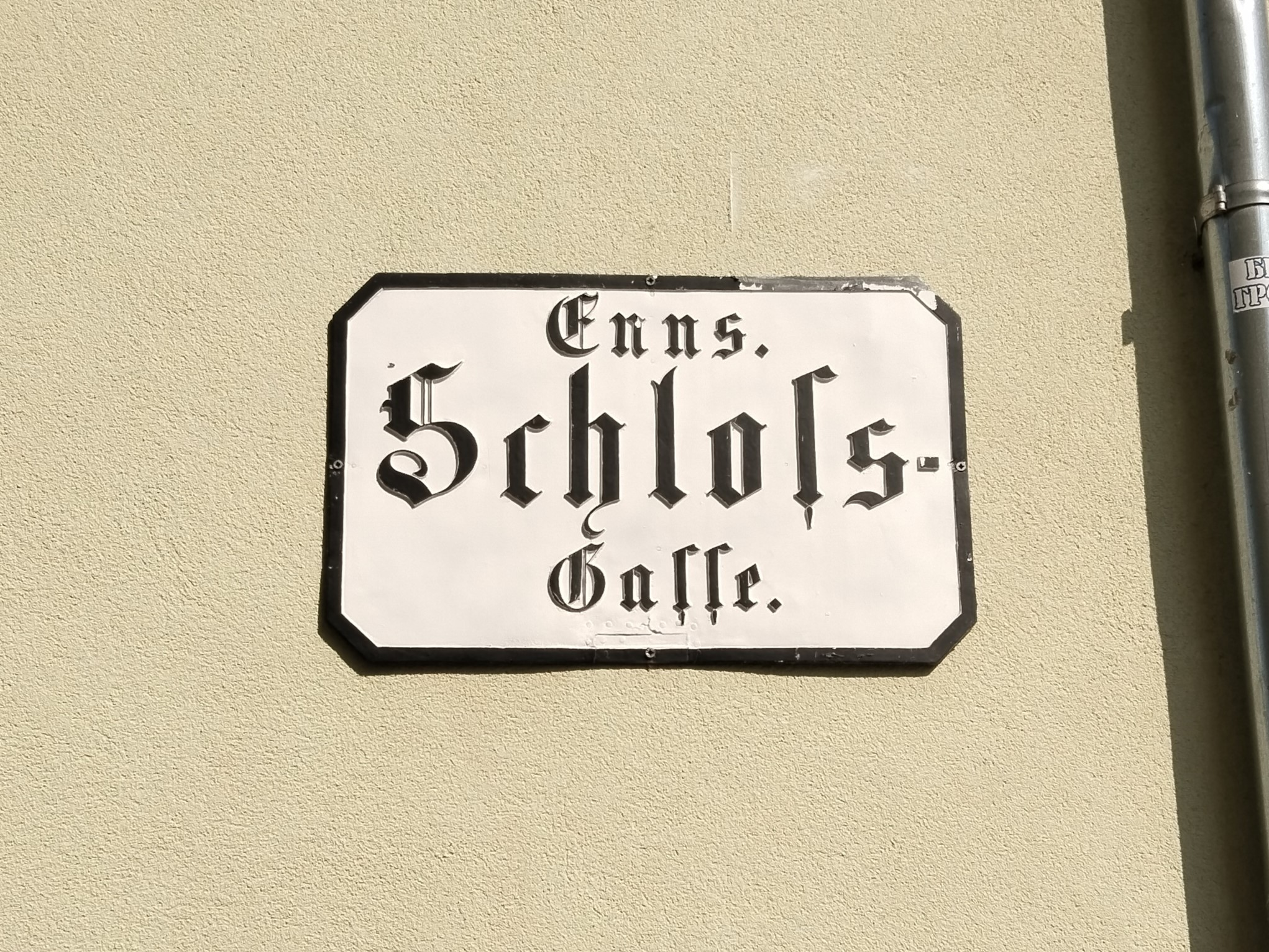
Enns
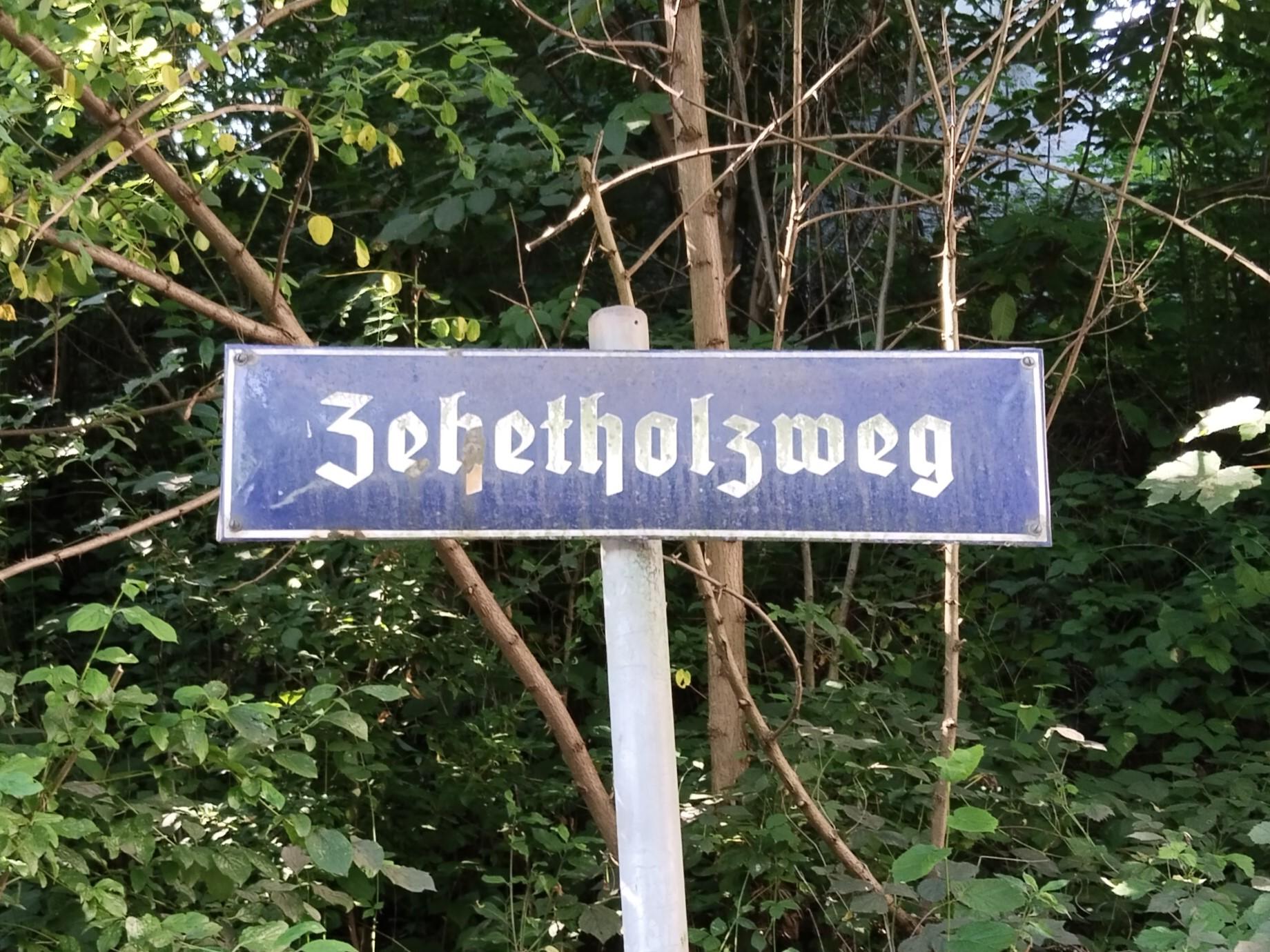
Grieskirchen

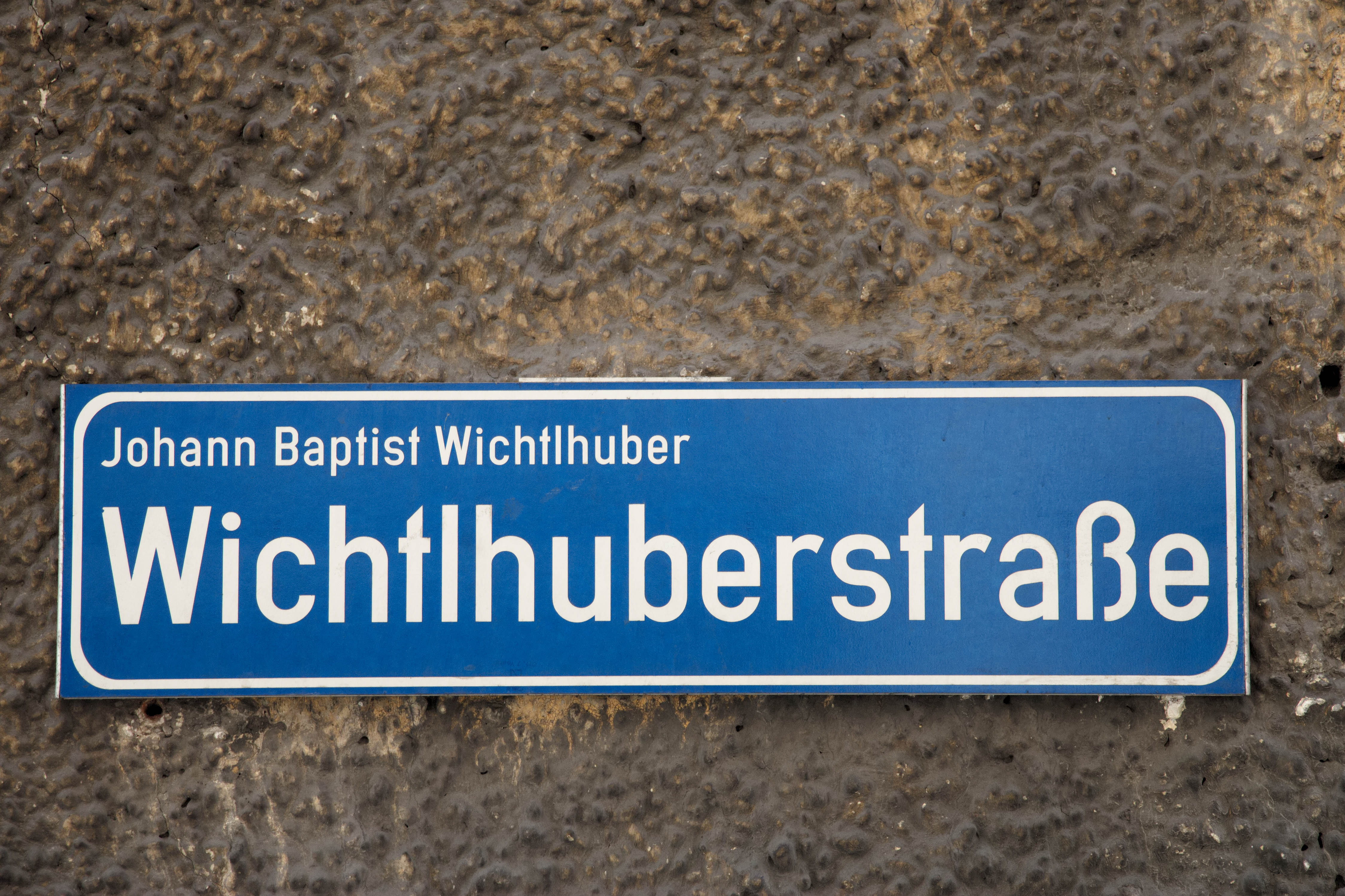
Hallein
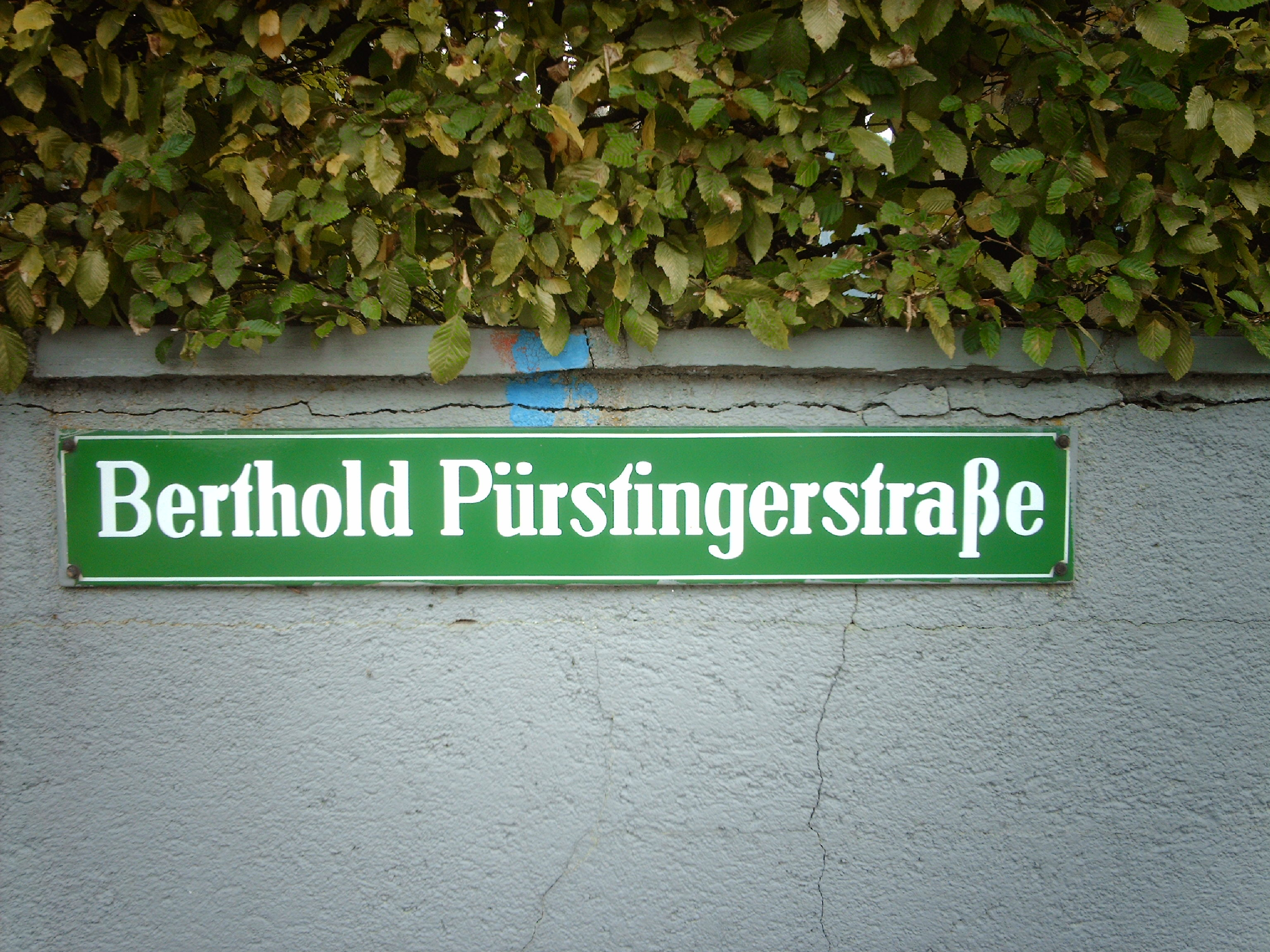
Saalfelden
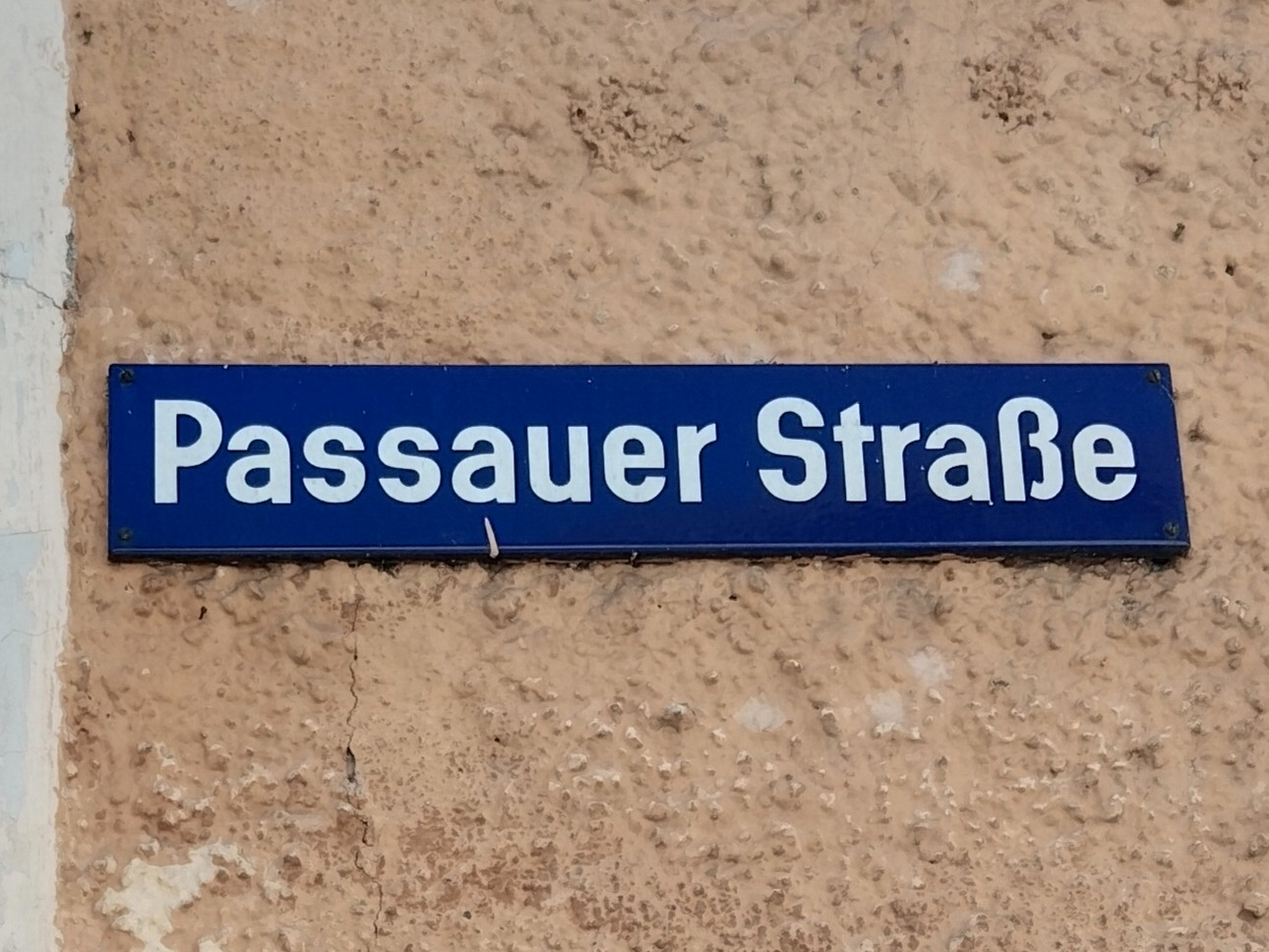
Mattsee
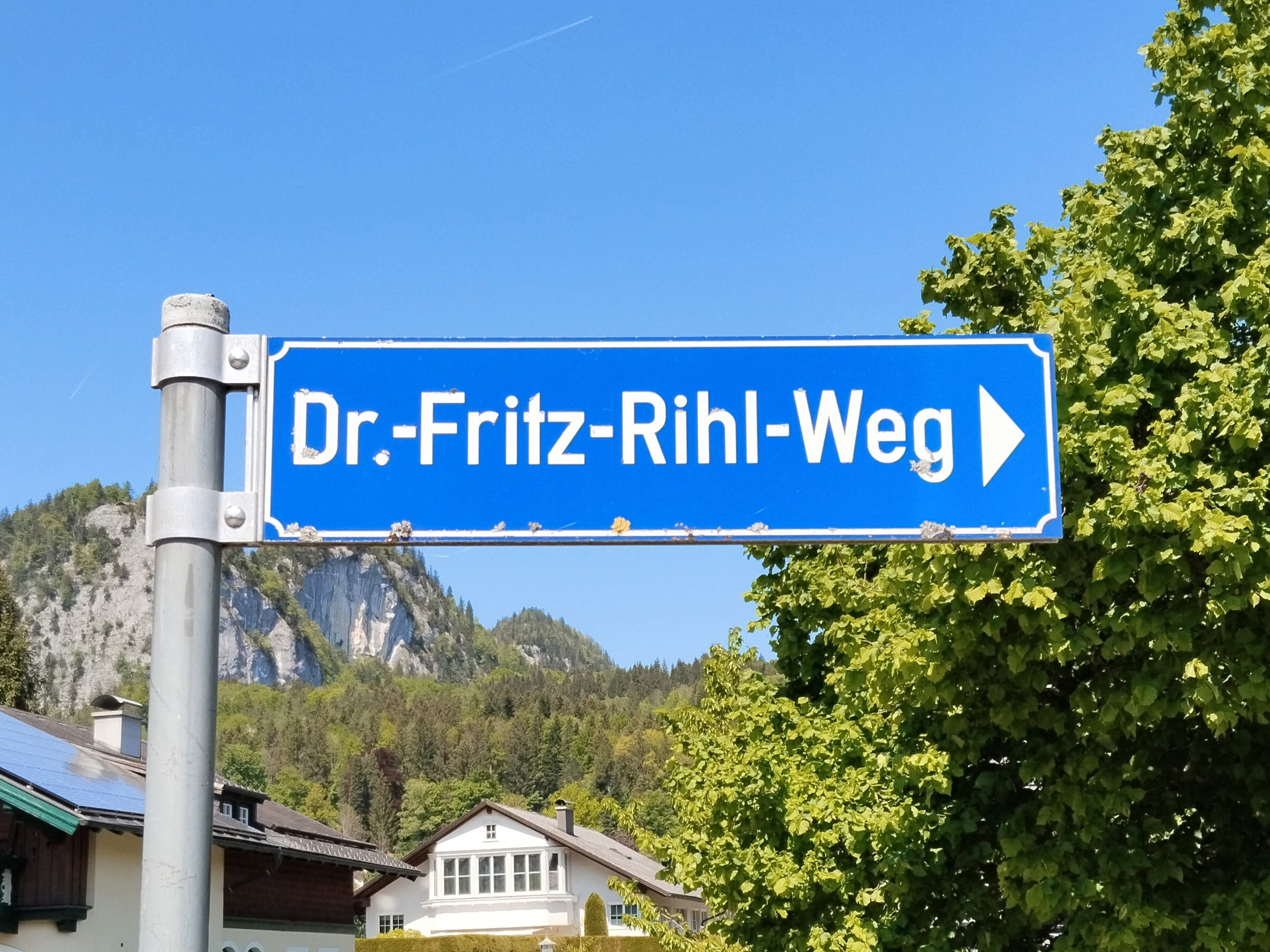
St. Gilgen

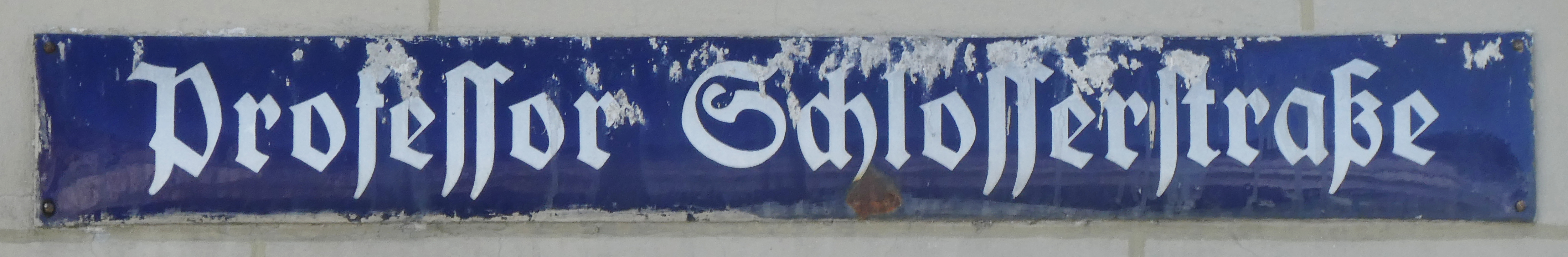
Kufstein
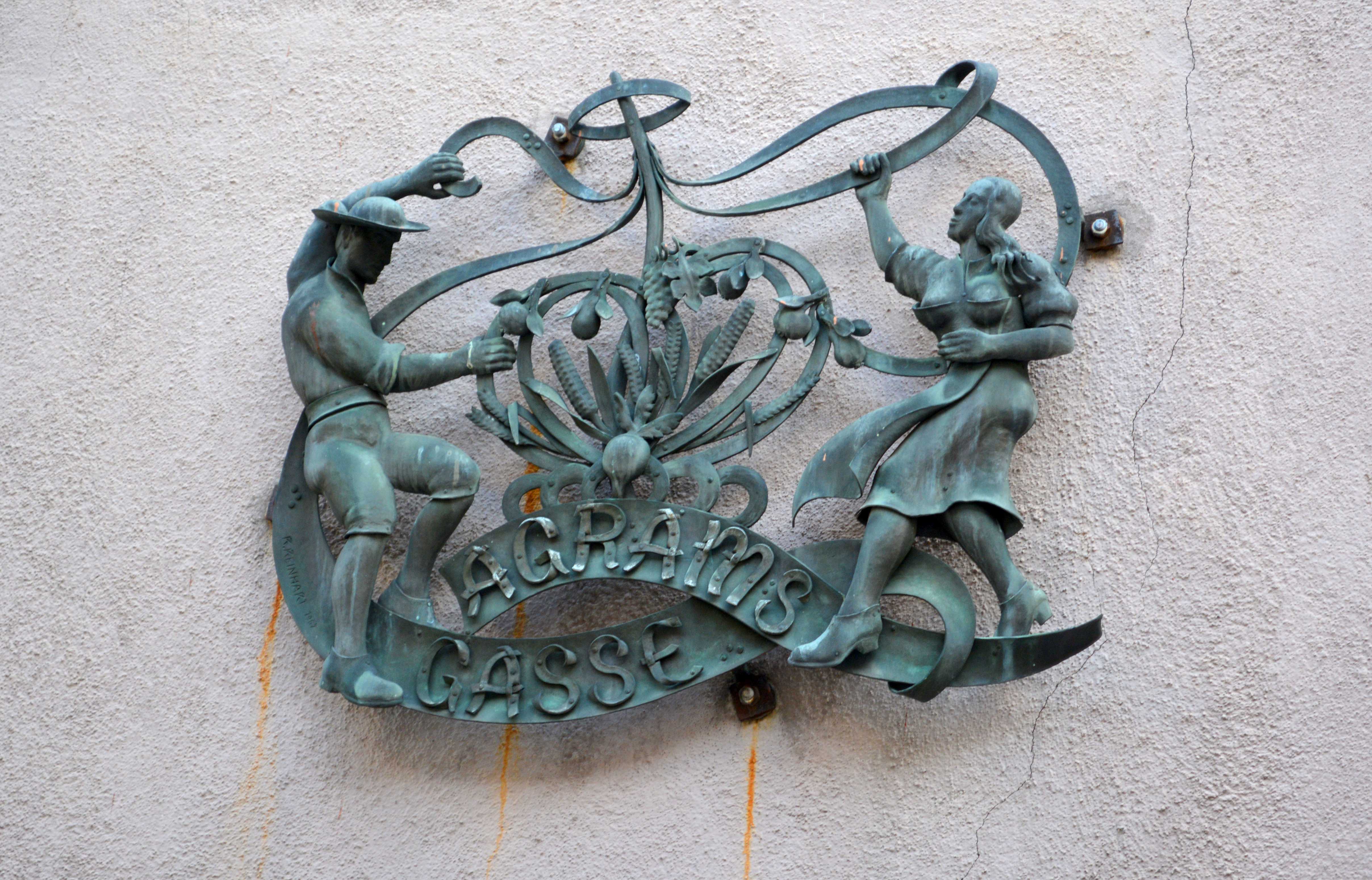
Hall in Tirol
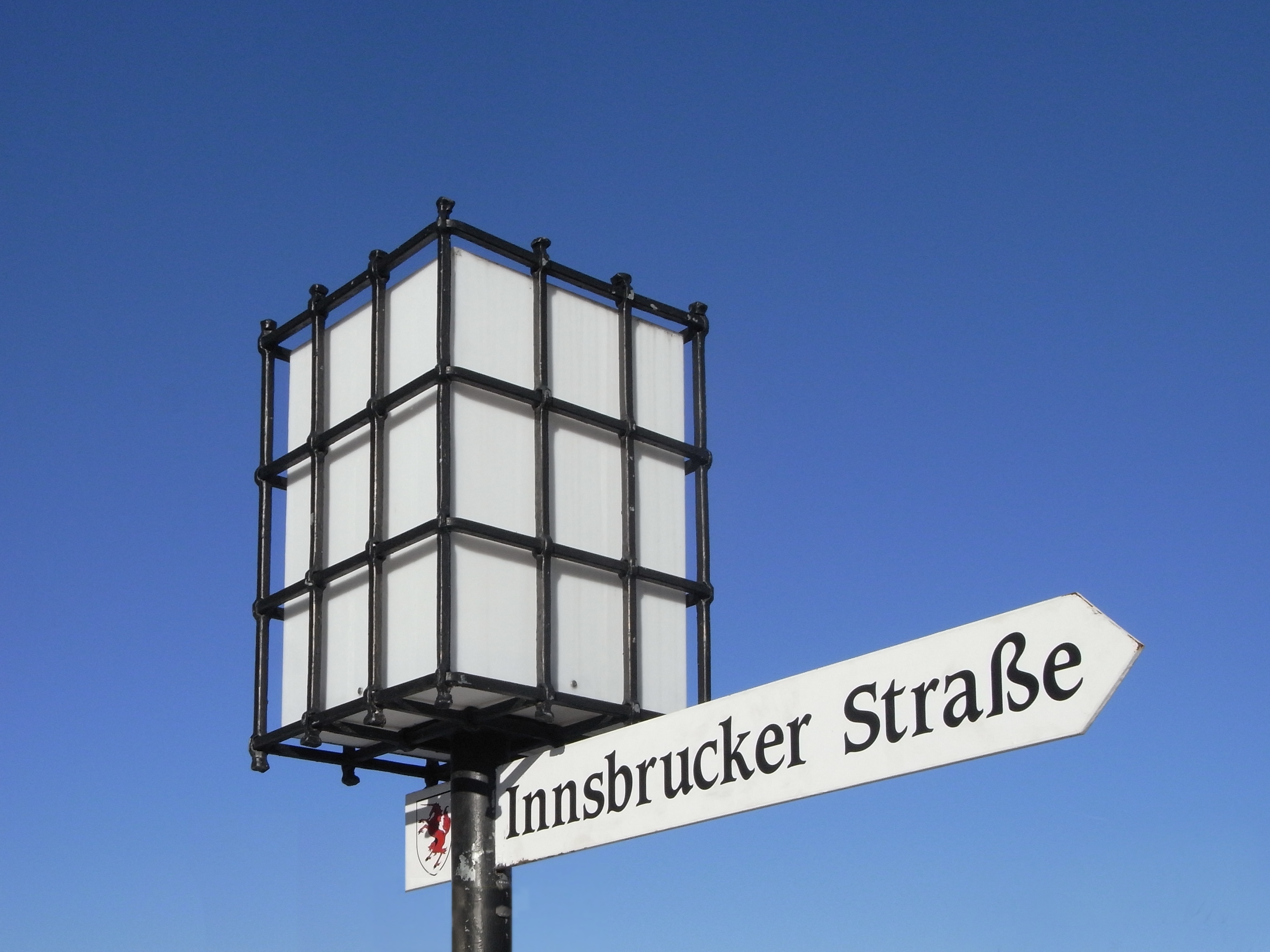
Seefeld
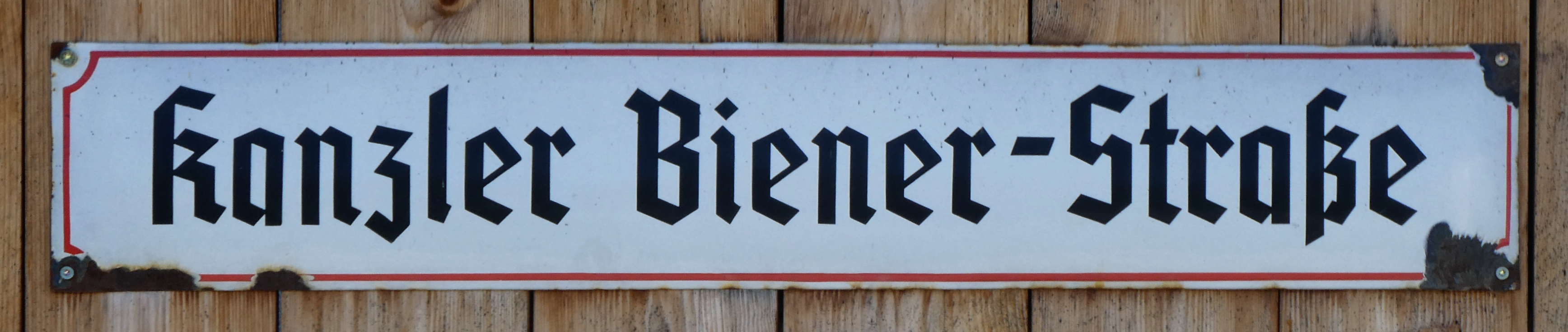
Wörgl

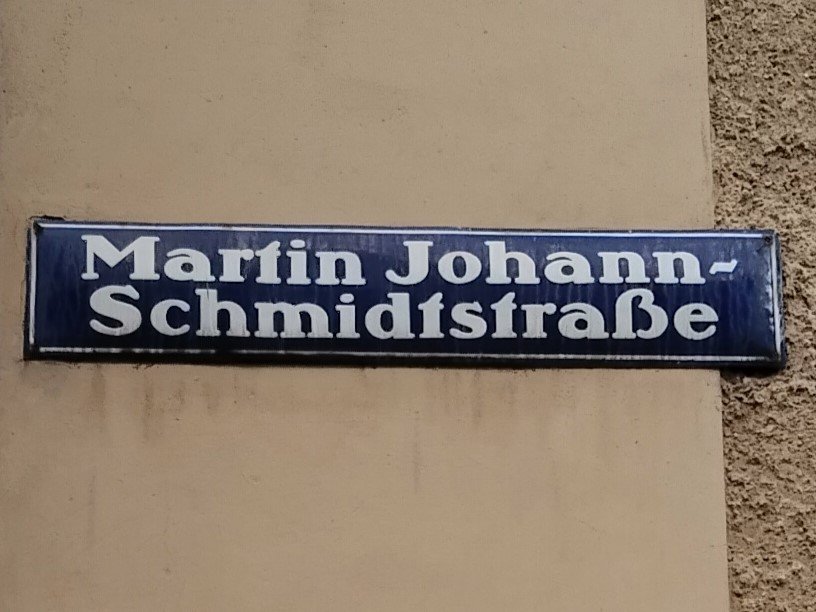
Krems an der Donau
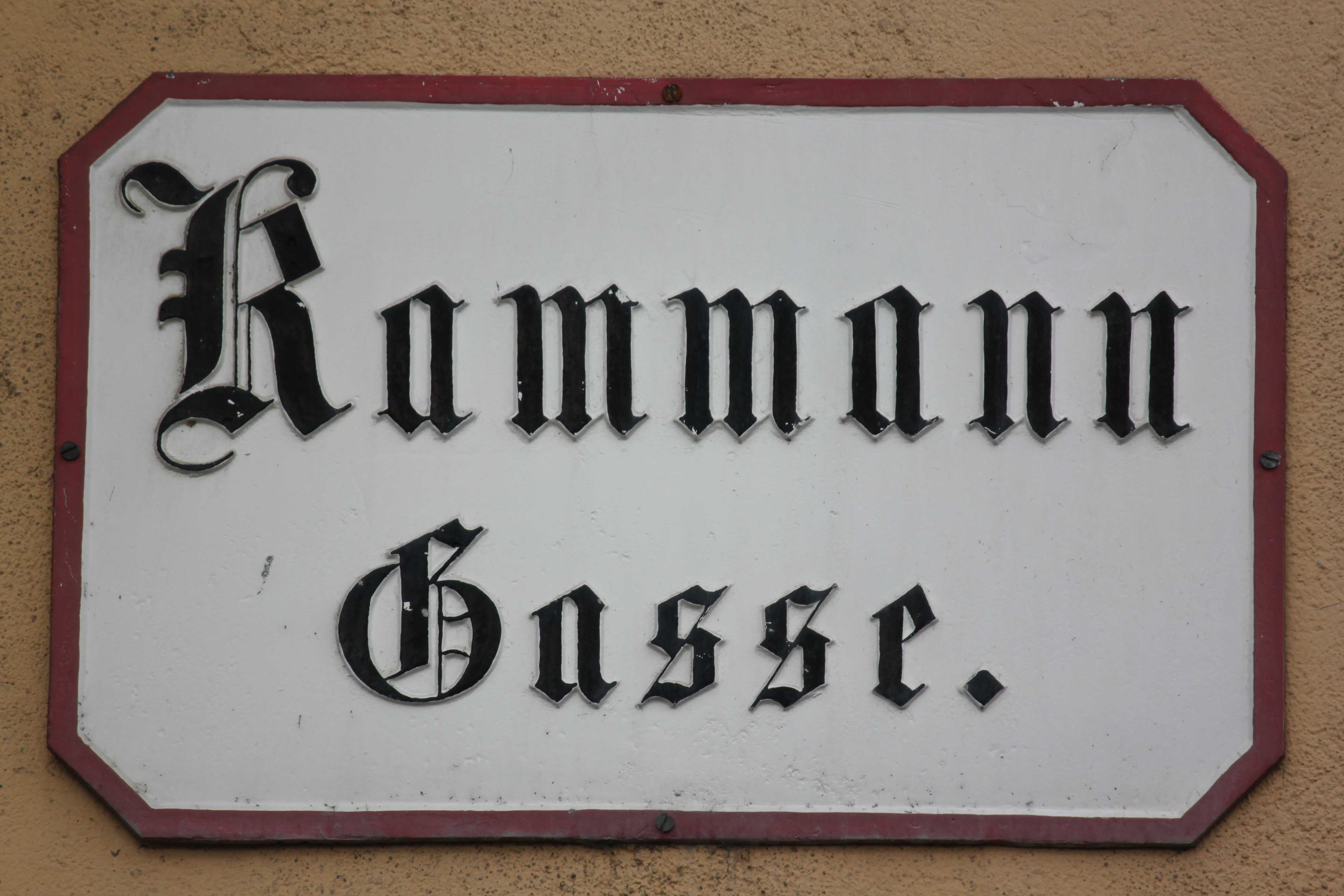
Wiener Neustadt
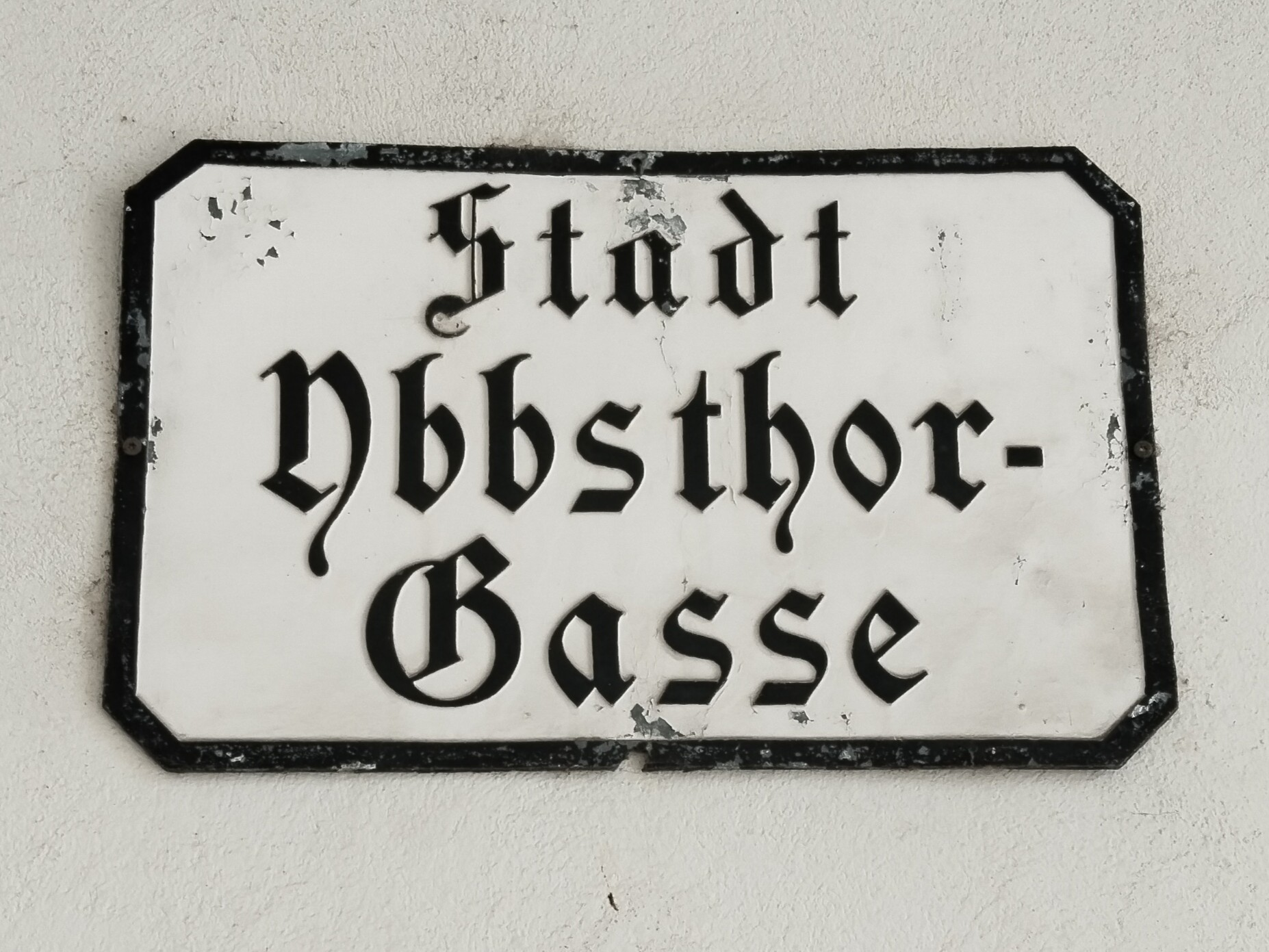
Waidhofen an der Ybbs
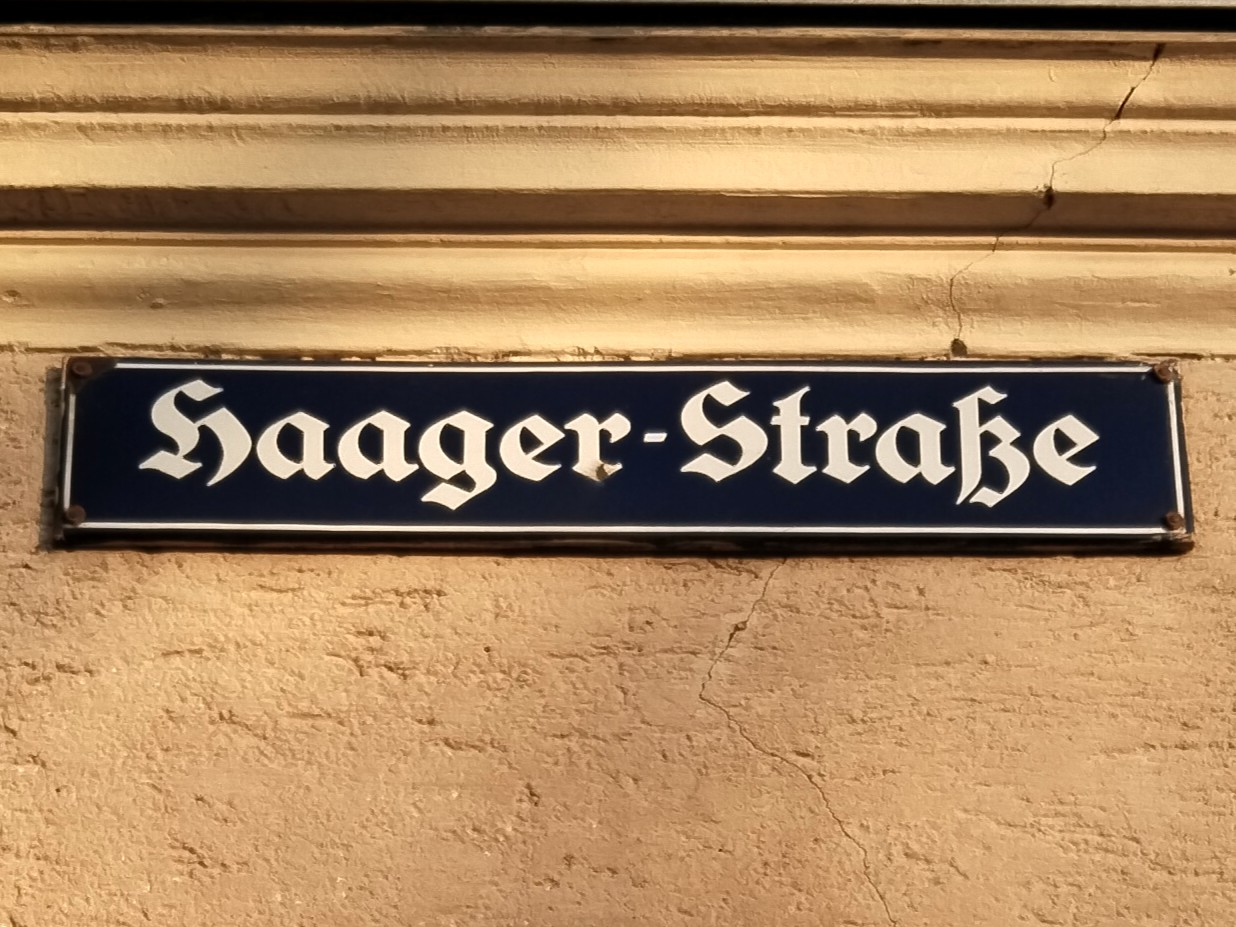
St. Valentin

### Oberösterreich

#### Linz
In Linz gibt es alte Straßenschilder, welche aus schwarzen Metallschildern mit weißer Schrift auf Holzplatten befestigt sind. Friedrich Neugebauer entwarf 1951 mit seiner Meisterklasse der Kunstschule Linz dafür die Schriftart (digitalisiert CAT Linz), die bis in die 1990er Jahre in Verwendung war. Die neuen Straßen- und Hausnummernschilder sind weiß mit schwarzer Schrift in der Schriftart Weidemann und haben oben und unten einen orangen Strich sowie links das Wappen der Stadt Linz. Auf den neuen Tafeln sind meist zusätzlich Erklärungen über die Herkunft des Straßennamens angeführt.

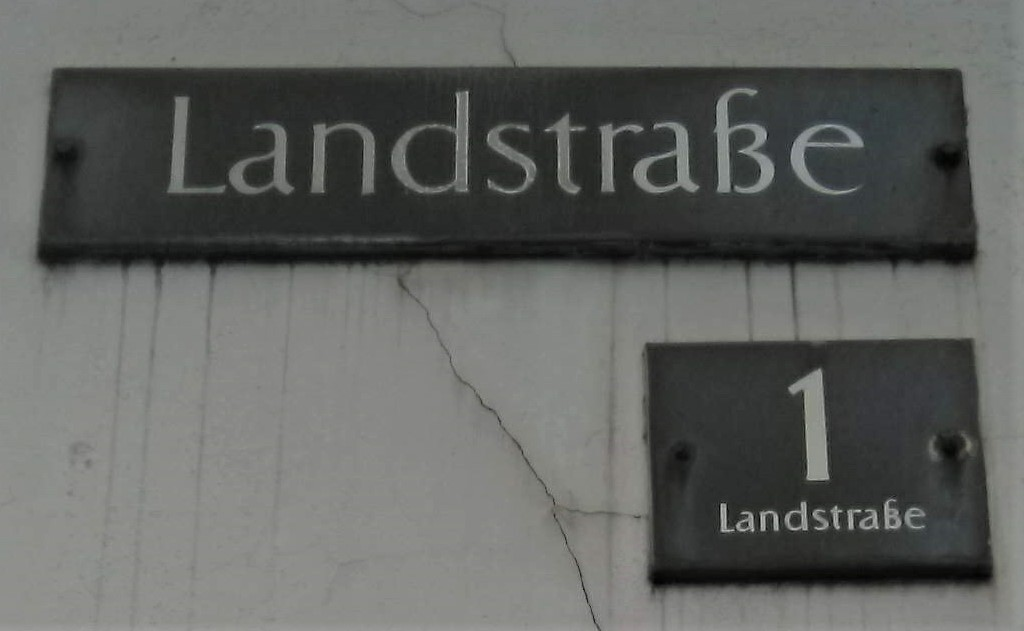
Altes Straßenschild mit Hausnummer
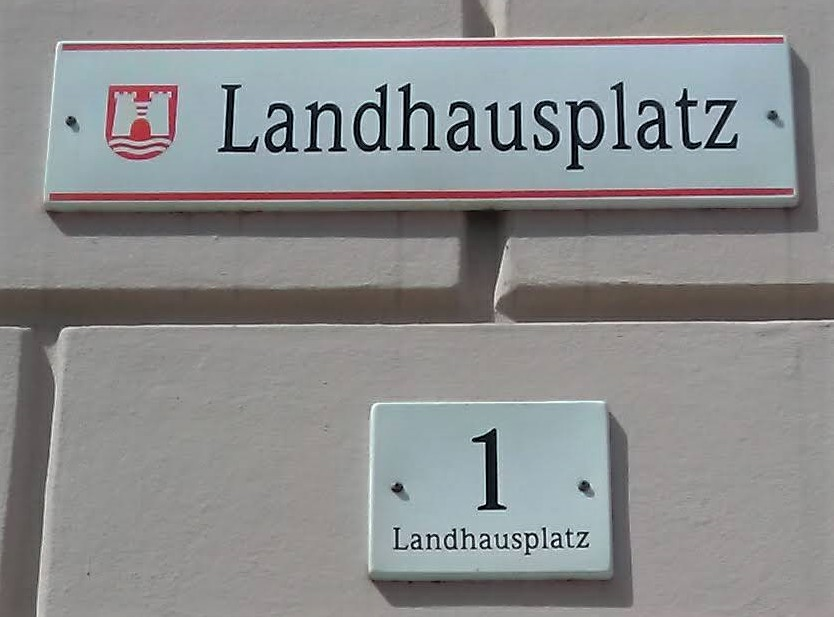
Neues Straßenschild mit Hausnummer
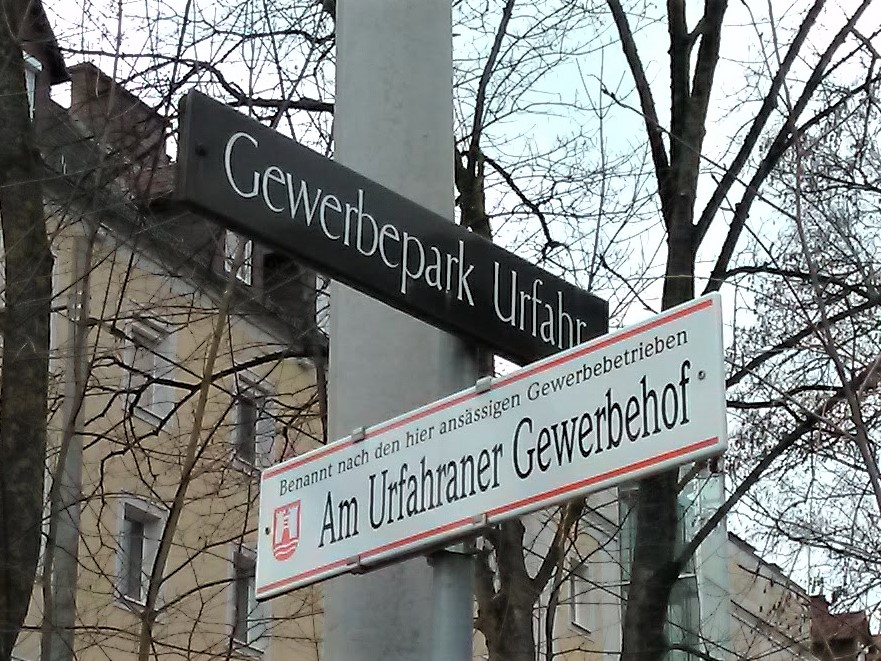
Neueres Straßenschild mit Erklärung (unten) und älteres (oben)
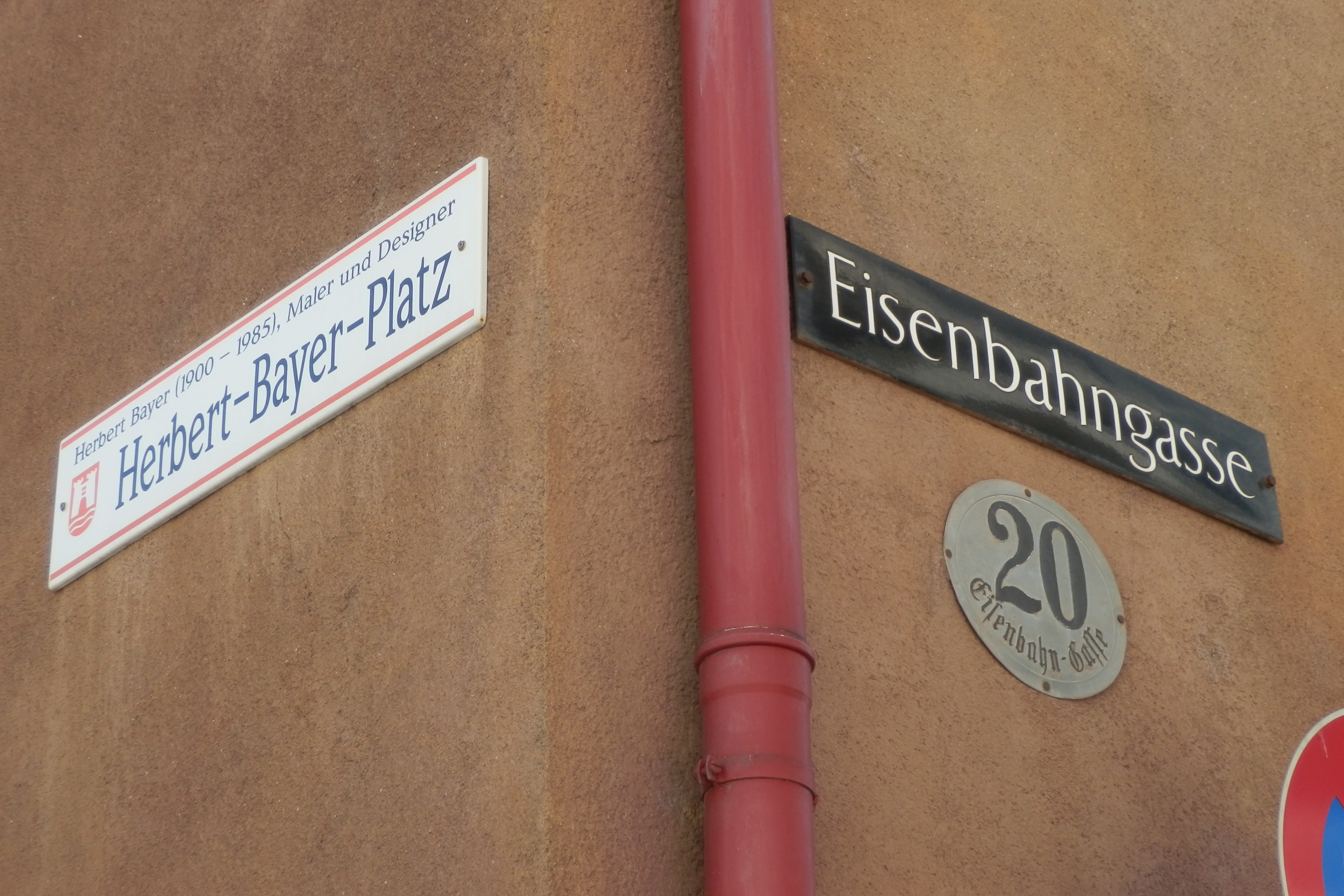
Neues Straßenschild mit Beschreibung, altes und noch älteres Hausnummernschild in Linz

#### Salzburg (Stadt)

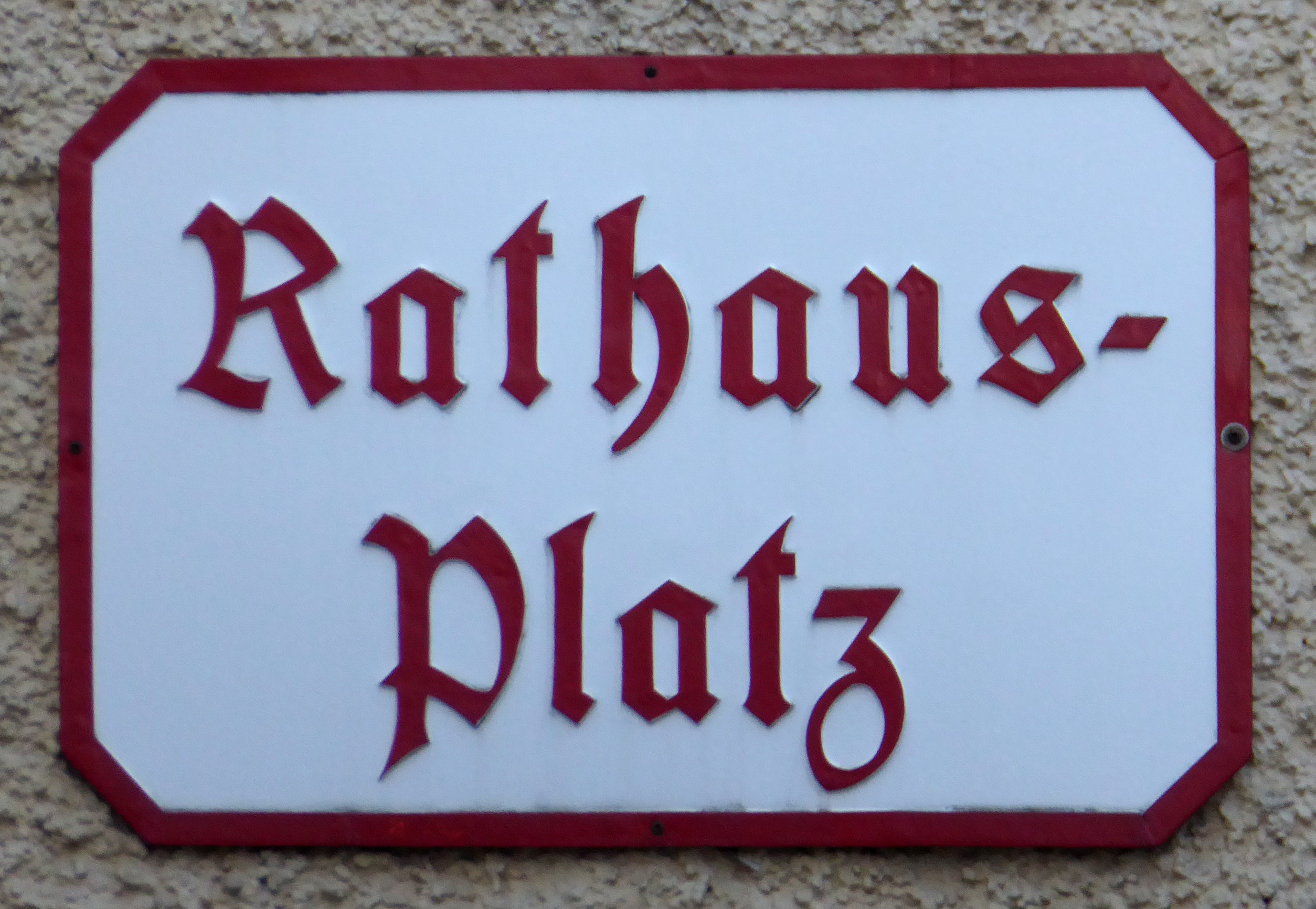
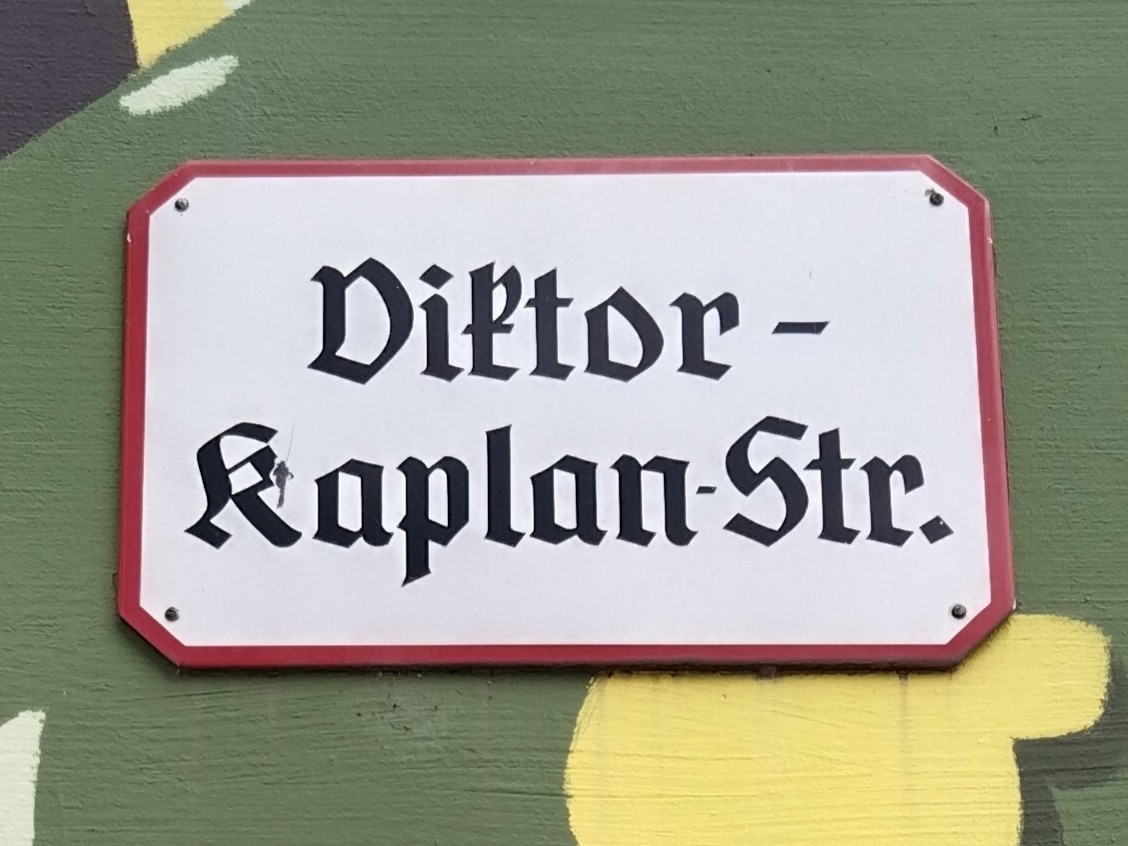
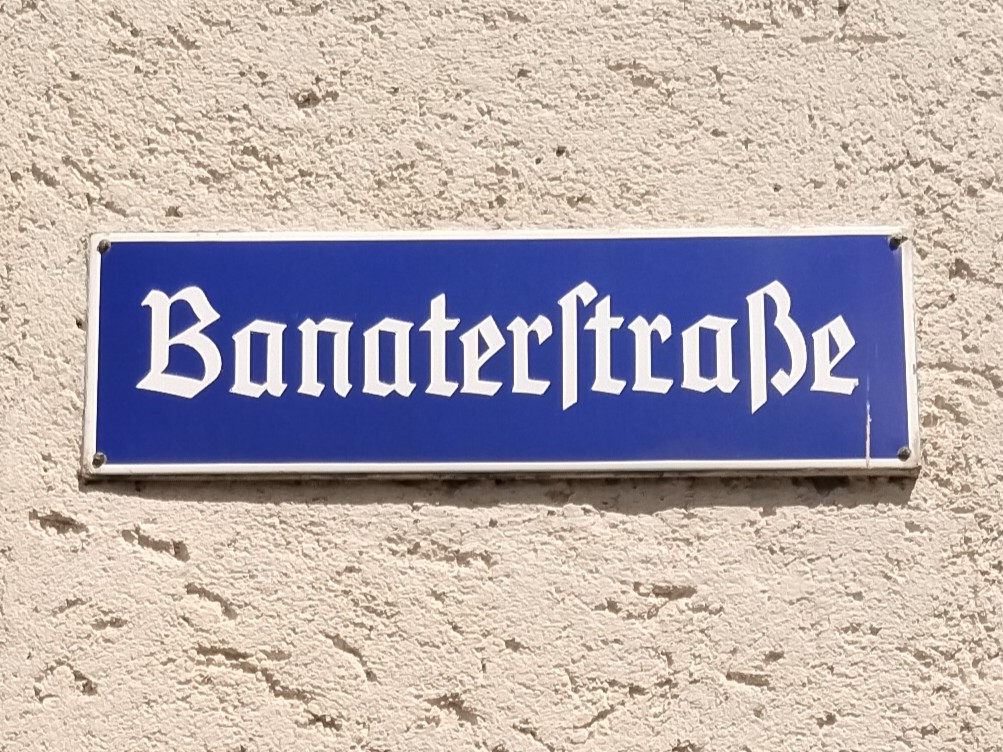
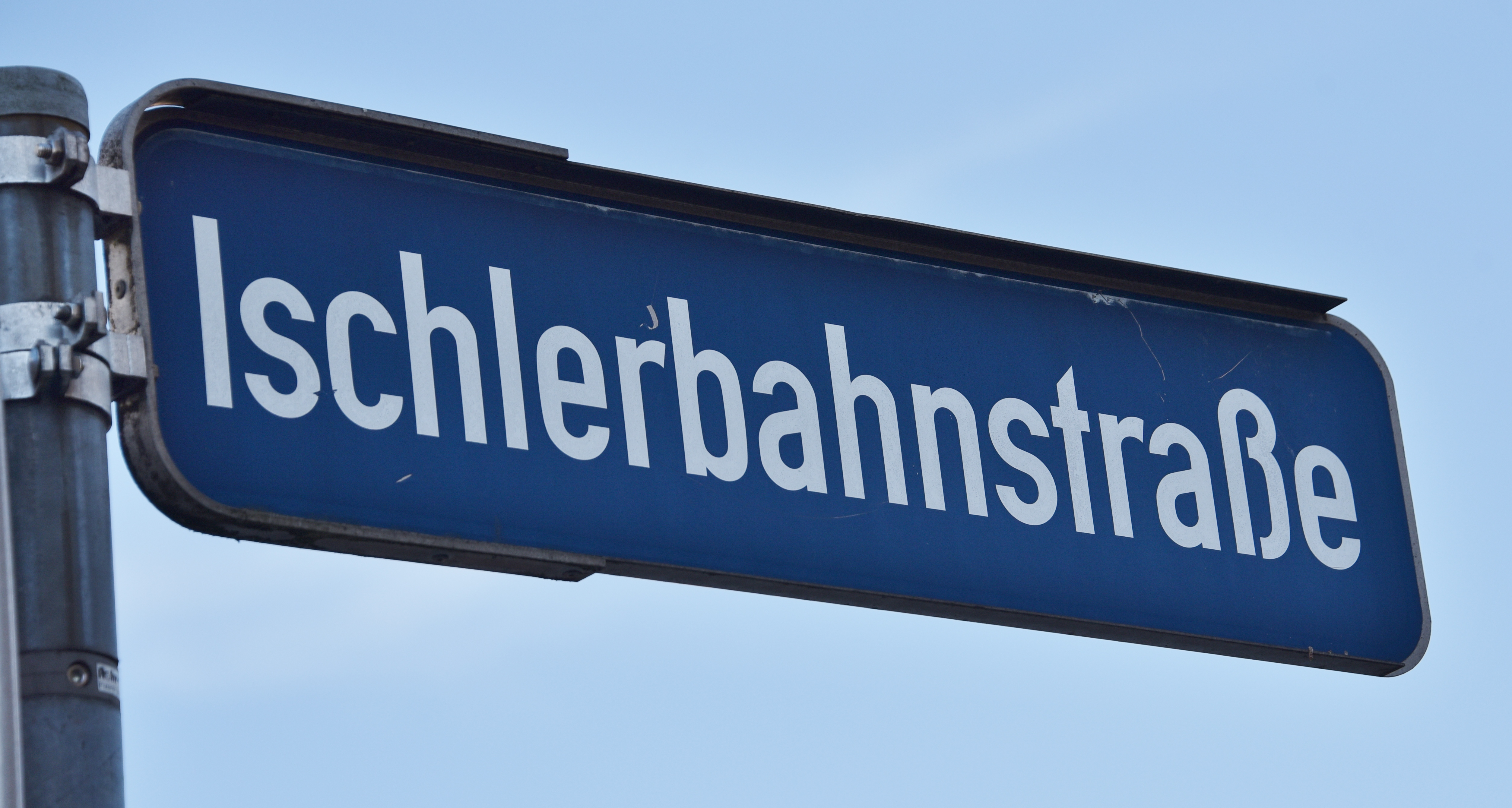

#### Weitere
- Wels
- Steyr
- Enns
- Grieskirchen

### Salzburg

#### Weitere
- Hallein
- Saalfelden
- Mattsee
- St. Gilgen

### Steiermark

#### Graz
In Graz sind die Straßenschilder traditionell in Grün mit weißer Schrift gehalten. Am Kopf mittig befinden sich der Bezirksname und die Bezirksnummer (in römischen Zahlen), darunter steht der Straßenname.

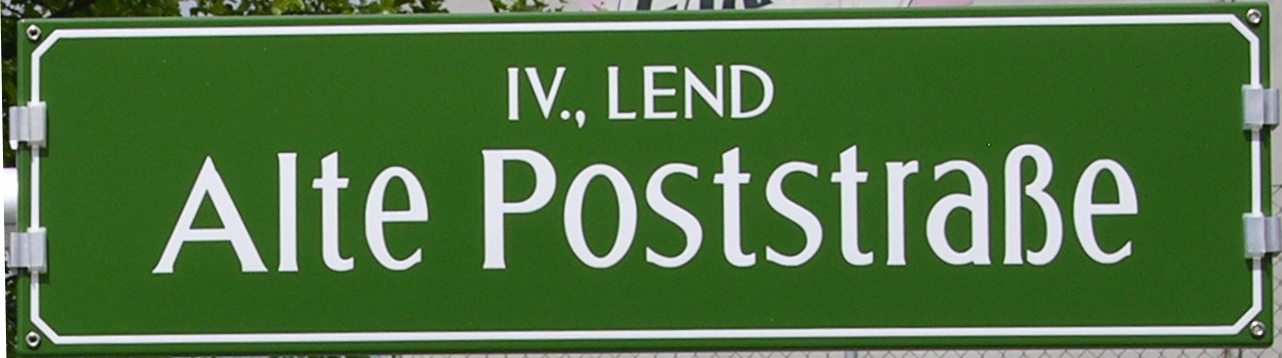
Grazer Straßenschild
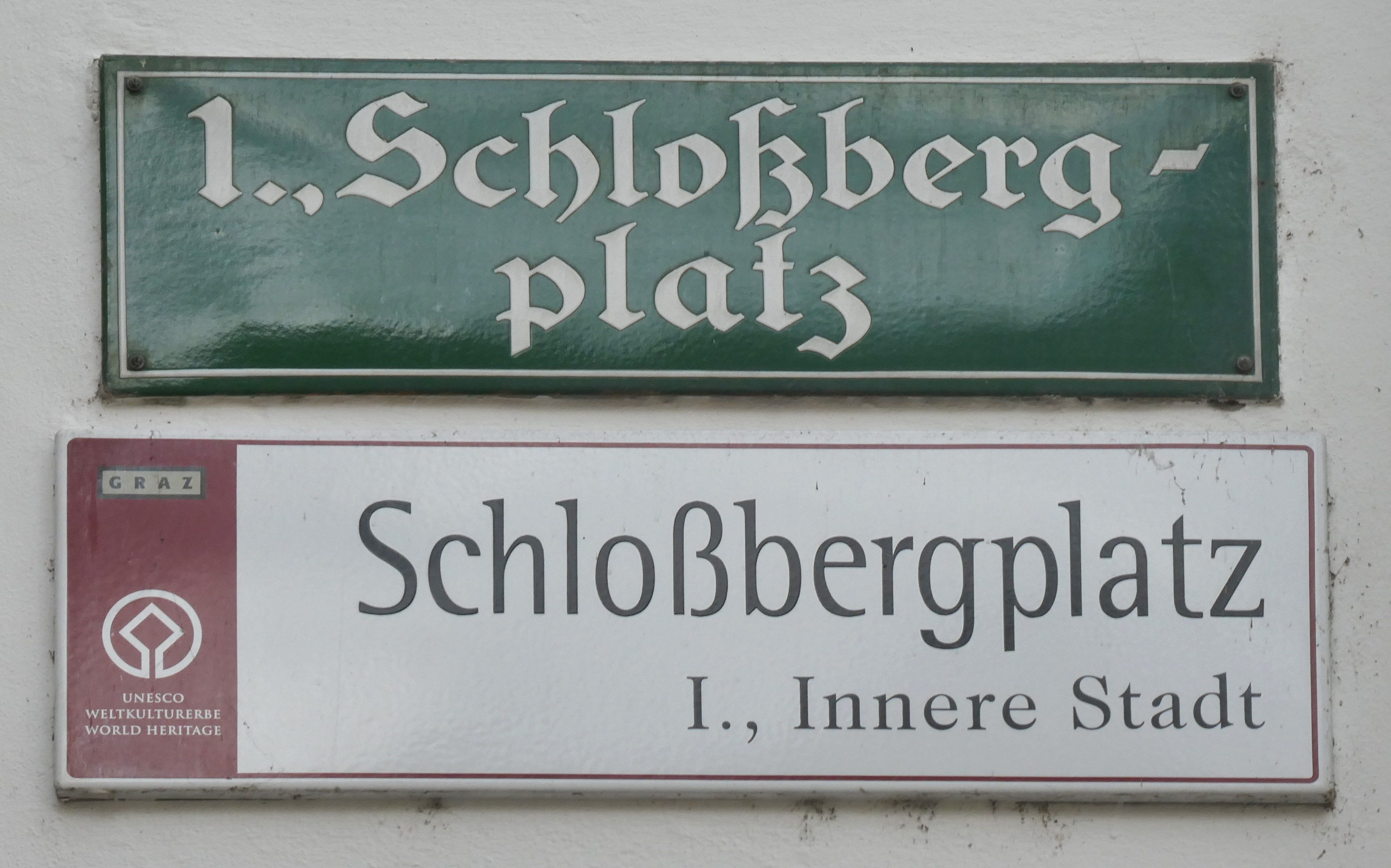
Alt und Neu

#### Weitere

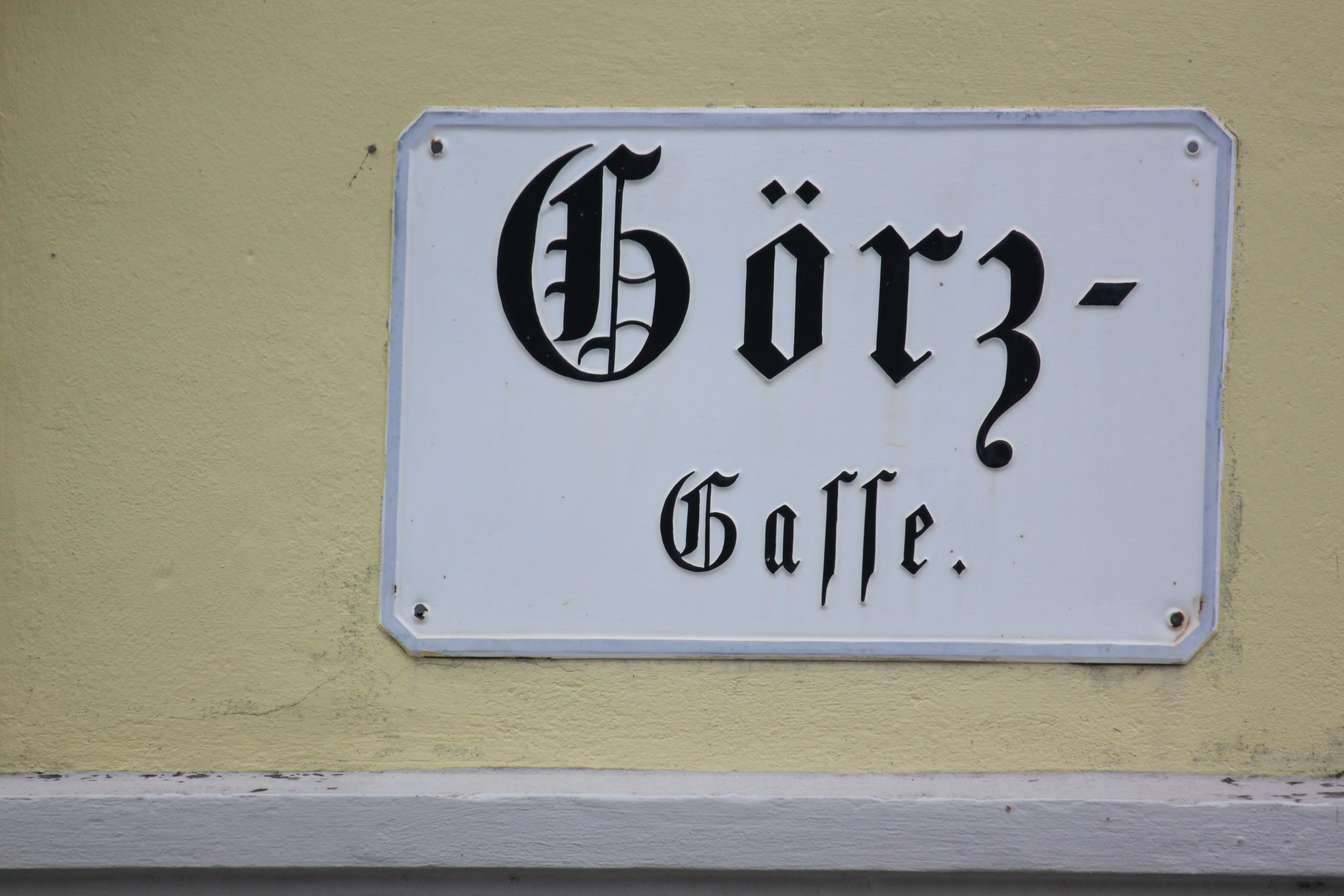
Pöllau
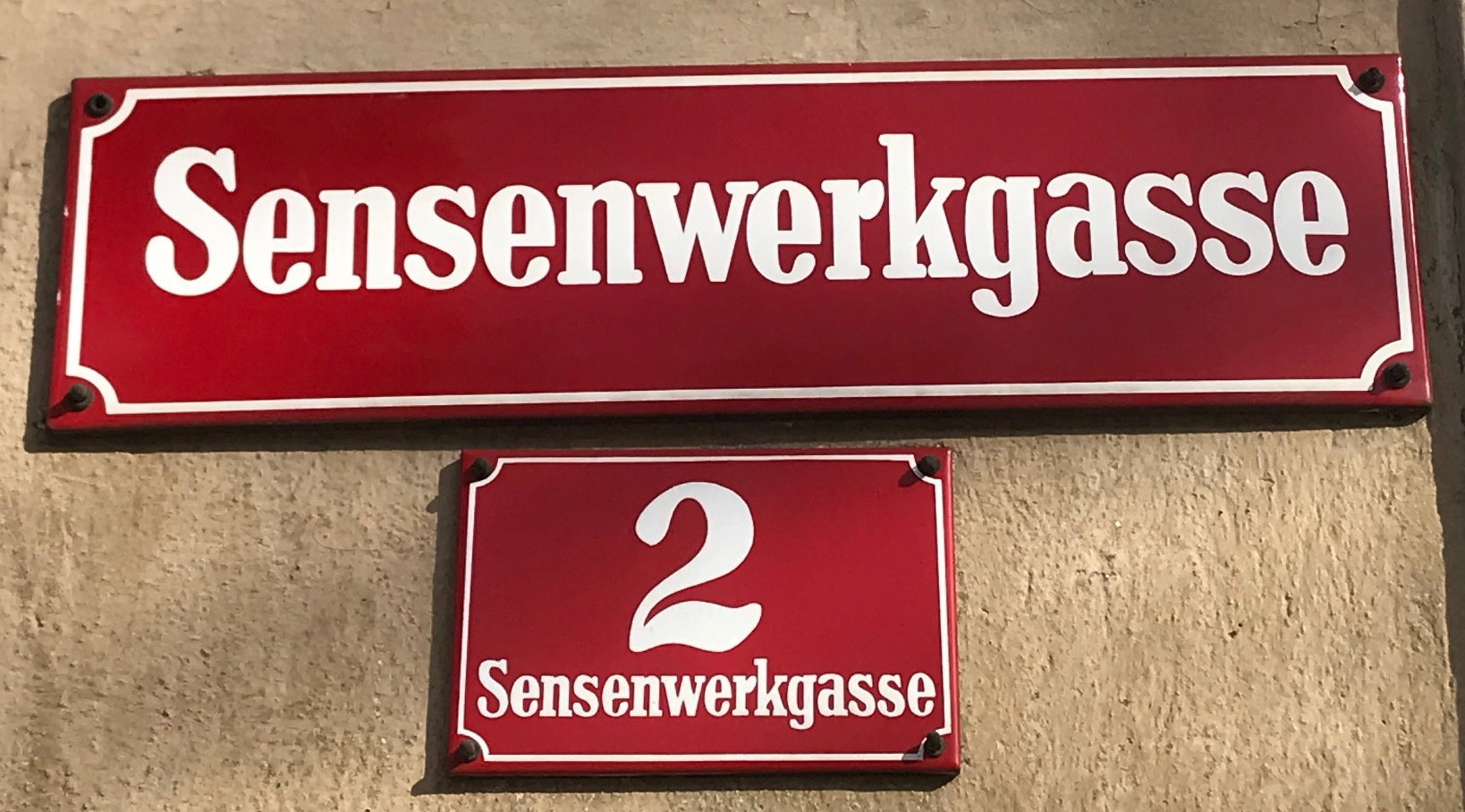
Judenburg
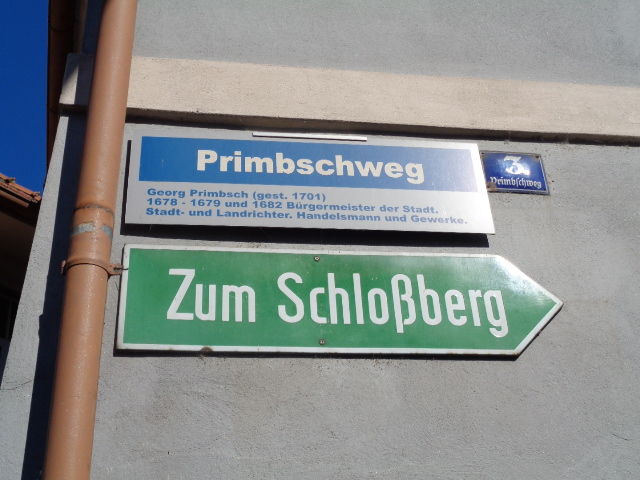
Bruck an der Mur
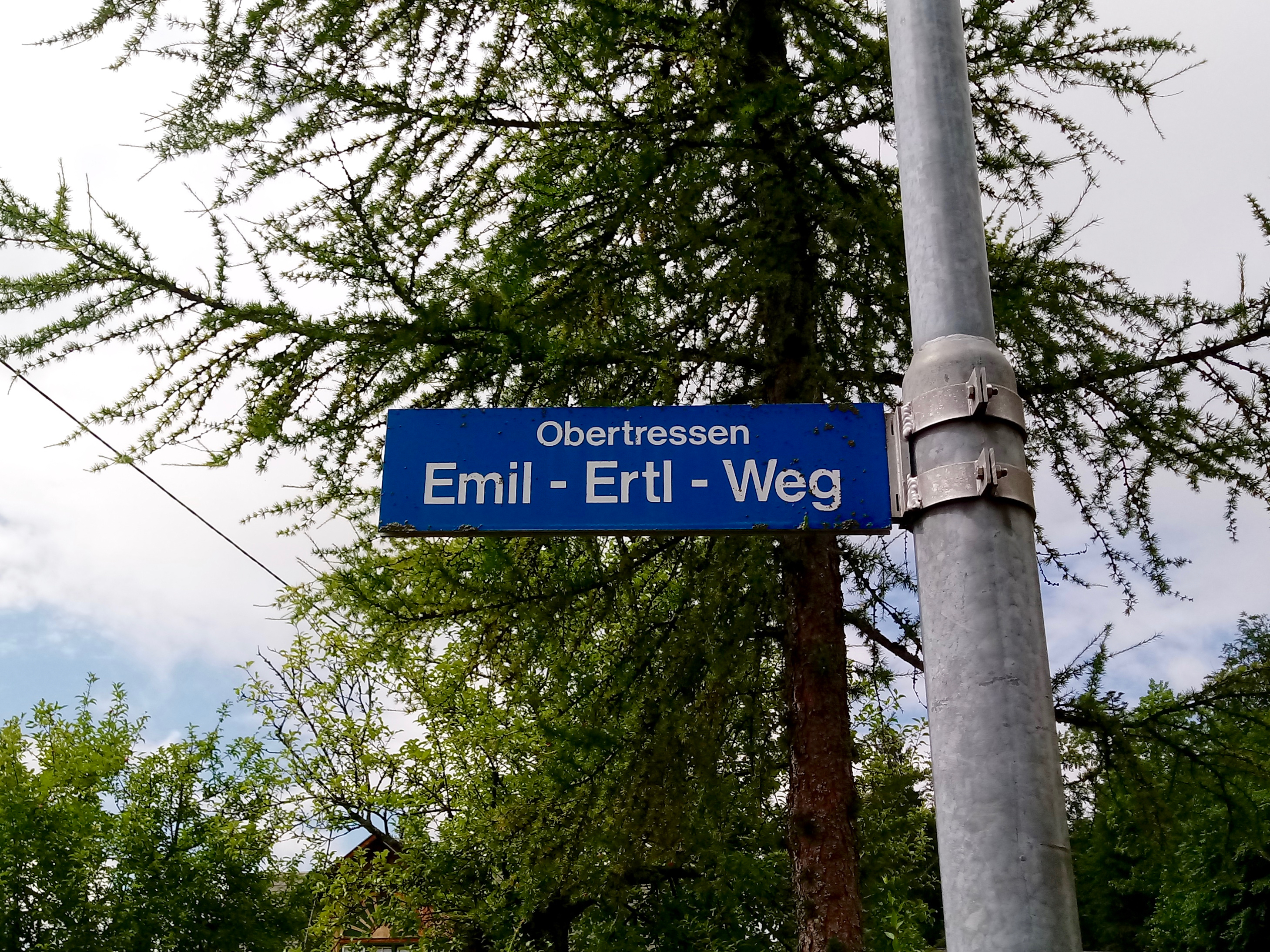
Bad Aussee

### Tirol

#### Innsbruck
Die ältesten Straßenschilder in Innsbruck sind hellgelb mit schwarzer Frakturschrift, haben einen dünnen roten Strich entlang des Randes und waren bis 2008 flächendeckend im Einsatz, meist auf die Fassaden montiert.
Im Innenstadtbereich wurden in den 1900er Jahren zusätzlich schmale weiße Schilder mit schwarzer Schrift und roter Umrahmung an Pfosten angebracht.
Seit 2008 werden sukzessive, beginnend in der Innenstadt, alle Straßenschilder durch neue mit weißer Schrift auf weinrotem Grund ersetzt. Auf diesen Tafeln sind zusätzlich Erklärungen über die Herkunft des Straßennamens angeführt.
Die alten, gelben Tafeln werden von der Stadt Innsbruck an ausgewählte Institutionen verschenkt, die einen Bezug zum Straßennamen haben, oder an Interessierte versteigert.

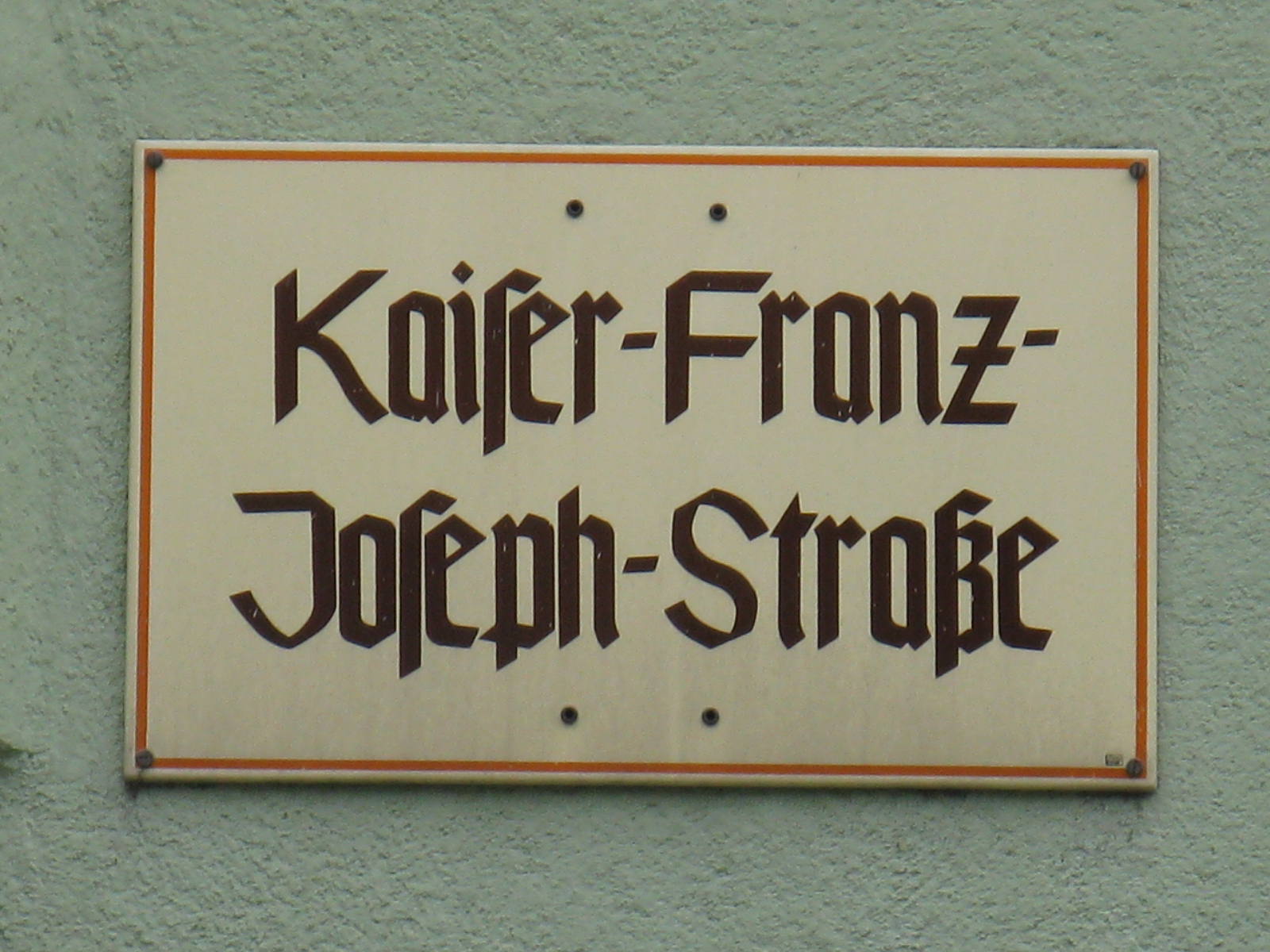
Beispiel für alte Version
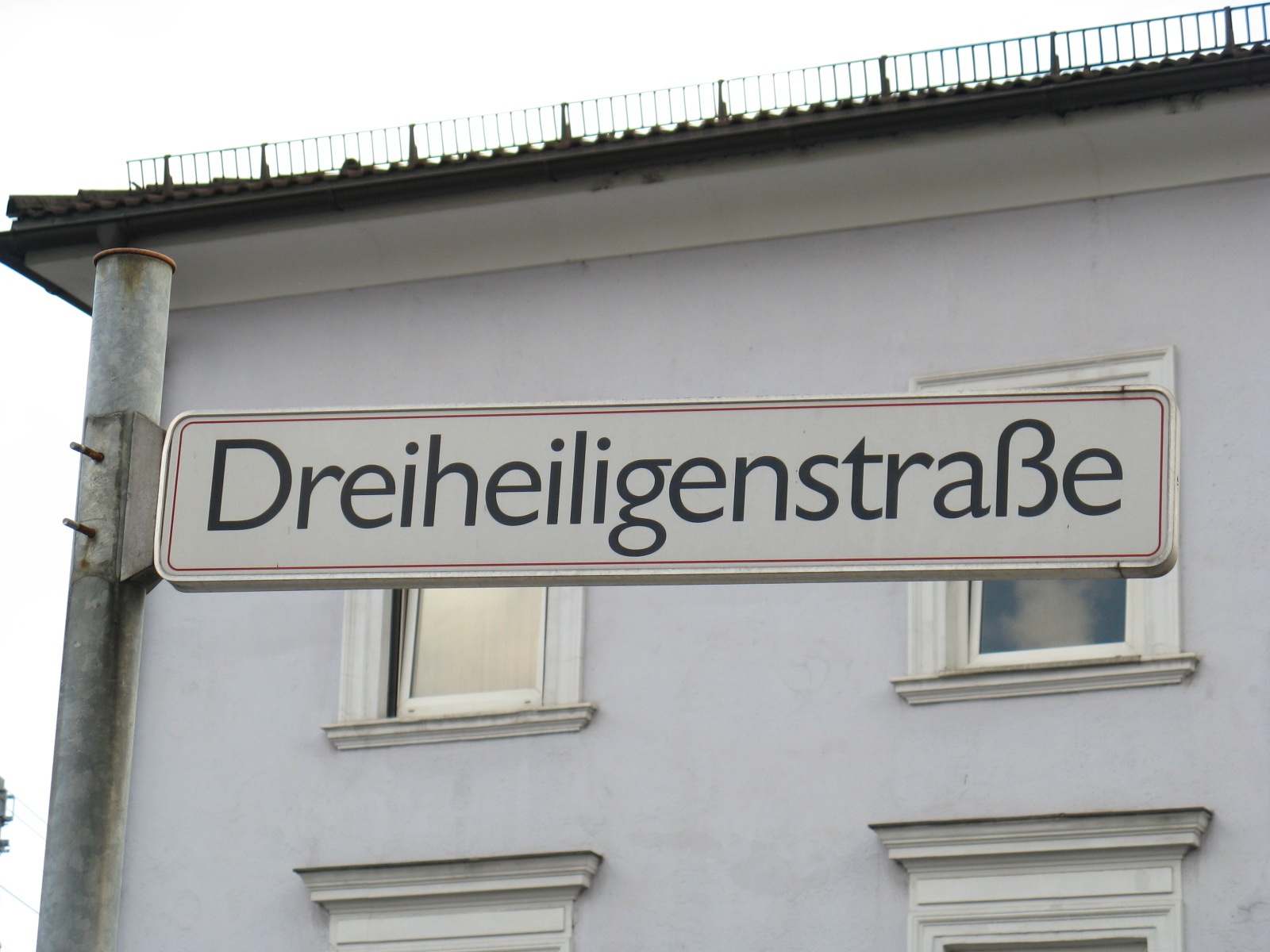
Beispiel für Pfostenversion
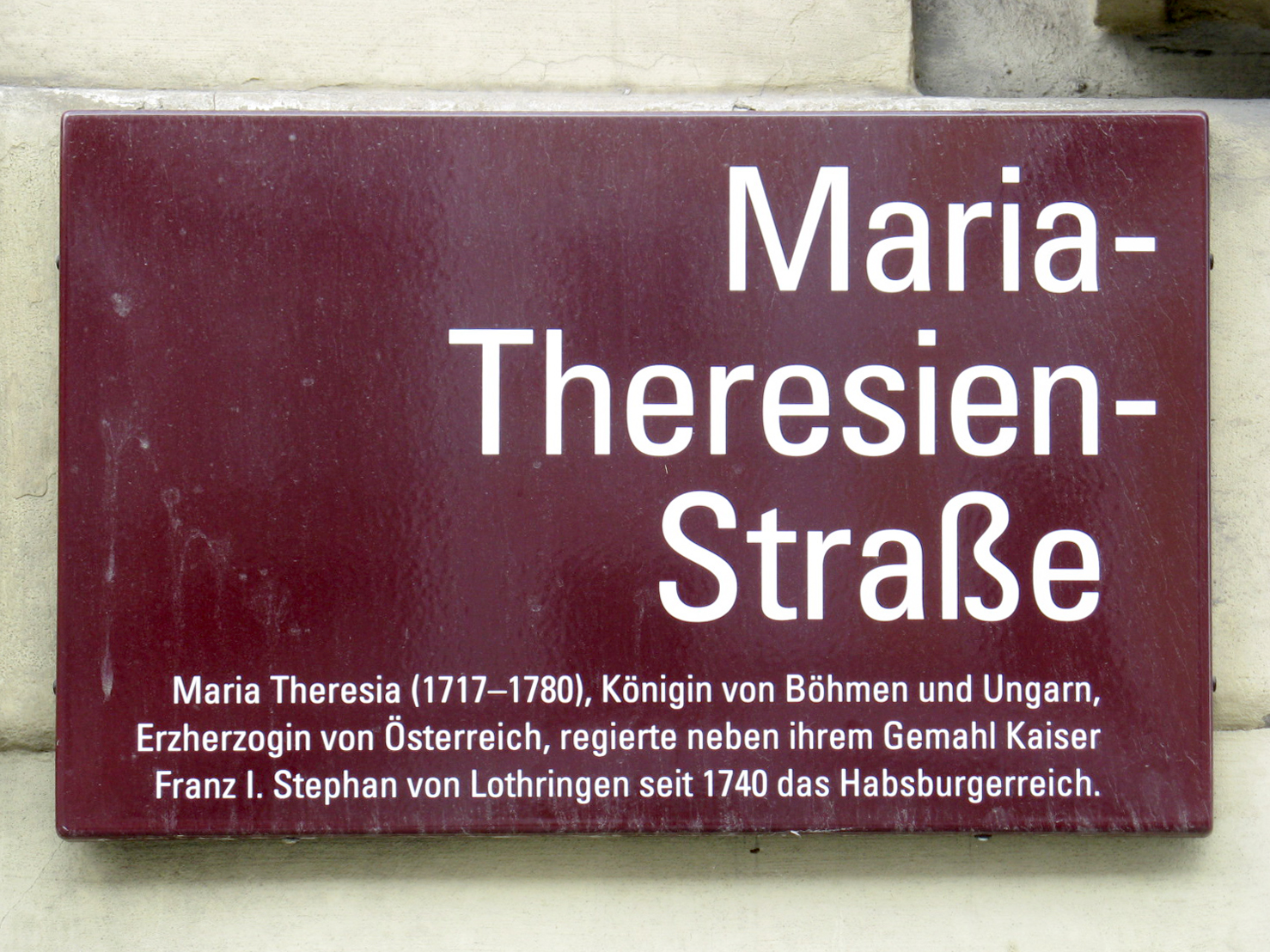
Neues Straßenschild in Innsbruck

#### Weitere
- Kufstein
- Hall in Tirol
- Seefeld
- Wörgl

### Vorarlberg

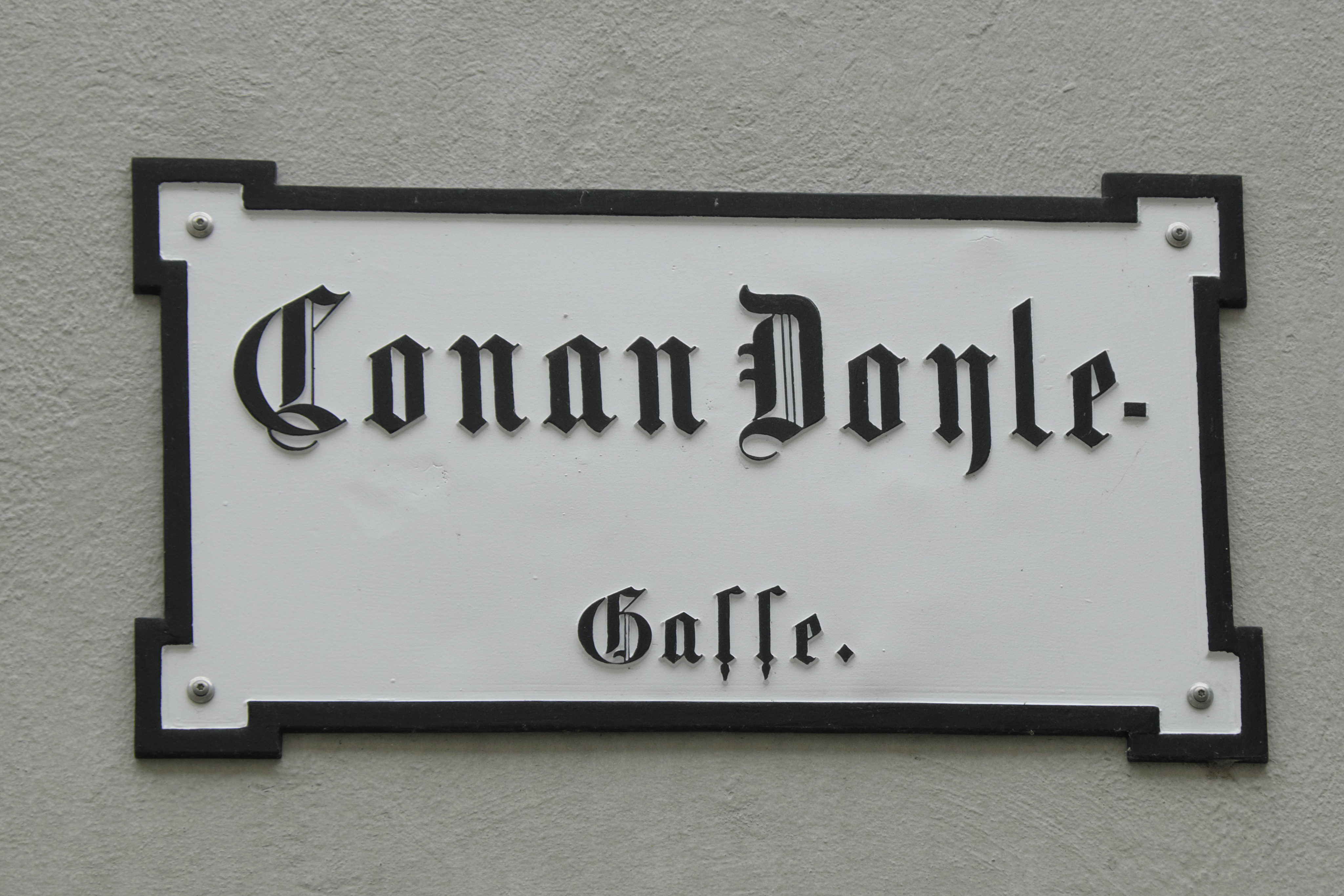
Feldkirch
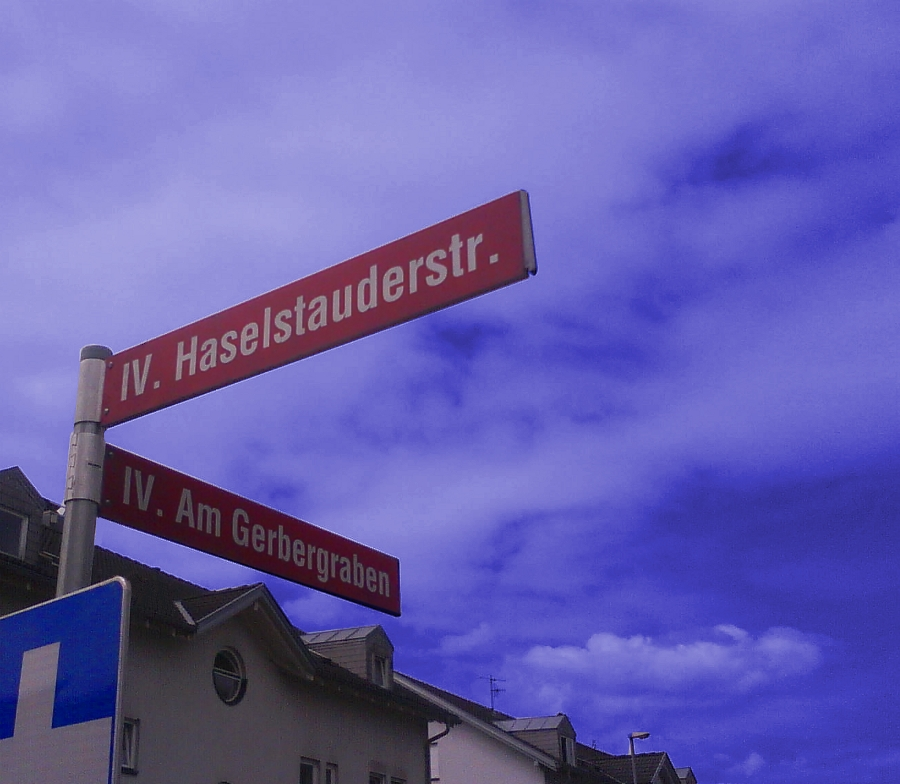
Dornbirn

### Wien
In Wien war das System der Straßenschilder sehr durchdacht. Seit 1862 werden die Straßen benannt. Davor hatte man die Häuser einfach durchnummeriert. Die Schilder zeigen die Nummer des Bezirkes und den Namen der Gasse. Die Schilder der Straßen, die vom Zentrum hinaus führten, waren eckig, die der anderen Gassen rund. Die Schilder im I. Wiener Gemeindebezirk waren generell eckig. Die Inschrift war schwarz. Die Ränder hatten verschiedenen Farben:
- I. Bezirk: Rot
- II. Bezirk: Violett
- III. Bezirk: Grün
- IV. Bezirk: Rosa
- V. Bezirk: Schwarz
- VI. Bezirk: Gelb
- VII. Bezirk: Blau
- VIII. Bezirk: Grau
- IX. Bezirk: Braun.

Nach den Eingemeindungen 1890 und 1892 erhielten die neuen Bezirke 10 bis 19 Schilder mit rotem Rand. Die Hausnummern waren nach dem gleichen Schema aufgebaut.
Von 1920 bis 1923 hatten alle Schilder einen roten Rand, Schilder von Plätzen hatten rote Schrift, jene von Straßen schwarze Schrift. Seit 1923 sind die Schilder blau mit weißer Inschrift und statt Fraktur verwendet man Antiqua. Zwischen 1926 und 1945 versuchte man es noch einmal mit eckigen und runden Tafeln. Die heutigen Schilder ähneln denen von 1923. Charakteristisch ist die ausnahmslose Angabe des Bezirks in arabischen Ziffern vor dem Straßennamen.
Seit den 1980er Jahren werden an alten Ensembles wieder vermehrt alte Tafeln, die jenen der Richtlinie von 1863 nachempfunden sind, angebracht.

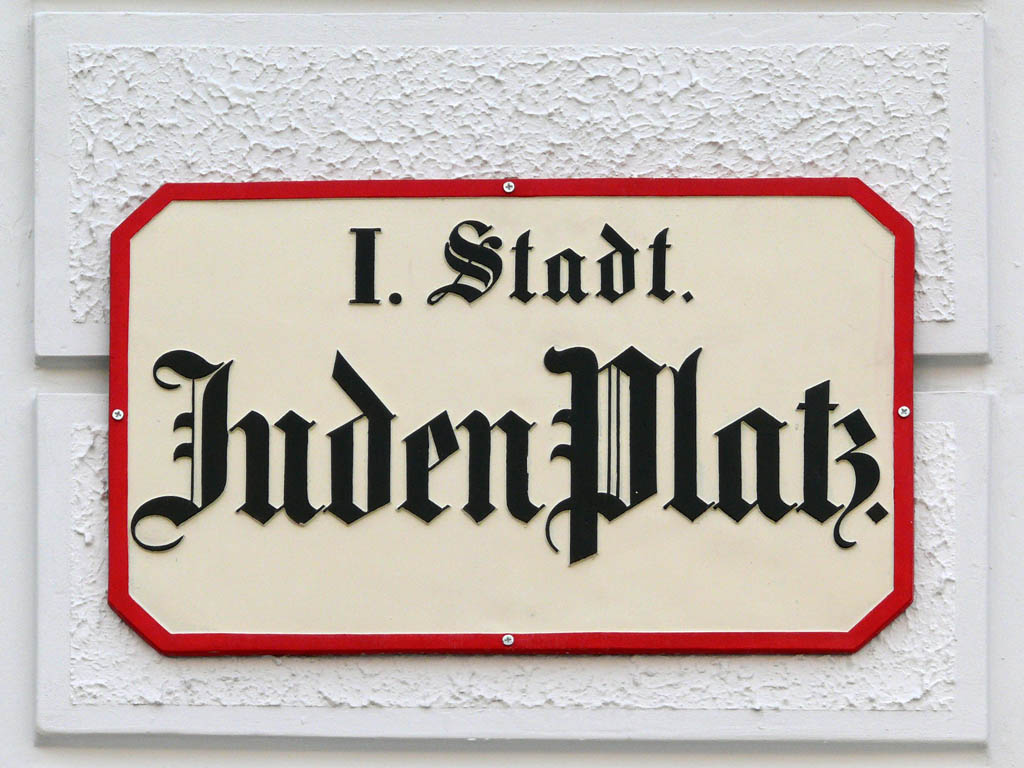
Wiener Straßenschild mit Bezirksangabe
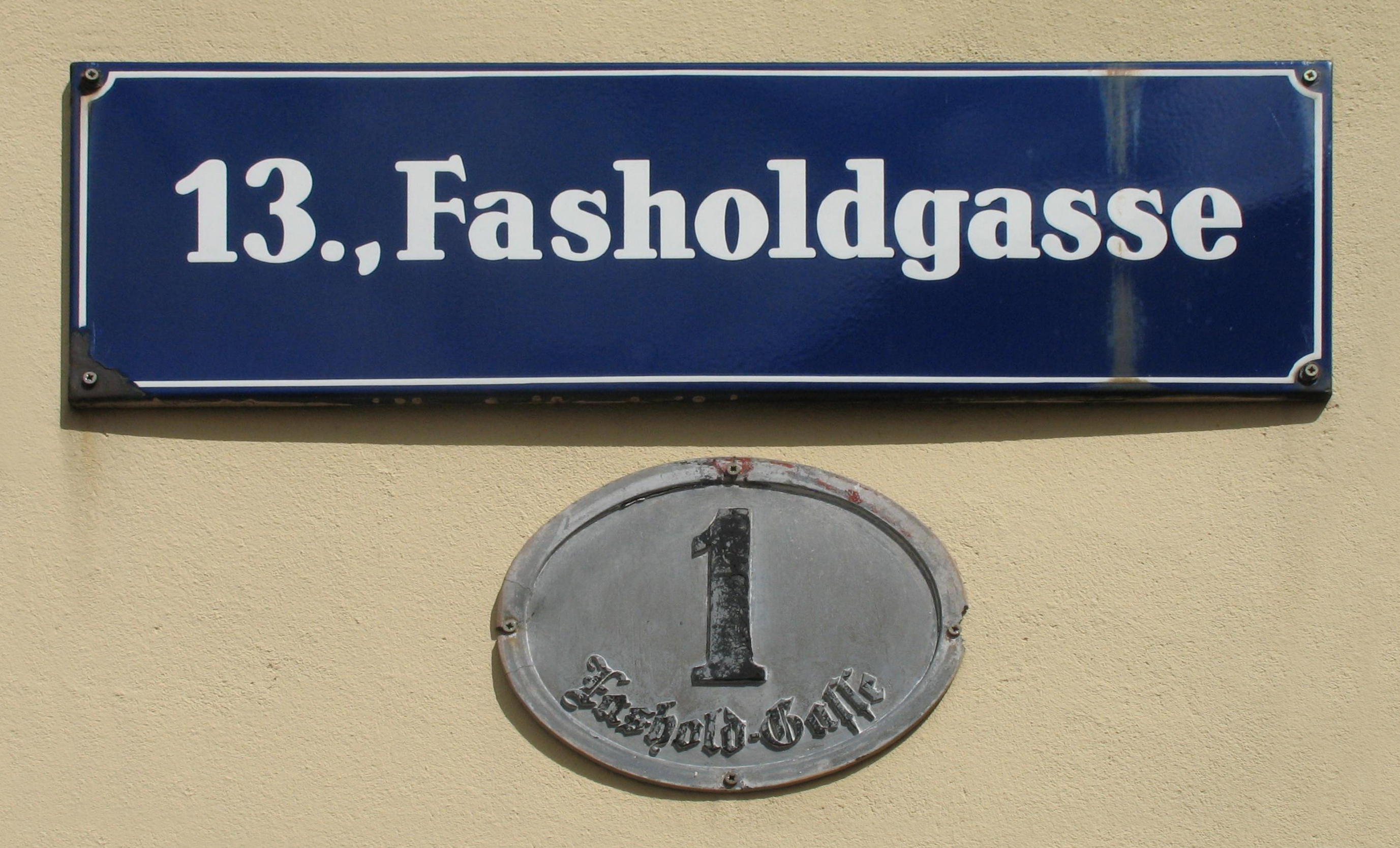
Straßenschild und Hausnummer in Hietzing
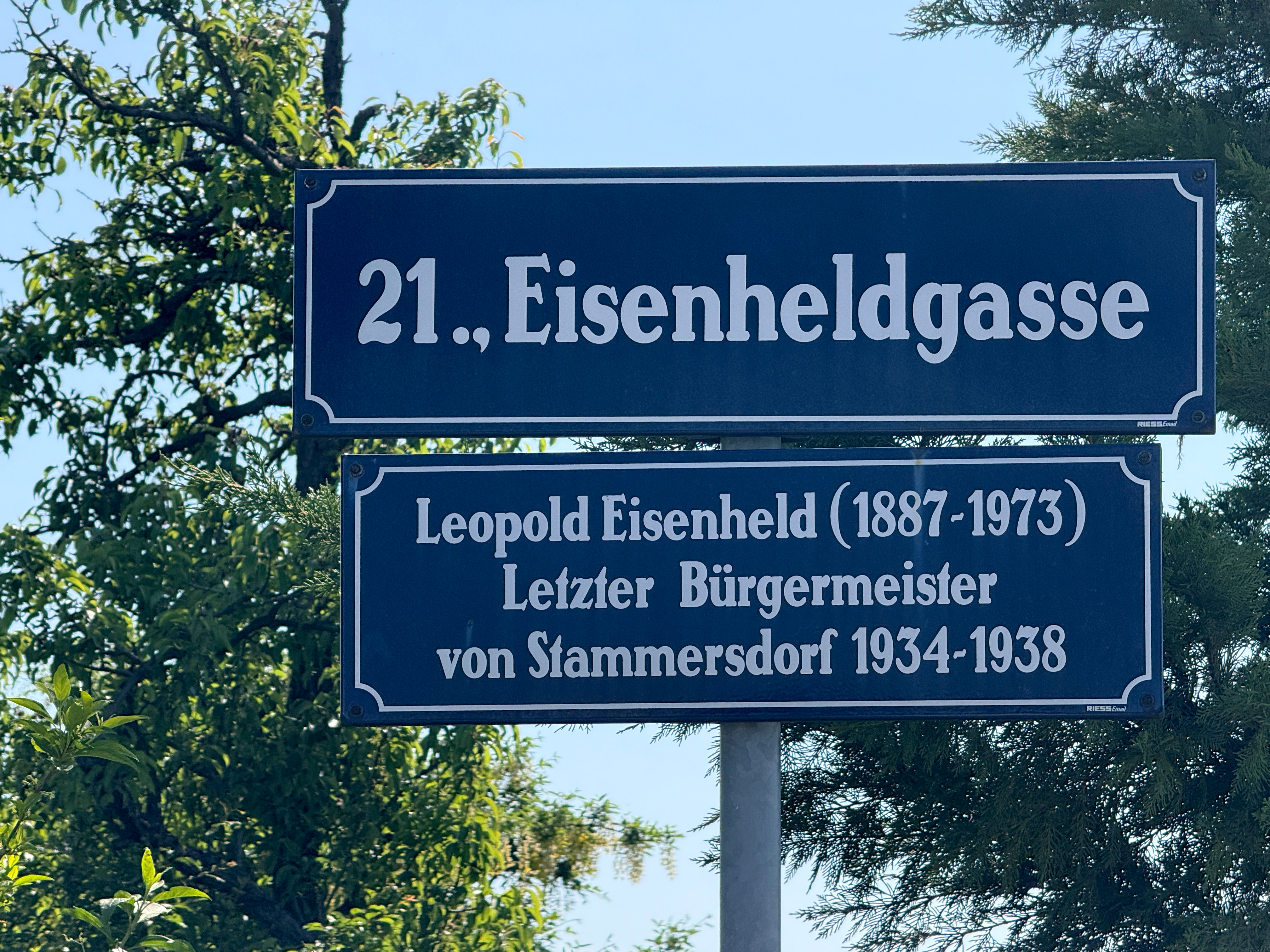
Straßenschild mit Beschreibung

## Polen und Tschechien
In Polen gab es bereits Anfang des 19. Jahrhunderts Straßenschilder in großen Städten (von Johann Gottfried Seume für 1802 bezeugt). Eine in ganz Polen gültige Norm für die Gestaltung von Straßenschildern gibt es nicht, und so reicht die Palette von historistisch anmutenden Emailschildern mit weißer Serifen-Antiqua auf dunkelblauem (Międzyzdroje) oder dunkelgrünem (Krakau) Grund bis hin zu den sehr modern aussehenden Warschauer Schildern.

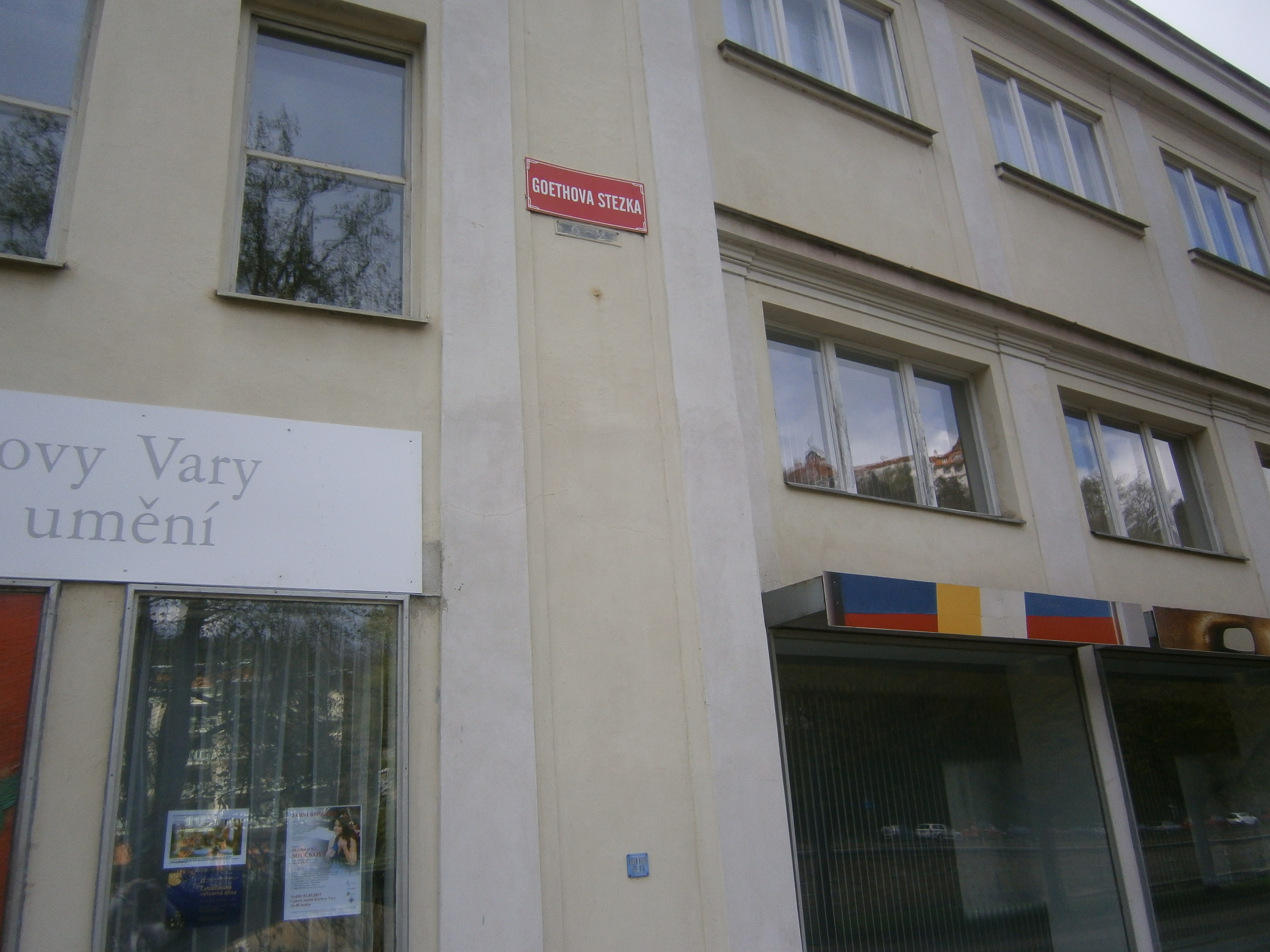
Goethova Stezka in Karlsbad

In Tschechien sind vorrangig rote Straßenschilder mit weißer Schrift anzutreffen. Dabei sind die Straßennamen in Großbuchstaben eingefügt und die Schilder sind weiß umrandet. Die tschechische Tradition beruht auf österreichischen Wurzeln.

## Großbritannien und Irland
In der Republik Irland sind die Straßenschilder größtenteils, in Schottland in manchen Regionen zweisprachig (auf Englisch und Irisch bzw. Schottisch-Gälisch). In den Gaeltachtai der Republik Irland findet man in der Regel rein irischsprachige Straßenschilder. Dort ist die Beschriftung aller Straßen auf Irisch gesetzlich vorgeschrieben.
In der Republik Irland sind die Schilder meistens in weißer Schrift auf blauem oder grünem Grund gehalten. In der Stadt Dublin ist, ähnlich wie in Wien, der entsprechende Stadt- bzw. postalische Bezirk angegeben (in Dublin 24 Bezirke), auf der rechten Seite des Straßenschilds.

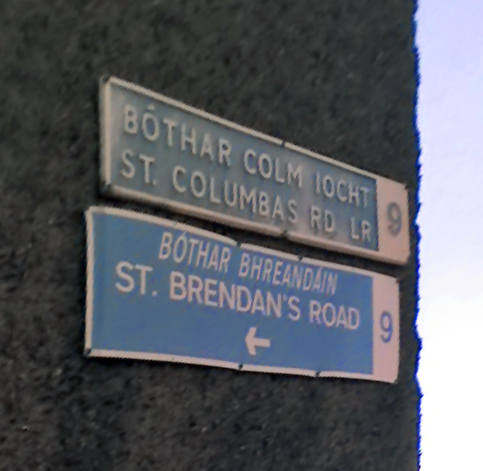
Zweisprachiges Straßenschild in Dublin

## Nordamerika und Australien

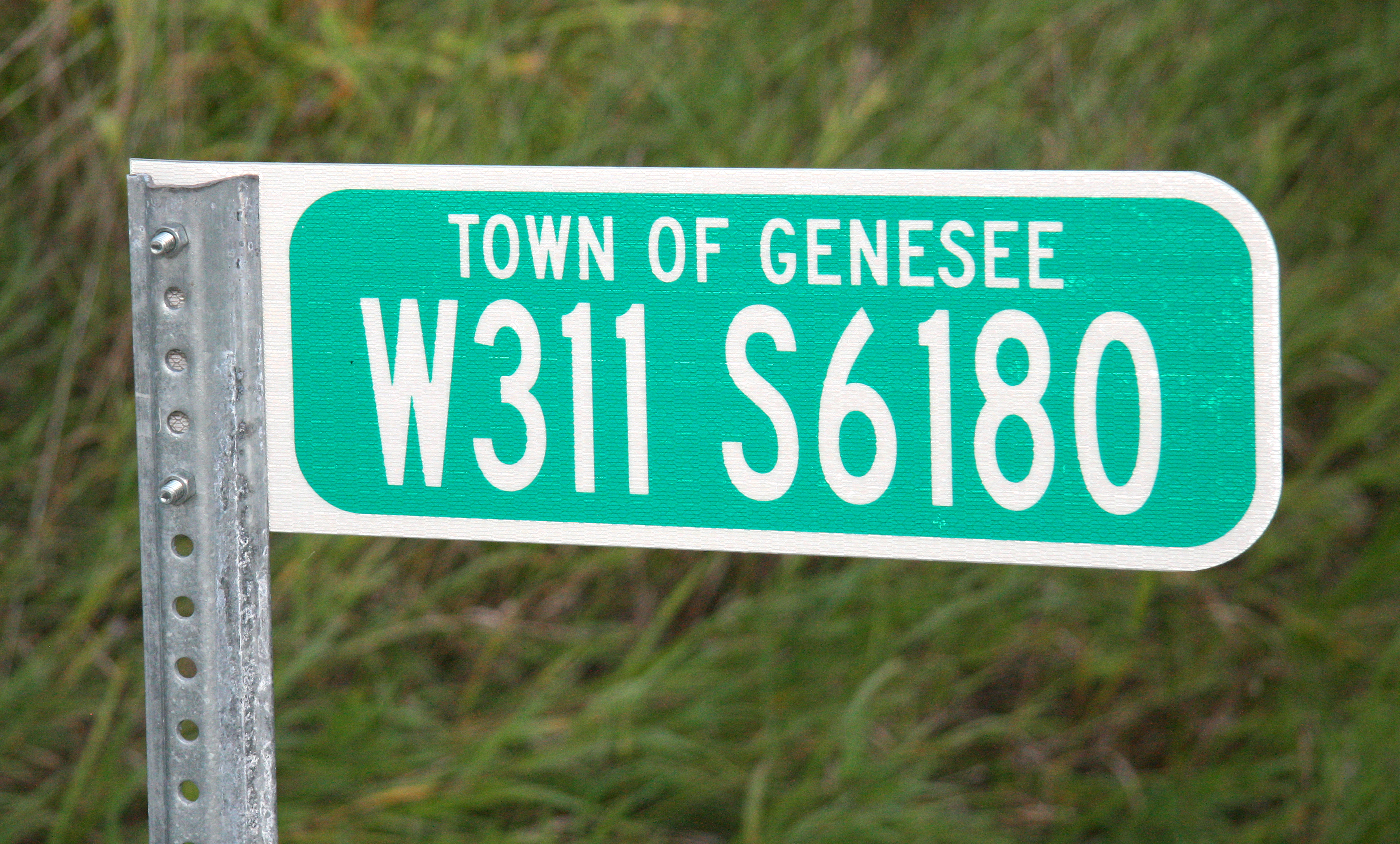
Straßenschild in Milwaukee, USA

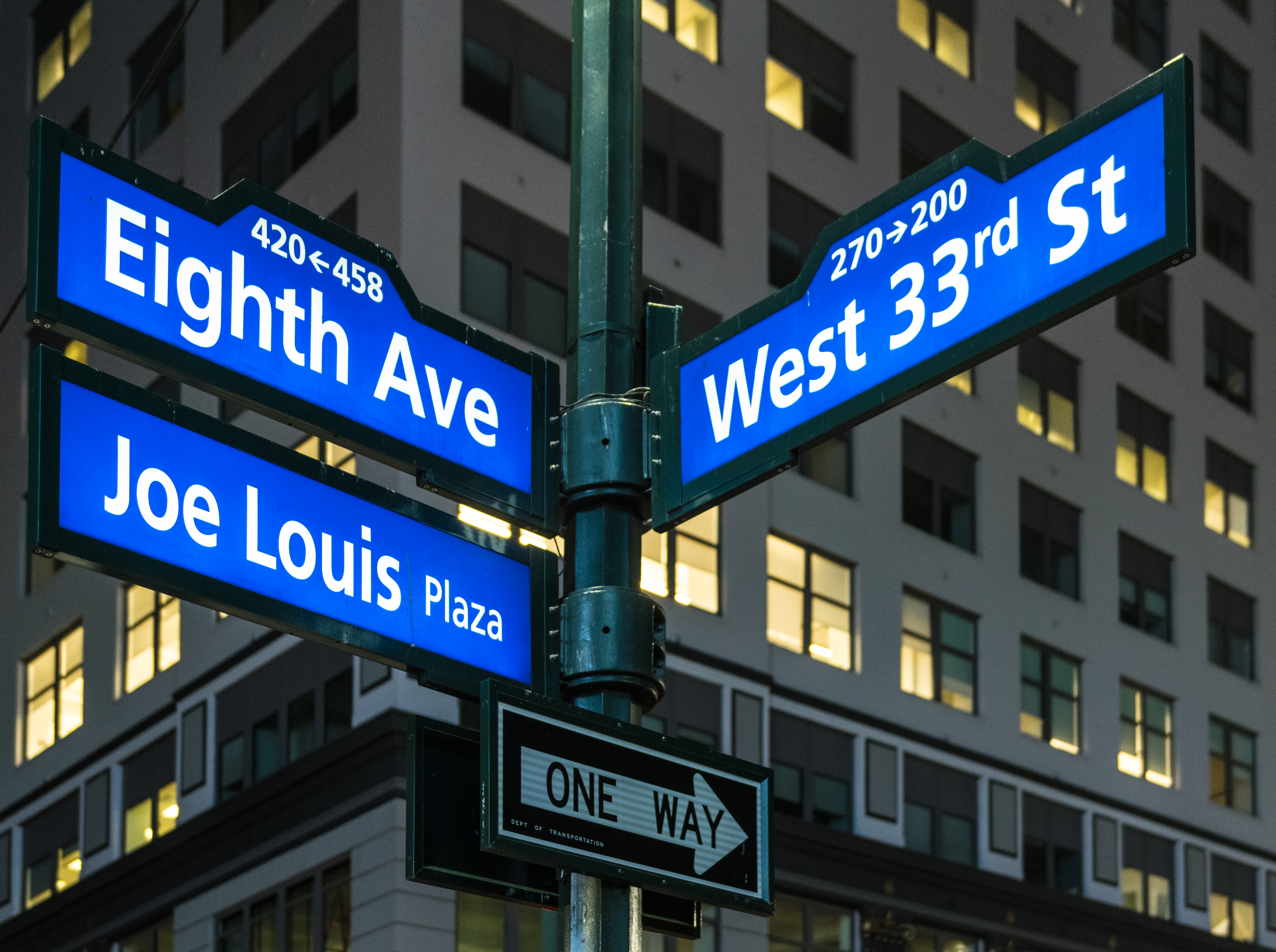
Schilder in New York mit Angabe des Hausnummernbereichs am folgenden Häuserblocks

In Nordamerika und Australien tragen Straßenschilder weiße Schrift auf grünem Grund. Eine Ausnahme hiervon sind manche Metropolregionen, wo verschiedene Städte, die baulich ineinander übergehen, unterschiedliche Straßenschilder verwenden. Dies ermöglicht es auch Ortsfremden zu erkennen, in welchem Ort man sich gerade befindet und somit, welche der teilweise sehr unterschiedlichen Polizeiverordnungen gilt. Ein Beispiel ist die Los Angeles metropolitan area: Los Angeles Weiß auf Blau, Beverly Hills Schwarz auf Weiß, Santa Monica Weiß auf Blau mit orangefarbenem unteren Rand. Ein weiteres Beispiel ist die San Francisco Bay Area: Oakland trägt eine Eiche auf den grünen Schild, Berkeley verwendet weiße Schrift auf braunem Grund und Dublin trägt ein Kleeblatt.